# Playoffs NBA 2019
Pour un article plus général, voir Playoffs NBA.
Navigation
Playoffs 2018 Playoffs 2020
Les playoffs NBA 2019 sont les séries éliminatoires (en anglais : playoffs) de la saison NBA 2018-2019. Ils débutent le samedi 13 avril 2019.

## Règlement
Contrairement aux années antérieures à 2017, où les 3 équipes vainqueurs de division étaient directement qualifiées pour les playoffs, cette année ce sont les 8 premiers de chacune des deux conférences (Est et Ouest) qui se qualifient. Les 8 équipes qualifiées de chaque conférence sont classées de 1 à 8 selon leur nombre de victoires.
Les critères de départage des équipes sont :
1. équipe championne de division par rapport à une équipe non championne de division
2. face-à-face
3. bilan de division (si les équipes sont dans la même division)
4. bilan de conférence
5. bilan face aux équipes qualifiées en playoffs situées dans la même conférence
6. bilan face aux équipes qualifiées en playoffs situées dans l'autre conférence
7. différence générale de points.

Au premier tour, l'équipe classée numéro 1 affronte l'équipe classée numéro 8, la numéro 2 la 7, la 3 la 6 et la 4 la 5.
En demi-finale de conférence, l'équipe vainqueur du match entre la numéro 1 et la numéro 8 rencontre l'équipe vainqueur du match entre la numéro 4 et la numéro 5 et l'équipe vainqueur du match entre la numéro 2 et la numéro 7 rencontre l'équipe vainqueur du match entre la numéro 3 et la numéro 6.
Les vainqueurs des demi-finales de conférence s'affrontent en finale de conférence. Les deux équipes ayant remporté la finale de leur conférence respective sont nommées championnes de conférence et se rencontrent ensuite pour une série déterminant le champion NBA.
Chaque série de playoffs se déroule au meilleur des 7 matches, la première équipe à 4 victoires passant au tour suivant. Dans chaque série, l'avantage du terrain est attribué à l'équipe ayant le plus de victoires, quel que soit son classement à l'issue de la saison régulière.
Les séries se déroulent de la manière suivante : 
| Match | Équipe recevant |
| ----- | --------------- |
| 1     | Meilleur bilan  |
| 2     | Meilleur bilan  |
| 3     | Moins bon bilan |
| 4     | Moins bon bilan |
| 5     | Meilleur bilan  |
| 6     | Moins bon bilan |
| 7     | Meilleur bilan  |

## Équipes qualifiées
| Milwaukee Toronto Oakland Philadelphie Denver Indianapolis Houston Portland Boston Los Angeles Salt Lake City Oklahoma City San Antonio New York Orlando Détroit |

### Conférence Est
| Rang | Équipe                | Bilan | Obtention         | Obtention         | Obtention                       | Obtention          |
| Rang | Équipe                | Bilan | Place en playoffs | Titre de division | Meilleur bilan de la conférence | Meilleur bilan NBA |
| ---- | --------------------- | ----- | ----------------- | ----------------- | ------------------------------- | ------------------ |
| 1    | Bucks de Milwaukee    | 60-22 | 1er mars          | 21 mars           | 4 avril                         | 4 avril            |
| 2    | Raptors de Toronto    | 58-24 | 9 mars            | —                 | —                               | —                  |
| 3    | 76ers de Philadelphie | 51-31 | 17 mars           | —                 | —                               | —                  |
| 4    | Celtics de Boston     | 48-33 | 26 mars           | —                 | —                               | —                  |
| 5    | Pacers de l'Indiana   | 48-34 | 22 mars           | —                 | —                               | —                  |
| 6    | Nets de Brooklyn      | 42-40 | 7 avril           | —                 | —                               | —                  |
| 7    | Magic d'Orlando       | 42-40 | 7 avril           | 7 avril           | —                               | —                  |
| 8    | Pistons de Détroit    | 41-41 | 10 avril          | —                 | —                               | —                  |

### Conférence Ouest
| Rang | Équipe                    | Bilan | Obtention         | Obtention         | Obtention                       | Obtention          |
| Rang | Équipe                    | Bilan | Place en playoffs | Titre de division | Meilleur bilan de la conférence | Meilleur bilan NBA |
| ---- | ------------------------- | ----- | ----------------- | ----------------- | ------------------------------- | ------------------ |
| 1    | Warriors de Golden State  | 57-25 | 16 mars           | 31 mars           | 7 avril                         | —                  |
| 2    | Nuggets de Denver         | 54-28 | 18 mars           | 5 avril           | —                               | —                  |
| 3    | Trail Blazers de Portland | 53-29 | 25 mars           | —                 | —                               | —                  |
| 4    | Rockets de Houston        | 53-29 | 24 mars           | 31 mars           | —                               | —                  |
| 5    | Jazz de l'Utah            | 50-32 | 28 mars           | —                 | —                               | —                  |
| 6    | Thunder d'Oklahoma City   | 49-33 | 30 mars           | —                 | —                               | —                  |
| 7    | Spurs de San Antonio      | 48-34 | 30 mars           | —                 | —                               | —                  |
| 8    | Clippers de Los Angeles   | 48-34 | 26 mars           | —                 | —                               | —                  |

### Tableau
|  | 1er tour         | 1er tour                | 1er tour                  |   |                           | Demi-finales de Conférence | Demi-finales de Conférence | Demi-finales de Conférence |  |   | Finales de Conférence    | Finales de Conférence | Finales de Conférence |  |    | Finale NBA         | Finale NBA | Finale NBA |
|  |                  |                         |                           |   |                           |                            |                            |                            |  |   |                          |                       |                       |  |    |                    |            |            |
|  | 1                | Bucks de Milwaukee      | 4                         |   |                           |                            |                            |                            |  |   |                          |                       |                       |  |    |                    |            |            |
|  | 8                | Pistons de Détroit      | 0                         |   |                           |                            |                            |                            |  |   |                          |                       |                       |  |    |                    |            |            |
|  | 8                | Pistons de Détroit      | 0                         |   | 1                         | Bucks de Milwaukee         | 4                          |                            |  |   |                          |                       |                       |  |    |                    |            |            |
|  |                  |                         |                           |   | 1                         | Bucks de Milwaukee         | 4                          |                            |  |   |                          |                       |                       |  |    |                    |            |            |
|  |                  | 4                       | Celtics de Boston         | 1 |                           |                            |                            |                            |  |   |                          |                       |                       |  |    |                    |            |            |
|  | 4                | 4                       | Celtics de Boston         | 1 | Celtics de Boston         | 4                          |                            |                            |  |   |                          |                       |                       |  |    |                    |            |            |
|  | 4                |                         |                           |   | Celtics de Boston         | 4                          |                            |                            |  |   |                          |                       |                       |  |    |                    |            |            |
|  | 5                | Pacers de l'Indiana     | 0                         |   |                           |                            |                            |                            |  |   |                          |                       |                       |  |    |                    |            |            |
|  | 5                | Pacers de l'Indiana     | 0                         |   |                           |                            |                            |                            |  | 1 | Bucks de Milwaukee       | 2                     |                       |  |    |                    |            |            |
|  | Conférence Est   |                         |                           |   |                           |                            |                            |                            |  | 1 | Bucks de Milwaukee       | 2                     |                       |  |    |                    |            |            |
|  |                  | 2                       | Raptors de Toronto        | 4 |                           |                            |                            |                            |  |   |                          |                       |                       |  |    |                    |            |            |
|  | 3                | 2                       | Raptors de Toronto        | 4 | 76ers de Philadelphie     | 4                          |                            |                            |  |   |                          |                       |                       |  |    |                    |            |            |
|  | 3                |                         |                           |   | 76ers de Philadelphie     | 4                          |                            |                            |  |   |                          |                       |                       |  |    |                    |            |            |
|  | 6                | Nets de Brooklyn        | 1                         |   |                           |                            |                            |                            |  |   |                          |                       |                       |  |    |                    |            |            |
|  | 6                | Nets de Brooklyn        | 1                         |   | 3                         | 76ers de Philadelphie      | 3                          |                            |  |   |                          |                       |                       |  |    |                    |            |            |
|  |                  |                         |                           |   | 3                         | 76ers de Philadelphie      | 3                          |                            |  |   |                          |                       |                       |  |    |                    |            |            |
|  |                  | 2                       | Raptors de Toronto        | 4 |                           |                            |                            |                            |  |   |                          |                       |                       |  |    |                    |            |            |
|  | 2                | 2                       | Raptors de Toronto        | 4 | Raptors de Toronto        | 4                          |                            |                            |  |   |                          |                       |                       |  |    |                    |            |            |
|  | 2                |                         |                           |   | Raptors de Toronto        | 4                          |                            |                            |  |   |                          |                       |                       |  |    |                    |            |            |
|  | 7                | Magic d'Orlando         | 1                         |   |                           |                            |                            |                            |  |   |                          |                       |                       |  |    |                    |            |            |
|  | 7                | Magic d'Orlando         | 1                         |   |                           |                            |                            |                            |  |   |                          |                       |                       |  | E2 | Raptors de Toronto | 4          |            |
|  |                  |                         |                           |   |                           |                            |                            |                            |  |   |                          |                       |                       |  | E2 | Raptors de Toronto | 4          |            |
|  |                  | W1                      | Warriors de Golden State  | 2 |                           |                            |                            |                            |  |   |                          |                       |                       |  |    |                    |            |            |
|  | 1                | W1                      | Warriors de Golden State  | 2 | Warriors de Golden State  | 4                          |                            |                            |  |   |                          |                       |                       |  |    |                    |            |            |
|  | 1                |                         |                           |   | Warriors de Golden State  | 4                          |                            |                            |  |   |                          |                       |                       |  |    |                    |            |            |
|  | 8                | Clippers de Los Angeles | 2                         |   |                           |                            |                            |                            |  |   |                          |                       |                       |  |    |                    |            |            |
|  | 8                | Clippers de Los Angeles | 2                         |   | 1                         | Warriors de Golden State   | 4                          |                            |  |   |                          |                       |                       |  |    |                    |            |            |
|  |                  |                         |                           |   | 1                         | Warriors de Golden State   | 4                          |                            |  |   |                          |                       |                       |  |    |                    |            |            |
|  |                  | 4                       | Rockets de Houston        | 2 |                           |                            |                            |                            |  |   |                          |                       |                       |  |    |                    |            |            |
|  | 4                | 4                       | Rockets de Houston        | 2 | Rockets de Houston        | 4                          |                            |                            |  |   |                          |                       |                       |  |    |                    |            |            |
|  | 4                |                         |                           |   | Rockets de Houston        | 4                          |                            |                            |  |   |                          |                       |                       |  |    |                    |            |            |
|  | 5                | Jazz de l'Utah          | 1                         |   |                           |                            |                            |                            |  |   |                          |                       |                       |  |    |                    |            |            |
|  | 5                | Jazz de l'Utah          | 1                         |   |                           |                            |                            |                            |  | 1 | Warriors de Golden State | 4                     |                       |  |    |                    |            |            |
|  | Conférence Ouest |                         |                           |   |                           |                            |                            |                            |  | 1 | Warriors de Golden State | 4                     |                       |  |    |                    |            |            |
|  |                  | 3                       | Trail Blazers de Portland | 0 |                           |                            |                            |                            |  |   |                          |                       |                       |  |    |                    |            |            |
|  | 3                | 3                       | Trail Blazers de Portland | 0 | Trail Blazers de Portland | 4                          |                            |                            |  |   |                          |                       |                       |  |    |                    |            |            |
|  | 3                |                         |                           |   | Trail Blazers de Portland | 4                          |                            |                            |  |   |                          |                       |                       |  |    |                    |            |            |
|  | 6                | Thunder d'Oklahoma City | 1                         |   |                           |                            |                            |                            |  |   |                          |                       |                       |  |    |                    |            |            |
|  | 6                | Thunder d'Oklahoma City | 1                         |   | 3                         | Trail Blazers de Portland  | 4                          |                            |  |   |                          |                       |                       |  |    |                    |            |            |
|  |                  |                         |                           |   | 3                         | Trail Blazers de Portland  | 4                          |                            |  |   |                          |                       |                       |  |    |                    |            |            |
|  |                  | 2                       | Nuggets de Denver         | 3 |                           |                            |                            |                            |  |   |                          |                       |                       |  |    |                    |            |            |
|  | 2                | 2                       | Nuggets de Denver         | 3 | Nuggets de Denver         | 4                          |                            |                            |  |   |                          |                       |                       |  |    |                    |            |            |
|  | 2                |                         |                           |   | Nuggets de Denver         | 4                          |                            |                            |  |   |                          |                       |                       |  |    |                    |            |            |
|  | 7                | Spurs de San Antonio    | 3                         |   |                           |                            |                            |                            |  |   |                          |                       |                       |  |    |                    |            |            |

### Conférence Est
Salles
Salles des huit participants.

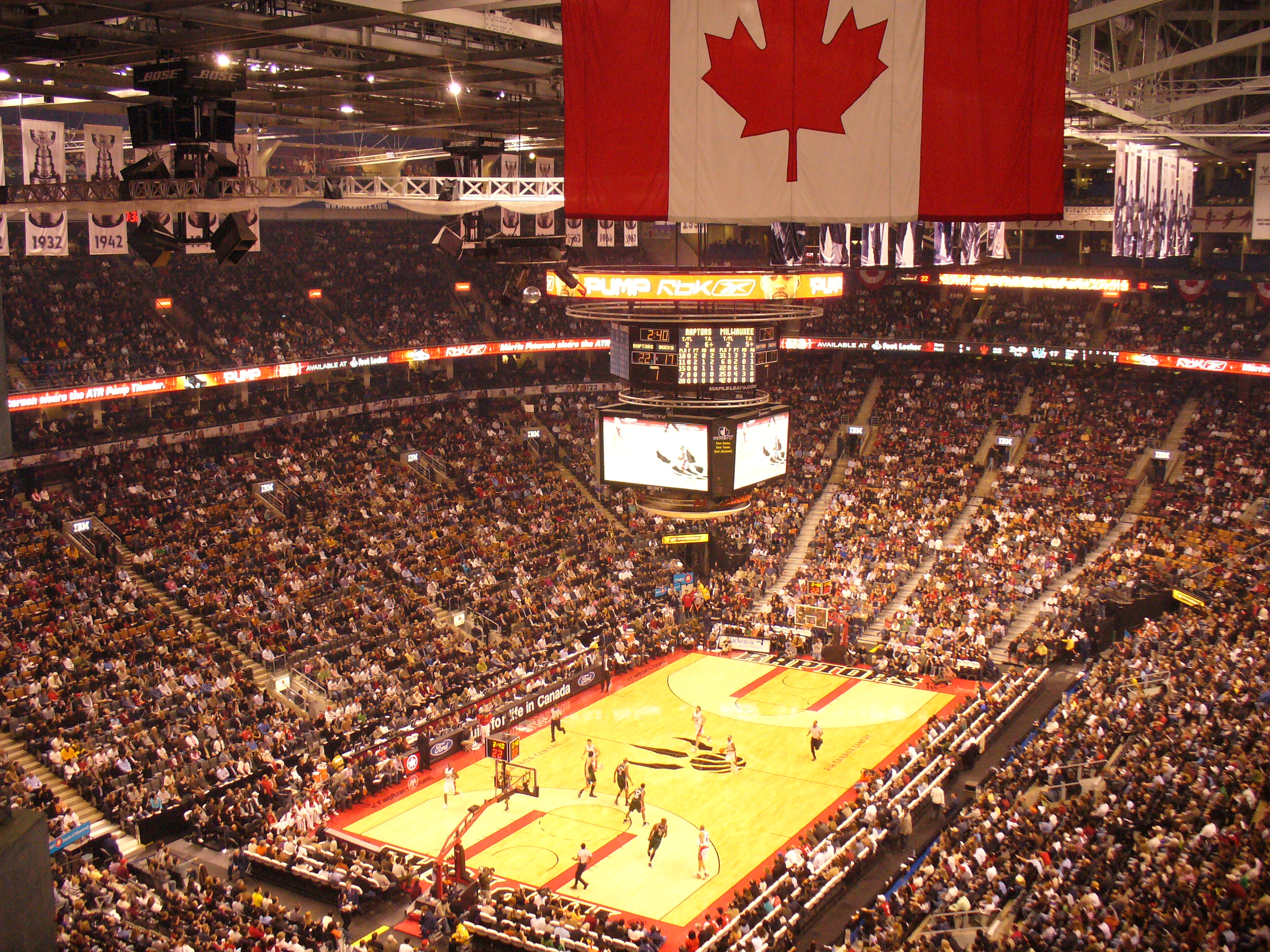
Scotiabank Arena, Toronto
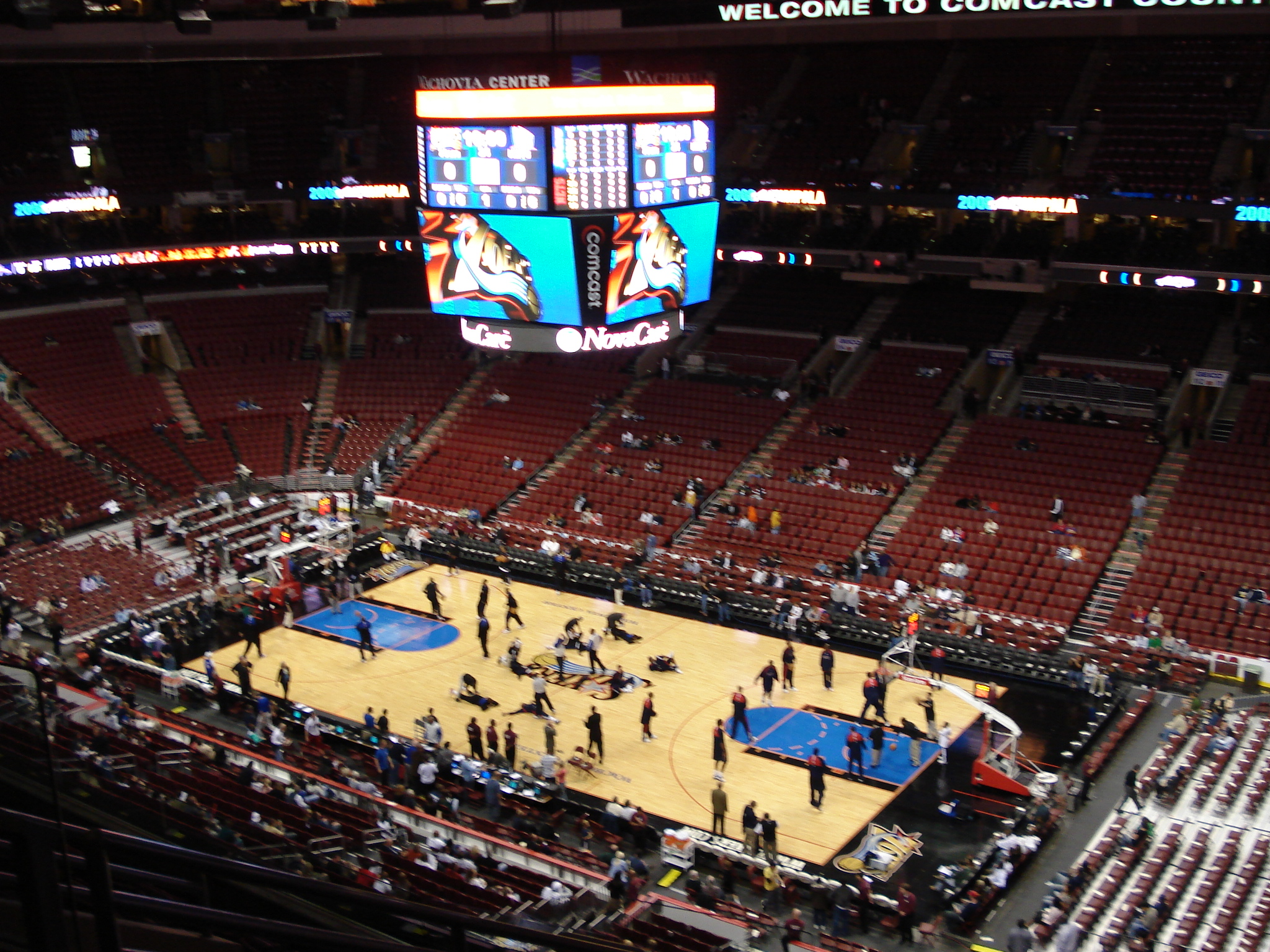
Wells Fargo Center, Philadelphie
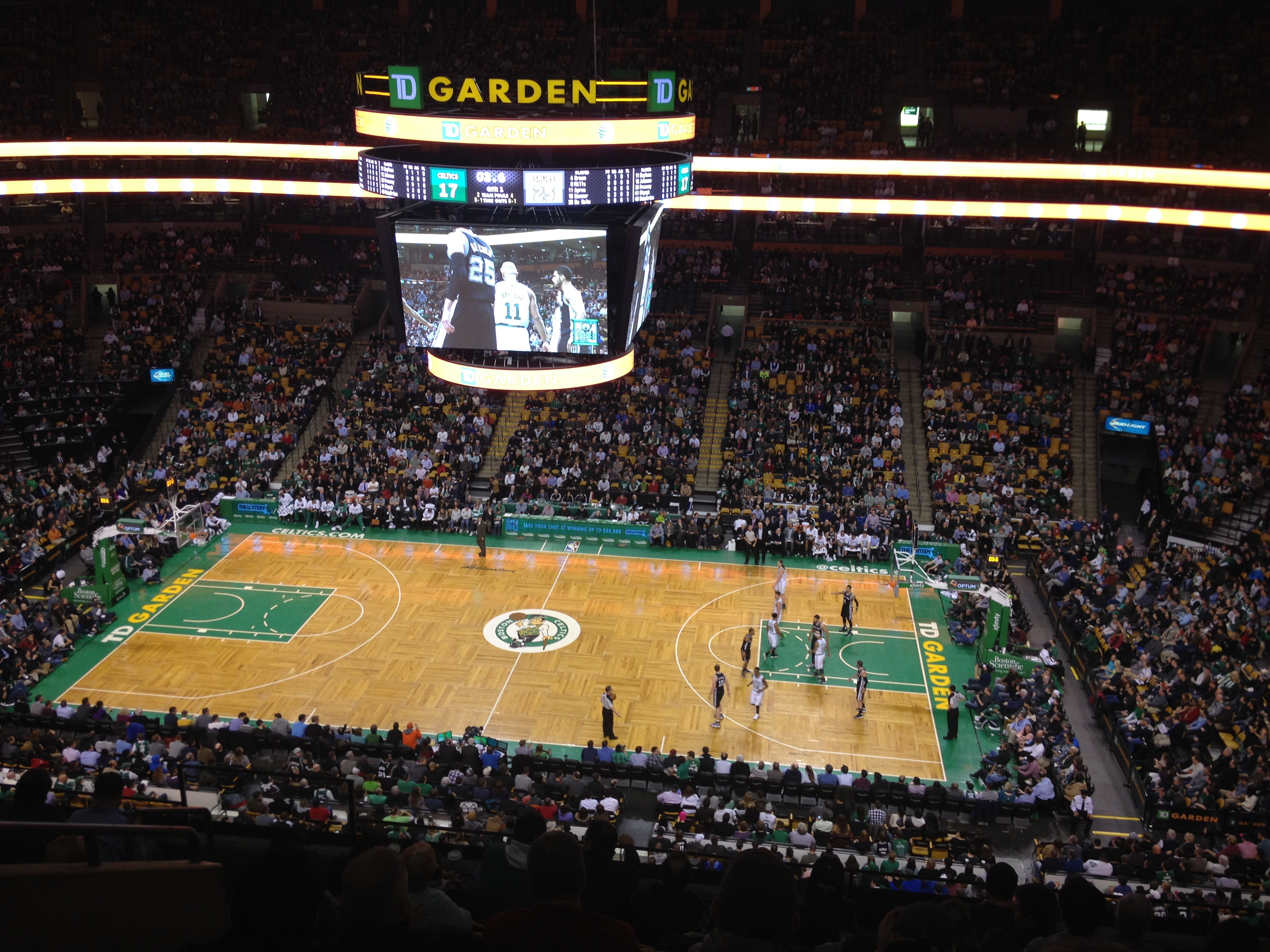
TD Garden, Boston
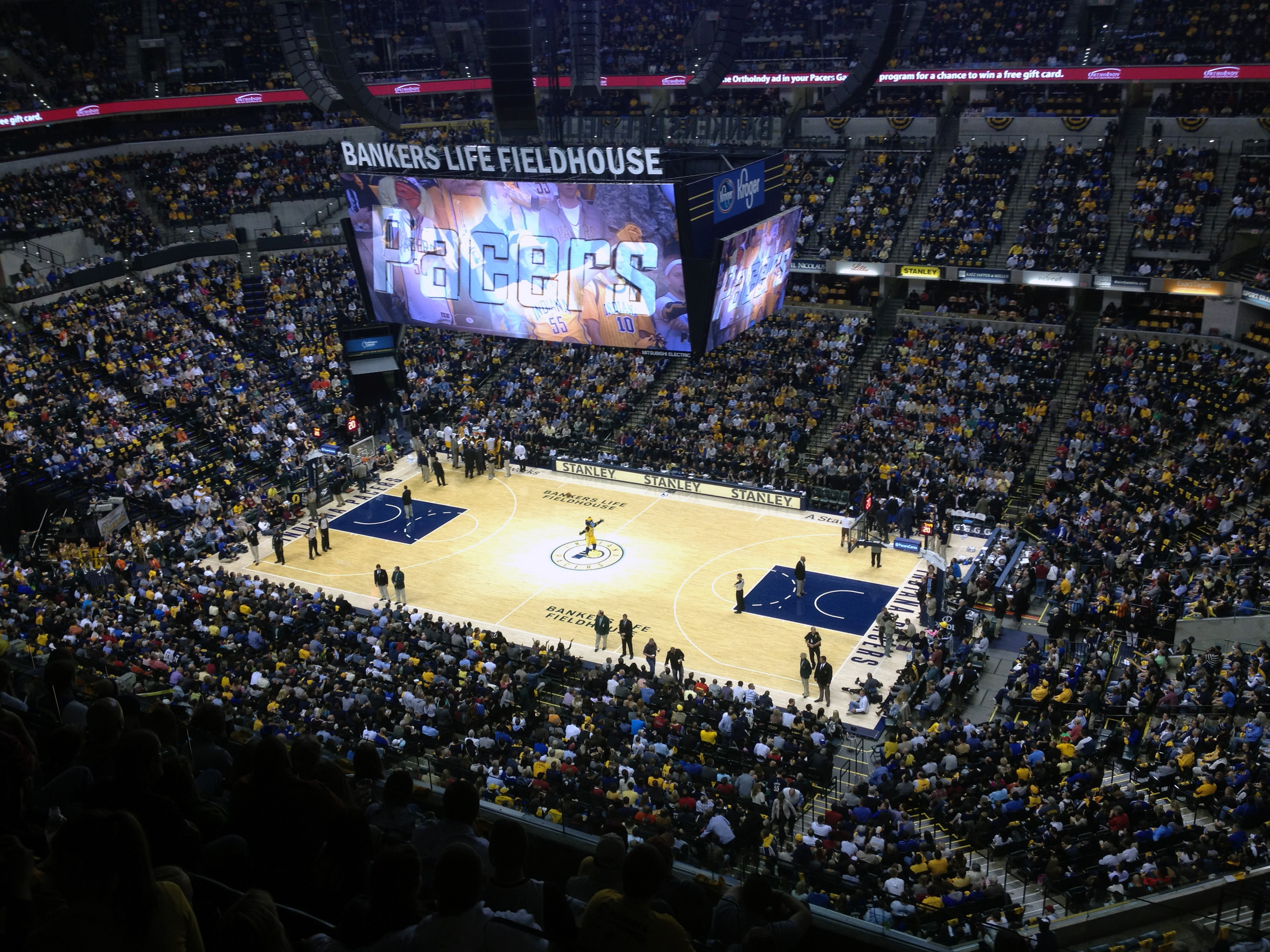
Bankers Life Fieldhouse, Indianapolis
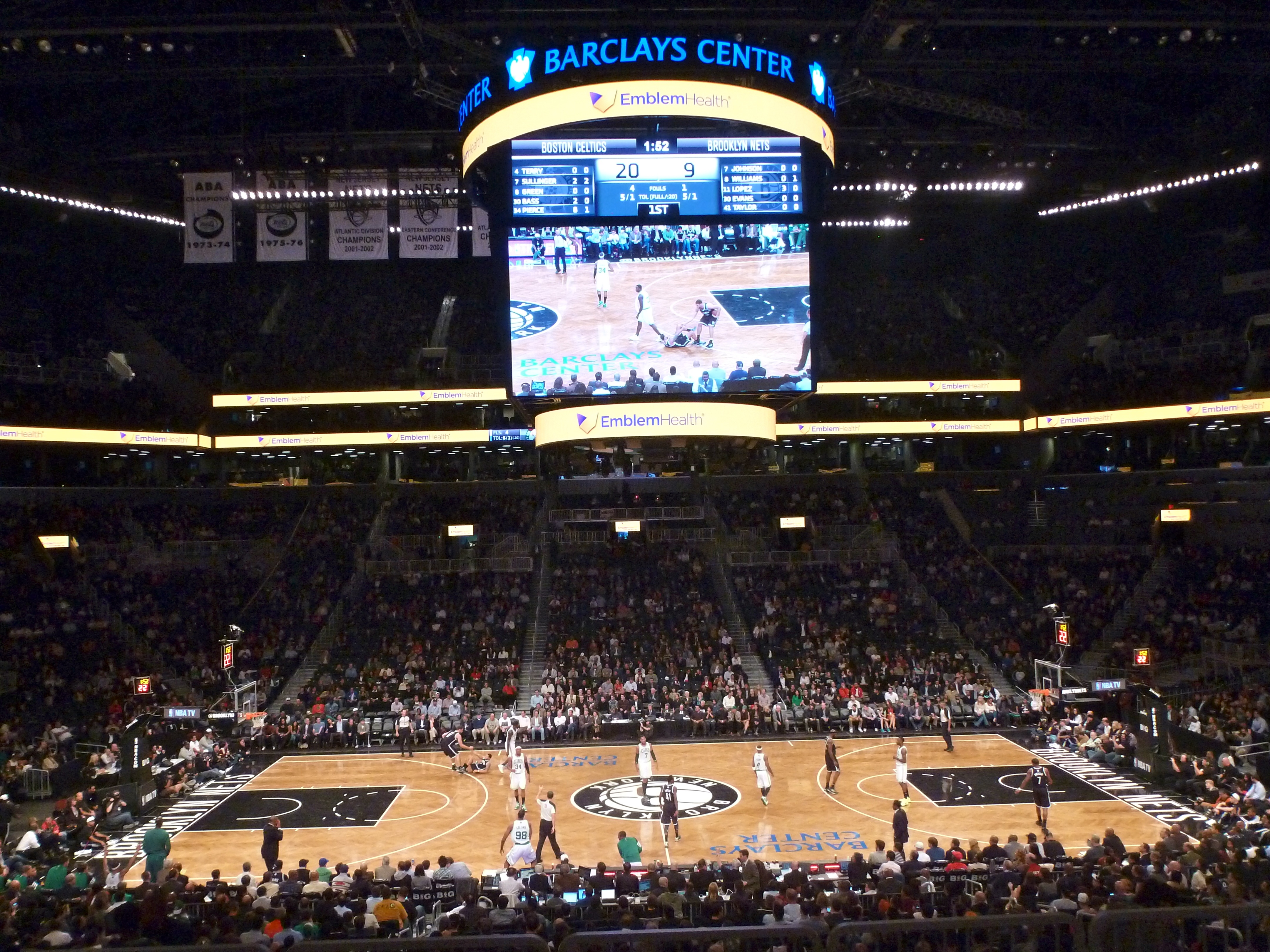
Barclays Center, Brooklyn
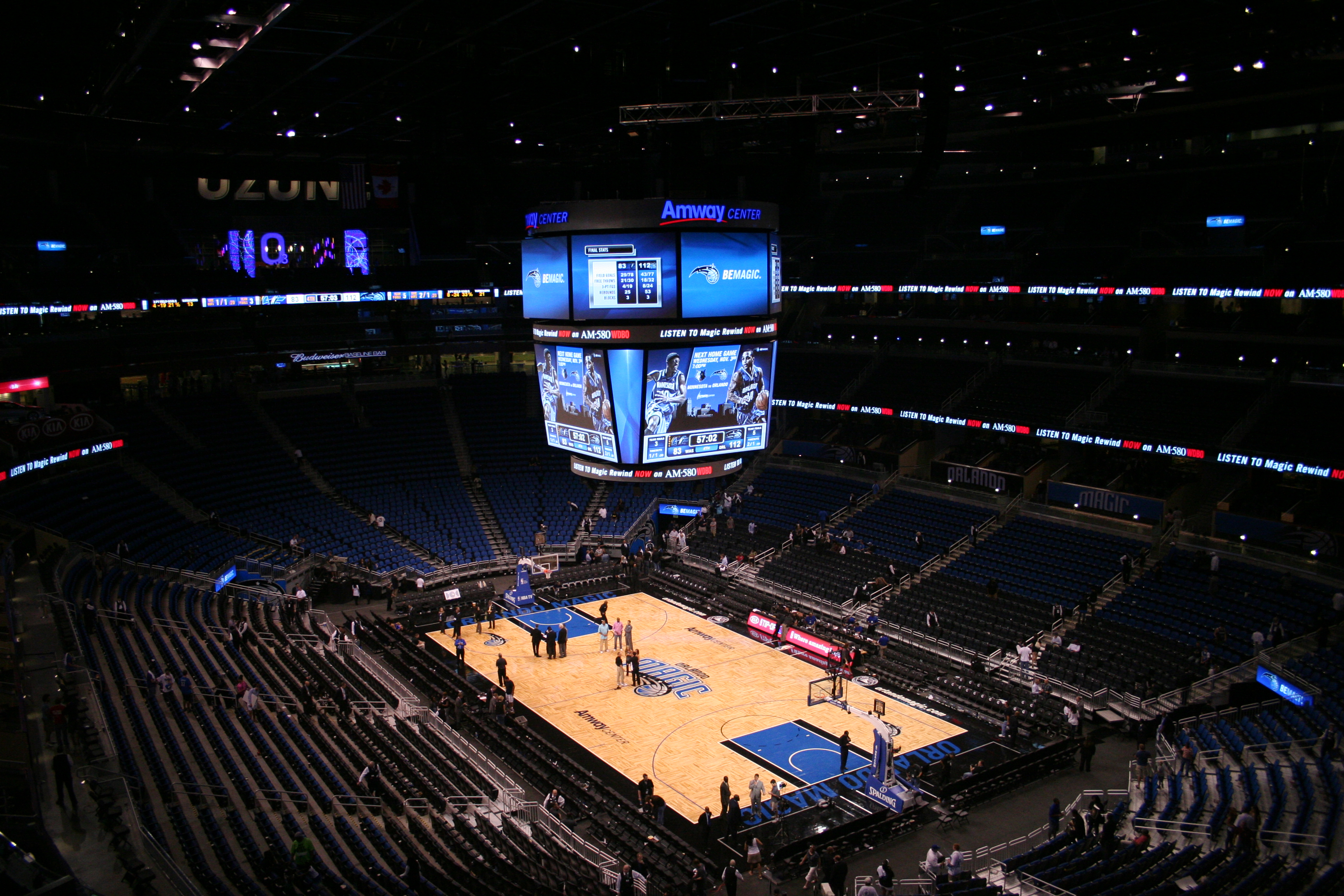
Amway Center, Orlando
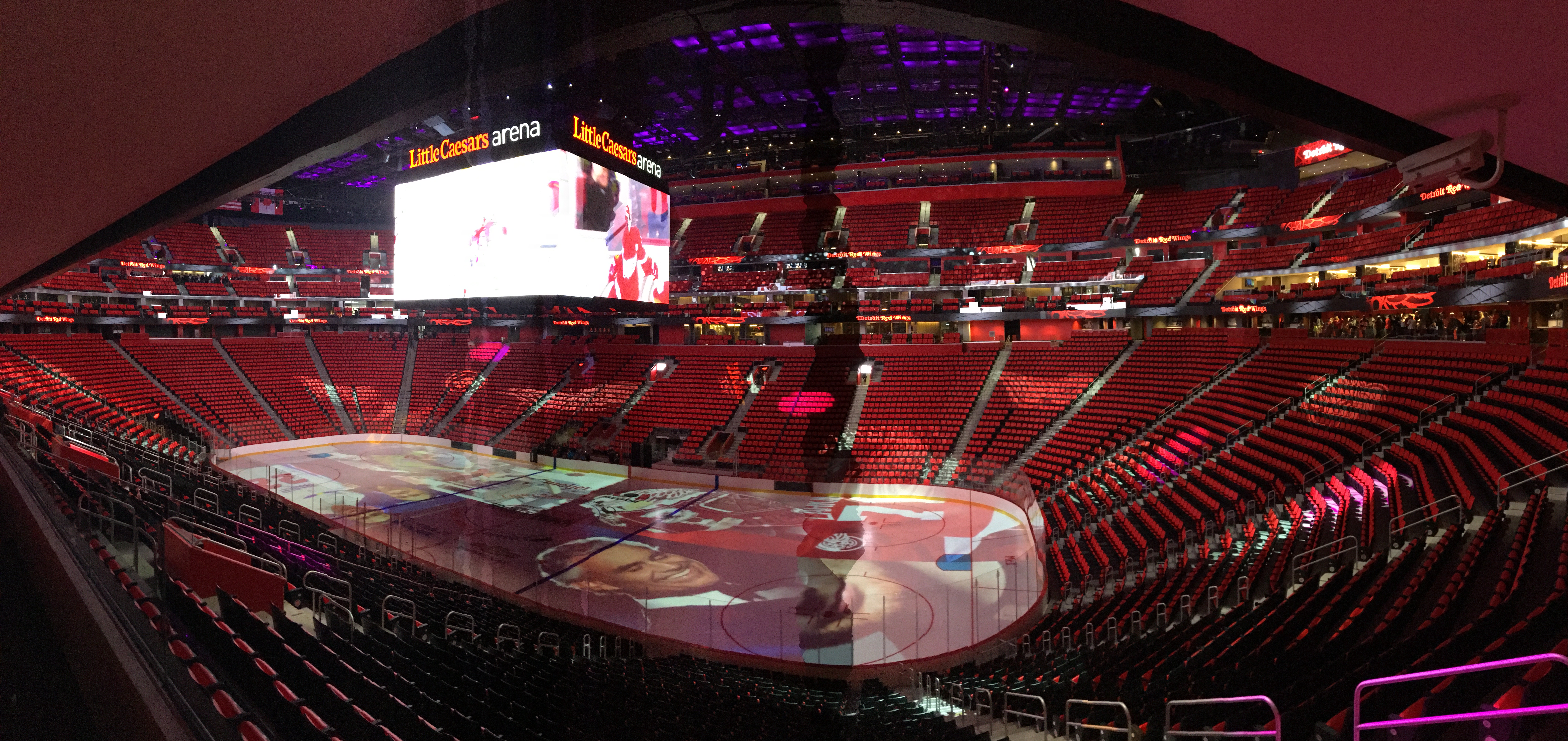
Little Caesars Arena, Detroit

#### Premier tour

##### (1)Bucks de Milwaukeevs.Pistons de Détroit(8)
| 14 avril 2019 19h00 EDT 01h00 PAR | Rapport | Pistons de Détroit 86, Bucks de Milwaukee 121      | Pistons de Détroit 86, Bucks de Milwaukee 121 | Pistons de Détroit 86, Bucks de Milwaukee 121                         |  | Fiserv Forum, Milwaukee, Wisconsin Affluence : 17 529 Arbitres : Tony Brothers, Pat Fraher, Kevin Cutler | TNT |
| 14 avril 2019 19h00 EDT 01h00 PAR | Rapport | Score par quart-temps : 18-38, 25-32, 18-27, 25-24 |                                               |                                                                       |  | Fiserv Forum, Milwaukee, Wisconsin Affluence : 17 529 Arbitres : Tony Brothers, Pat Fraher, Kevin Cutler | TNT |
| 14 avril 2019 19h00 EDT 01h00 PAR | Rapport | Score par mi-temps : 43-70, 43-51                  |                                               |                                                                       |  | Fiserv Forum, Milwaukee, Wisconsin Affluence : 17 529 Arbitres : Tony Brothers, Pat Fraher, Kevin Cutler | TNT |
| 14 avril 2019 19h00 EDT 01h00 PAR | Rapport | Luke Kennard, 21 Andre Drummond, 12 Ish Smith, 6   | Points Rebonds Passes d.                      | Giánnis Antetokoúnmpo, 24 Giánnis Antetokoúnmpo, 17 Sterling Brown, 7 |  | Fiserv Forum, Milwaukee, Wisconsin Affluence : 17 529 Arbitres : Tony Brothers, Pat Fraher, Kevin Cutler | TNT |

| 17 avril 2019 20h00 EDT 02h00 PAR | Rapport | Pistons de Détroit 99, Bucks de Milwaukee 120         | Pistons de Détroit 99, Bucks de Milwaukee 120 | Pistons de Détroit 99, Bucks de Milwaukee 120                 |  | Fiserv Forum, Milwaukee, Wisconsin Affluence : 17 513 Arbitres : Eric Lewis, Mike Callahan, Rodney Mott | NBA TV |
| 17 avril 2019 20h00 EDT 02h00 PAR | Rapport | Score par quart-temps : 27-38, 32-20, 17-35, 23-27    |                                               |                                                               |  | Fiserv Forum, Milwaukee, Wisconsin Affluence : 17 513 Arbitres : Eric Lewis, Mike Callahan, Rodney Mott | NBA TV |
| 17 avril 2019 20h00 EDT 02h00 PAR | Rapport | Score par mi-temps : 59-58, 40-62                     |                                               |                                                               |  | Fiserv Forum, Milwaukee, Wisconsin Affluence : 17 513 Arbitres : Eric Lewis, Mike Callahan, Rodney Mott | NBA TV |
| 17 avril 2019 20h00 EDT 02h00 PAR | Rapport | Luke Kennard, 19 Andre Drummond, 16 Reggie Jackson, 8 | Points Rebonds Passes d.                      | Eric Bledsoe, 27 Giánnis Antetokoúnmpo, 12 Khris Middleton, 8 |  | Fiserv Forum, Milwaukee, Wisconsin Affluence : 17 513 Arbitres : Eric Lewis, Mike Callahan, Rodney Mott | NBA TV |

| 20 avril 2019 20h00 EDT 02h00 PAR | Rapport | Bucks de Milwaukee 119, Pistons de Détroit 103                 | Bucks de Milwaukee 119, Pistons de Détroit 103 | Bucks de Milwaukee 119, Pistons de Détroit 103         |  | Little Caesars Arena, Détroit, Michigan Affluence : 20 520 Arbitres : James Capers, Kane Fitzgerald, Curtis Blair | ESPN |
| 20 avril 2019 20h00 EDT 02h00 PAR | Rapport | Score par quart-temps : 32-24, 35-30, 33-24, 19-25             |                                                |                                                        |  | Little Caesars Arena, Détroit, Michigan Affluence : 20 520 Arbitres : James Capers, Kane Fitzgerald, Curtis Blair | ESPN |
| 20 avril 2019 20h00 EDT 02h00 PAR | Rapport | Score par mi-temps : 67-54, 52-49                              |                                                |                                                        |  | Little Caesars Arena, Détroit, Michigan Affluence : 20 520 Arbitres : James Capers, Kane Fitzgerald, Curtis Blair | ESPN |
| 20 avril 2019 20h00 EDT 02h00 PAR | Rapport | Khris Middleton, 20 Giánnis Antetokoúnmpo, 10 Bledsoe, Hill, 5 | Points Rebonds Passes d.                       | Blake Griffin, 27 Andre Drummond, 12 Reggie Jackson, 8 |  | Little Caesars Arena, Détroit, Michigan Affluence : 20 520 Arbitres : James Capers, Kane Fitzgerald, Curtis Blair | ESPN |

| 22 avril 2019 20h00 EDT 02h00 PAR | Rapport | Bucks de Milwaukee 127, Pistons de Détroit 104                 | Bucks de Milwaukee 127, Pistons de Détroit 104 | Bucks de Milwaukee 127, Pistons de Détroit 104          |  | Little Caesars Arena, Détroit, Michigan Affluence : 20 332 Arbitres : Ken Mauer, Tony Brown, Derrick Collins | TNT |
| 22 avril 2019 20h00 EDT 02h00 PAR | Rapport | Score par quart-temps : 26-28, 30-34, 39-23, 32-19             |                                                |                                                         |  | Little Caesars Arena, Détroit, Michigan Affluence : 20 332 Arbitres : Ken Mauer, Tony Brown, Derrick Collins | TNT |
| 22 avril 2019 20h00 EDT 02h00 PAR | Rapport | Score par mi-temps : 56-62, 71-42                              |                                                |                                                         |  | Little Caesars Arena, Détroit, Michigan Affluence : 20 332 Arbitres : Ken Mauer, Tony Brown, Derrick Collins | TNT |
| 22 avril 2019 20h00 EDT 02h00 PAR | Rapport | Giánnis Antetokoúnmpo, 41 Sterling Brown, 13 Sterling Brown, 6 | Points Rebonds Passes d.                       | Reggie Jackson, 26 Andre Drummond, 12 Reggie Jackson, 7 |  | Little Caesars Arena, Détroit, Michigan Affluence : 20 332 Arbitres : Ken Mauer, Tony Brown, Derrick Collins | TNT |
| 22 avril 2019 20h00 EDT 02h00 PAR | Rapport | Milwaukee remporte la série 4 à 0.                             |                                                |                                                         |  | Little Caesars Arena, Détroit, Michigan Affluence : 20 332 Arbitres : Ken Mauer, Tony Brown, Derrick Collins | TNT |

Matchs de saison régulière
Milwaukee remporte la série 4 à 0.
| 5 décembre 2018 | Rapport | Pistons de Détroit 92, Bucks de Milwaukee 115 | Pistons de Détroit 92, Bucks de Milwaukee 115 | Pistons de Détroit 92, Bucks de Milwaukee 115 |  | Fiserv Forum, Milwaukee, Wisconsin |

| 17 décembre 2018 | Rapport | Bucks de Milwaukee 107, Pistons de Détroit 104 | Bucks de Milwaukee 107, Pistons de Détroit 104 | Bucks de Milwaukee 107, Pistons de Détroit 104 |  | Little Caesars Arena, Détroit, Michigan |

| 1er janvier 2019 | Rapport | Pistons de Détroit 98, Bucks de Milwaukee 121 | Pistons de Détroit 98, Bucks de Milwaukee 121 | Pistons de Détroit 98, Bucks de Milwaukee 121 |  | Fiserv Forum, Milwaukee, Wisconsin |

| 29 janvier 2019 | Rapport | Bucks de Milwaukee 115, Pistons de Détroit 105 | Bucks de Milwaukee 115, Pistons de Détroit 105 | Bucks de Milwaukee 115, Pistons de Détroit 105 |  | Little Caesars Arena, Détroit, Michigan |

Dernière rencontre en playoffsPremier tour de conférence Est 2006 (Détroit gagne 4-1).

##### (2)Raptors de Torontovs.Magic d'Orlando(7)
| 13 avril 2019 17h00 EDT 23h00 PAR | Rapport | Magic d'Orlando 104, Raptors de Toronto 101           | Magic d'Orlando 104, Raptors de Toronto 101 | Magic d'Orlando 104, Raptors de Toronto 101      |  | Scotiabank Arena, Toronto, Ontario Arbitres : Mike Callahan, Eric Lewis, Ben Taylor | ESPN, BeIn Sports |
| 13 avril 2019 17h00 EDT 23h00 PAR | Rapport | Score par quart-temps : 25-30, 32-19, 18-27, 29-25    |                                             |                                                  |  | Scotiabank Arena, Toronto, Ontario Arbitres : Mike Callahan, Eric Lewis, Ben Taylor | ESPN, BeIn Sports |
| 13 avril 2019 17h00 EDT 23h00 PAR | Rapport | Score par mi-temps : 57-49, 47-52                     |                                             |                                                  |  | Scotiabank Arena, Toronto, Ontario Arbitres : Mike Callahan, Eric Lewis, Ben Taylor | ESPN, BeIn Sports |
| 13 avril 2019 17h00 EDT 23h00 PAR | Rapport | D. J. Augustin, 25 Aaron Gordon, 10 D. J. Augustin, 6 | Points Rebonds Passes d.                    | Kawhi Leonard, 25 Pascal Siakam, 9 Kyle Lowry, 8 |  | Scotiabank Arena, Toronto, Ontario Arbitres : Mike Callahan, Eric Lewis, Ben Taylor | ESPN, BeIn Sports |

| 16 avril 2019 20h00 EDT 02h00 PAR | Rapport | Magic d'Orlando 82, Raptors de Toronto 111                   | Magic d'Orlando 82, Raptors de Toronto 111 | Magic d'Orlando 82, Raptors de Toronto 111        |  | Scotiabank Arena, Toronto, Ontario Affluence : 19 964 Arbitres : Marc Davis, John Goble, Kevin Cutler | TNT |
| 16 avril 2019 20h00 EDT 02h00 PAR | Rapport | Score par quart-temps : 18-26, 21-25, 27-39, 16-21           |                                            |                                                   |  | Scotiabank Arena, Toronto, Ontario Affluence : 19 964 Arbitres : Marc Davis, John Goble, Kevin Cutler | TNT |
| 16 avril 2019 20h00 EDT 02h00 PAR | Rapport | Score par mi-temps : 39-51, 43-60                            |                                            |                                                   |  | Scotiabank Arena, Toronto, Ontario Affluence : 19 964 Arbitres : Marc Davis, John Goble, Kevin Cutler | TNT |
| 16 avril 2019 20h00 EDT 02h00 PAR | Rapport | Aaron Gordon, 20 Michael Carter-Williams, 9 Evan Fournier, 4 | Points Rebonds Passes d.                   | Kawhi Leonard, 37 Pascal Siakam, 10 Kyle Lowry, 7 |  | Scotiabank Arena, Toronto, Ontario Affluence : 19 964 Arbitres : Marc Davis, John Goble, Kevin Cutler | TNT |

| 19 avril 2019 19h00 EDT 01h00 PAR | Rapport | Raptors de Toronto 98, Magic d'Orlando 93          | Raptors de Toronto 98, Magic d'Orlando 93 | Raptors de Toronto 98, Magic d'Orlando 93            |  | Amway Center, Orlando, Floride Affluence : 19 367 Arbitres : Tony Brothers, Sean Wright, Michael Smith | ESPN |
| 19 avril 2019 19h00 EDT 01h00 PAR | Rapport | Score par quart-temps : 26-21, 22-24, 28-20, 22-28 |                                           |                                                      |  | Amway Center, Orlando, Floride Affluence : 19 367 Arbitres : Tony Brothers, Sean Wright, Michael Smith | ESPN |
| 19 avril 2019 19h00 EDT 01h00 PAR | Rapport | Score par mi-temps : 48-45, 50-48                  |                                           |                                                      |  | Amway Center, Orlando, Floride Affluence : 19 367 Arbitres : Tony Brothers, Sean Wright, Michael Smith | ESPN |
| 19 avril 2019 19h00 EDT 01h00 PAR | Rapport | Pascal Siakam, 30 Pascal Siakam, 11 Kyle Lowry, 10 | Points Rebonds Passes d.                  | Terrence Ross, 24 Nikola Vučević, 14 Aaron Gordon, 7 |  | Amway Center, Orlando, Floride Affluence : 19 367 Arbitres : Tony Brothers, Sean Wright, Michael Smith | ESPN |

| 21 avril 2019 19h00 EDT 01h00 PAR | Rapport | Raptors de Toronto 107, Magic d'Orlando 85         | Raptors de Toronto 107, Magic d'Orlando 85 | Raptors de Toronto 107, Magic d'Orlando 85       |  | Amway Center, Orlando, Floride Affluence : 19 087 Arbitres : Zach Zarba, Tom Washington, Karl Lane | TNT |
| 21 avril 2019 19h00 EDT 01h00 PAR | Rapport | Score par quart-temps : 28-26, 30-16, 24-28, 25-15 |                                            |                                                  |  | Amway Center, Orlando, Floride Affluence : 19 087 Arbitres : Zach Zarba, Tom Washington, Karl Lane | TNT |
| 21 avril 2019 19h00 EDT 01h00 PAR | Rapport | Score par mi-temps : 58-42, 49-43                  |                                            |                                                  |  | Amway Center, Orlando, Floride Affluence : 19 087 Arbitres : Zach Zarba, Tom Washington, Karl Lane | TNT |
| 21 avril 2019 19h00 EDT 01h00 PAR | Rapport | Kawhi Leonard, 34 Serge Ibaka, 8 Kyle Lowry, 9     | Points Rebonds Passes d.                   | Aaron Gordon, 25 Aaron Gordon, 7 Aaron Gordon, 5 |  | Amway Center, Orlando, Floride Affluence : 19 087 Arbitres : Zach Zarba, Tom Washington, Karl Lane | TNT |

| 23 avril 2019 19h00 EDT 01h00 PAR | Rapport | Magic d'Orlando 96, Raptors de Toronto 115                   | Magic d'Orlando 96, Raptors de Toronto 115 | Magic d'Orlando 96, Raptors de Toronto 115        |  | Scotiabank Arena, Toronto, Ontario Arbitres : Scott Foster, Jason Phillips, Tyler Ford | ESPN |
| 23 avril 2019 19h00 EDT 01h00 PAR | Rapport | Score par quart-temps : 19-35, 28-32, 23-32, 26-16           |                                            |                                                   |  | Scotiabank Arena, Toronto, Ontario Arbitres : Scott Foster, Jason Phillips, Tyler Ford | ESPN |
| 23 avril 2019 19h00 EDT 01h00 PAR | Rapport | Score par mi-temps : 47-67, 49-48                            |                                            |                                                   |  | Scotiabank Arena, Toronto, Ontario Arbitres : Scott Foster, Jason Phillips, Tyler Ford | ESPN |
| 23 avril 2019 19h00 EDT 01h00 PAR | Rapport | D. J. Augustin, 15 Khem Birch, 11 Michael Carter-Williams, 5 | Points Rebonds Passes d.                   | Kawhi Leonard, 27 Marc Gasol, 9 Fred VanVleet, 10 |  | Scotiabank Arena, Toronto, Ontario Arbitres : Scott Foster, Jason Phillips, Tyler Ford | ESPN |
| 23 avril 2019 19h00 EDT 01h00 PAR | Rapport | Toronto remporte la série 4 à 1.                             |                                            |                                                   |  | Scotiabank Arena, Toronto, Ontario Arbitres : Scott Foster, Jason Phillips, Tyler Ford | ESPN |

Matchs de saison régulière
Egalité dans la série 2 à 2.
| 20 novembre 2018 | Rapport | Raptors de Toronto 93, Magic d'Orlando 91 | Raptors de Toronto 93, Magic d'Orlando 91 | Raptors de Toronto 93, Magic d'Orlando 91 |  | Amway Center, Orlando, Floride |

| 17 décembre 2018 | Rapport | Raptors de Toronto 87, Magic d'Orlando 116 | Raptors de Toronto 87, Magic d'Orlando 116 | Raptors de Toronto 87, Magic d'Orlando 116 |  | Amway Center, Orlando, Floride |

| 24 février 2019 | Rapport | Magic d'Orlando 113, Raptors de Toronto 98 | Magic d'Orlando 113, Raptors de Toronto 98 | Magic d'Orlando 113, Raptors de Toronto 98 |  | Scotiabank Arena, Toronto, Ontario |

| 1er avril 2019 | Rapport | Magic d'Orlando 109, Raptors de Toronto 121 | Magic d'Orlando 109, Raptors de Toronto 121 | Magic d'Orlando 109, Raptors de Toronto 121 |  | Scotiabank Arena, Toronto, Ontario |

Dernière rencontre en playoffsPremier tour de conférence Est 2008 (Orlando gagne 4-1).

##### (3)76ers de Philadelphievs.Nets de Brooklyn(6)
| 13 avril 2019 14h30 EDT 20h30 PAR | Rapport | Nets de Brooklyn 111, 76ers de Philadelphie 102      | Nets de Brooklyn 111, 76ers de Philadelphie 102 | Nets de Brooklyn 111, 76ers de Philadelphie 102   |  | Wells Fargo Center, Philadelphie, Pennsylvanie Affluence : 20 437 Arbitres : Scott Foster, Jason Phillips, Tyler Ford | ESPN, BeIn Sports |
| 13 avril 2019 14h30 EDT 20h30 PAR | Rapport | Score par quart-temps : 31-22, 31-32, 31-28, 18-20   |                                                 |                                                   |  | Wells Fargo Center, Philadelphie, Pennsylvanie Affluence : 20 437 Arbitres : Scott Foster, Jason Phillips, Tyler Ford | ESPN, BeIn Sports |
| 13 avril 2019 14h30 EDT 20h30 PAR | Rapport | Score par mi-temps : 62-54, 49-48                    |                                                 |                                                   |  | Wells Fargo Center, Philadelphie, Pennsylvanie Affluence : 20 437 Arbitres : Scott Foster, Jason Phillips, Tyler Ford | ESPN, BeIn Sports |
| 13 avril 2019 14h30 EDT 20h30 PAR | Rapport | D'Angelo Russell, 26 Ed Davis, 16 Russell, Dudley, 4 | Points Rebonds Passes d.                        | Jimmy Butler, 36 Tobias Harris, 6 Joel Embiid, 15 |  | Wells Fargo Center, Philadelphie, Pennsylvanie Affluence : 20 437 Arbitres : Scott Foster, Jason Phillips, Tyler Ford | ESPN, BeIn Sports |

| 15 avril 2019 20h00 EDT 02h00 PAR | Rapport | Nets de Brooklyn 123, 76ers de Philadelphie 145         | Nets de Brooklyn 123, 76ers de Philadelphie 145 | Nets de Brooklyn 123, 76ers de Philadelphie 145     |  | Wells Fargo Center, Philadelphie, Pennsylvanie Affluence : 20 591 Arbitres : Mike Callahan, Kevin Scott, Gediminas Petraitis | TNT |
| 15 avril 2019 20h00 EDT 02h00 PAR | Rapport | Score par quart-temps : 28-34, 36-31, 23-51, 36-29      |                                                 |                                                     |  | Wells Fargo Center, Philadelphie, Pennsylvanie Affluence : 20 591 Arbitres : Mike Callahan, Kevin Scott, Gediminas Petraitis | TNT |
| 15 avril 2019 20h00 EDT 02h00 PAR | Rapport | Score par mi-temps : 64-65, 59-80                       |                                                 |                                                     |  | Wells Fargo Center, Philadelphie, Pennsylvanie Affluence : 20 591 Arbitres : Mike Callahan, Kevin Scott, Gediminas Petraitis | TNT |
| 15 avril 2019 20h00 EDT 02h00 PAR | Rapport | Spencer Dinwiddie, 19 Jarrett Allen, 6 Jarrett Allen, 4 | Points Rebonds Passes d.                        | Joel Embiid, 23 Simmons, Embiid, 10 Ben Simmons, 12 |  | Wells Fargo Center, Philadelphie, Pennsylvanie Affluence : 20 591 Arbitres : Mike Callahan, Kevin Scott, Gediminas Petraitis | TNT |

| 18 avril 2019 20h00 EDT 02h00 PAR | Rapport | 76ers de Philadelphie 131, Nets de Brooklyn 115    | 76ers de Philadelphie 131, Nets de Brooklyn 115 | 76ers de Philadelphie 131, Nets de Brooklyn 115                  |  | Barclays Center, Brooklyn, New York Affluence : 17 732 Arbitres : James Capers, Courtney Kirkland, Scott Wall | TNT |
| 18 avril 2019 20h00 EDT 02h00 PAR | Rapport | Score par quart-temps : 32-24, 33-35, 32-31, 34-25 |                                                 |                                                                  |  | Barclays Center, Brooklyn, New York Affluence : 17 732 Arbitres : James Capers, Courtney Kirkland, Scott Wall | TNT |
| 18 avril 2019 20h00 EDT 02h00 PAR | Rapport | Score par mi-temps : 65-59, 66-56                  |                                                 |                                                                  |  | Barclays Center, Brooklyn, New York Affluence : 17 732 Arbitres : James Capers, Courtney Kirkland, Scott Wall | TNT |
| 18 avril 2019 20h00 EDT 02h00 PAR | Rapport | Ben Simmons, 31 Tobias Harris, 16 Ben Simmons, 9   | Points Rebonds Passes d.                        | Russell, LeVert, 26 Caris LeVert, 7 Russell, Hollis-Jefferson, 3 |  | Barclays Center, Brooklyn, New York Affluence : 17 732 Arbitres : James Capers, Courtney Kirkland, Scott Wall | TNT |

| 20 avril 2019 15h00 EDT 21h00 PAR | Rapport | 76ers de Philadelphie 112, Nets de Brooklyn 108    | 76ers de Philadelphie 112, Nets de Brooklyn 108 | 76ers de Philadelphie 112, Nets de Brooklyn 108      |  | Barclays Center, Brooklyn, New York Affluence : 17 732 Arbitres : Ed Malloy, David Guthrie, Ben Taylor | TNT |
| 20 avril 2019 15h00 EDT 21h00 PAR | Rapport | Score par quart-temps : 24-33, 33-30, 28-28, 27-17 |                                                 |                                                      |  | Barclays Center, Brooklyn, New York Affluence : 17 732 Arbitres : Ed Malloy, David Guthrie, Ben Taylor | TNT |
| 20 avril 2019 15h00 EDT 21h00 PAR | Rapport | Score par mi-temps : 57-63, 55-45                  |                                                 |                                                      |  | Barclays Center, Brooklyn, New York Affluence : 17 732 Arbitres : Ed Malloy, David Guthrie, Ben Taylor | TNT |
| 20 avril 2019 15h00 EDT 21h00 PAR | Rapport | Joel Embiid, 31 Joel Embiid, 16 Ben Simmons, 8     | Points Rebonds Passes d.                        | Caris LeVert, 25 Jarrett Allen, 8 Russell, LeVert, 6 |  | Barclays Center, Brooklyn, New York Affluence : 17 732 Arbitres : Ed Malloy, David Guthrie, Ben Taylor | TNT |

| 23 avril 2019 20h00 EDT 02h00 PAR | Rapport | Nets de Brooklyn 100, 76ers de Philadelphie 122                 | Nets de Brooklyn 100, 76ers de Philadelphie 122 | Nets de Brooklyn 100, 76ers de Philadelphie 122    |  | Wells Fargo Center, Philadelphie, Pennsylvanie Affluence : 20 595 Arbitres : Zach Zarba, Brian Forte, Tom Washington | TNT |
| 23 avril 2019 20h00 EDT 02h00 PAR | Rapport | Score par quart-temps : 15-32, 16-28, 33-35, 36-27              |                                                 |                                                    |  | Wells Fargo Center, Philadelphie, Pennsylvanie Affluence : 20 595 Arbitres : Zach Zarba, Brian Forte, Tom Washington | TNT |
| 23 avril 2019 20h00 EDT 02h00 PAR | Rapport | Score par mi-temps : 31-60, 69-62                               |                                                 |                                                    |  | Wells Fargo Center, Philadelphie, Pennsylvanie Affluence : 20 595 Arbitres : Zach Zarba, Brian Forte, Tom Washington | TNT |
| 23 avril 2019 20h00 EDT 02h00 PAR | Rapport | Rondae Hollis-Jefferson, 21 Jarrett Allen, 9 Shabazz Napier, 10 | Points Rebonds Passes d.                        | Joel Embiid, 23 Joel Embiid, 13 T. J. McConnell, 7 |  | Wells Fargo Center, Philadelphie, Pennsylvanie Affluence : 20 595 Arbitres : Zach Zarba, Brian Forte, Tom Washington | TNT |
| 23 avril 2019 20h00 EDT 02h00 PAR | Rapport | Philadelphie remporte la série 4 à 1.                           |                                                 |                                                    |  | Wells Fargo Center, Philadelphie, Pennsylvanie Affluence : 20 595 Arbitres : Zach Zarba, Brian Forte, Tom Washington | TNT |

Matchs de saison régulière
Egalité dans la série 2 à 2.
| 4 novembre 2018 | Rapport | 76ers de Philadelphie 97, Nets de Brooklyn 122 | 76ers de Philadelphie 97, Nets de Brooklyn 122 | 76ers de Philadelphie 97, Nets de Brooklyn 122 |  | Barclays Center, Brooklyn, New York |

| 25 novembre 2018 | Rapport | 76ers de Philadelphie 127, Nets de Brooklyn 125 | 76ers de Philadelphie 127, Nets de Brooklyn 125 | 76ers de Philadelphie 127, Nets de Brooklyn 125 |  | Barclays Center, Brooklyn, New York |

| 12 décembre 2018 | Rapport | Nets de Brooklyn 127, 76ers de Philadelphie 124 | Nets de Brooklyn 127, 76ers de Philadelphie 124 | Nets de Brooklyn 127, 76ers de Philadelphie 124 |  | Wells Fargo Center, Philadelphie, Pennsylvanie |

| 28 mars 2019 | Rapport | Nets de Brooklyn 110, 76ers de Philadelphie 123 | Nets de Brooklyn 110, 76ers de Philadelphie 123 | Nets de Brooklyn 110, 76ers de Philadelphie 123 |  | Wells Fargo Center, Philadelphie, Pennsylvanie |

Dernière rencontre en playoffsPremier tour de conférence Est 1984 (Brooklyn gagne 3-2).

##### (4)Celtics de Bostonvs.Pacers de l'Indiana(5)
| 14 avril 2019 13h00 EDT 19h00 PAR | Rapport | Pacers de l'Indiana 74, Celtics de Boston 84          | Pacers de l'Indiana 74, Celtics de Boston 84 | Pacers de l'Indiana 74, Celtics de Boston 84      |  | TD Garden, Boston, Massachusetts Affluence : 18 624 Arbitres : James Capers, Kane Fitzgerald, Brian Forte | TNT, BeIn Sports |
| 14 avril 2019 13h00 EDT 19h00 PAR | Rapport | Score par quart-temps : 20-20, 25-18, 8-26, 21-20     |                                              |                                                   |  | TD Garden, Boston, Massachusetts Affluence : 18 624 Arbitres : James Capers, Kane Fitzgerald, Brian Forte | TNT, BeIn Sports |
| 14 avril 2019 13h00 EDT 19h00 PAR | Rapport | Score par mi-temps : 45-38, 30-46                     |                                              |                                                   |  | TD Garden, Boston, Massachusetts Affluence : 18 624 Arbitres : James Capers, Kane Fitzgerald, Brian Forte | TNT, BeIn Sports |
| 14 avril 2019 13h00 EDT 19h00 PAR | Rapport | Cory Joseph, 14 Domantas Sabonis, 9 Thaddeus Young, 6 | Points Rebonds Passes d.                     | Irving, Morris, 20 Kyrie Irving, 7 Al Horford, 11 |  | TD Garden, Boston, Massachusetts Affluence : 18 624 Arbitres : James Capers, Kane Fitzgerald, Brian Forte | TNT, BeIn Sports |

| 17 avril 2019 19h00 EDT 01h00 PAR | Rapport | Pacers de l'Indiana 91, Celtics de Boston 99                  | Pacers de l'Indiana 91, Celtics de Boston 99 | Pacers de l'Indiana 91, Celtics de Boston 99    |  | TD Garden, Boston, Massachusetts Affluence : 18 624 Arbitres : Mike Callahan, Kevin Scott, Gediminas Petraitis | TNT |
| 17 avril 2019 19h00 EDT 01h00 PAR | Rapport | Score par quart-temps : 33-29, 17-23, 29-16, 12-31            |                                              |                                                 |  | TD Garden, Boston, Massachusetts Affluence : 18 624 Arbitres : Mike Callahan, Kevin Scott, Gediminas Petraitis | TNT |
| 17 avril 2019 19h00 EDT 01h00 PAR | Rapport | Score par mi-temps : 50-52, 41-47                             |                                              |                                                 |  | TD Garden, Boston, Massachusetts Affluence : 18 624 Arbitres : Mike Callahan, Kevin Scott, Gediminas Petraitis | TNT |
| 17 avril 2019 19h00 EDT 01h00 PAR | Rapport | Bojan Bogdanović, 23 Bojan Bogdanović, 8 Matthews, Sabonis, 5 | Points Rebonds Passes d.                     | Kyrie Irving, 37 Al Horford, 10 Kyrie Irving, 7 |  | TD Garden, Boston, Massachusetts Affluence : 18 624 Arbitres : Mike Callahan, Kevin Scott, Gediminas Petraitis | TNT |

| 19 avril 2019 20h30 EDT 02h30 PAR | Rapport | Celtics de Boston 104, Pacers de l'Indiana 96      | Celtics de Boston 104, Pacers de l'Indiana 96 | Celtics de Boston 104, Pacers de l'Indiana 96          |  | Bankers Life Fieldhouse, Indianapolis, Indiana Affluence : 17 923 Arbitres : Zach Zarba, Pat Fraher, Tyler Ford | ABC |
| 19 avril 2019 20h30 EDT 02h30 PAR | Rapport | Score par quart-temps : 41-28, 18-33, 21-12, 24-23 |                                               |                                                        |  | Bankers Life Fieldhouse, Indianapolis, Indiana Affluence : 17 923 Arbitres : Zach Zarba, Pat Fraher, Tyler Ford | ABC |
| 19 avril 2019 20h30 EDT 02h30 PAR | Rapport | Score par mi-temps : 59-61, 45-35                  |                                               |                                                        |  | Bankers Life Fieldhouse, Indianapolis, Indiana Affluence : 17 923 Arbitres : Zach Zarba, Pat Fraher, Tyler Ford | ABC |
| 19 avril 2019 20h30 EDT 02h30 PAR | Rapport | Jaylen Brown, 23 Al Horford, 8 Kyrie Irving, 10    | Points Rebonds Passes d.                      | Tyreke Evans, 19 Thaddeus Young, 9 Domantas Sabonis, 6 |  | Bankers Life Fieldhouse, Indianapolis, Indiana Affluence : 17 923 Arbitres : Zach Zarba, Pat Fraher, Tyler Ford | ABC |

| 21 avril 2019 13h00 EDT 19h00 PAR | Rapport | Celtics de Boston 110, Pacers de l'Indiana 106     | Celtics de Boston 110, Pacers de l'Indiana 106 | Celtics de Boston 110, Pacers de l'Indiana 106            |  | Bankers Life Fieldhouse, Indianapolis, Indiana Affluence : 17 923 Arbitres : Marc Davis, John Goble, Courtney Kirkland | ABC |
| 21 avril 2019 13h00 EDT 19h00 PAR | Rapport | Score par quart-temps : 21-23, 26-26, 26-23, 37-34 |                                                |                                                           |  | Bankers Life Fieldhouse, Indianapolis, Indiana Affluence : 17 923 Arbitres : Marc Davis, John Goble, Courtney Kirkland | ABC |
| 21 avril 2019 13h00 EDT 19h00 PAR | Rapport | Score par mi-temps : 47-49, 63-57                  |                                                |                                                           |  | Bankers Life Fieldhouse, Indianapolis, Indiana Affluence : 17 923 Arbitres : Marc Davis, John Goble, Courtney Kirkland | ABC |
| 21 avril 2019 13h00 EDT 19h00 PAR | Rapport | Gordon Hayward, 20 Al Horford, 12 Kyrie Irving, 7  | Points Rebonds Passes d.                       | Bojan Bogdanović, 22 Thaddeus Young, 9 Darren Collison, 5 |  | Bankers Life Fieldhouse, Indianapolis, Indiana Affluence : 17 923 Arbitres : Marc Davis, John Goble, Courtney Kirkland | ABC |
| 21 avril 2019 13h00 EDT 19h00 PAR | Rapport | Boston remporte la série 4 à 0.                    |                                                |                                                           |  | Bankers Life Fieldhouse, Indianapolis, Indiana Affluence : 17 923 Arbitres : Marc Davis, John Goble, Courtney Kirkland | ABC |

Matchs de saison régulière
Boston remporte la série 3 à 1.
| 3 novembre 2018 | Rapport | Celtics de Boston 101, Pacers de l'Indiana 102 | Celtics de Boston 101, Pacers de l'Indiana 102 | Celtics de Boston 101, Pacers de l'Indiana 102 |  | Bankers Life Fieldhouse, Indianapolis, Indiana |

| 9 janvier 2019 | Rapport | Pacers de l'Indiana 108, Celtics de Boston 135 | Pacers de l'Indiana 108, Celtics de Boston 135 | Pacers de l'Indiana 108, Celtics de Boston 135 |  | TD Garden, Boston, Massachusetts |

| 29 mars 2019 | Rapport | Pacers de l'Indiana 112, Celtics de Boston 114 | Pacers de l'Indiana 112, Celtics de Boston 114 | Pacers de l'Indiana 112, Celtics de Boston 114 |  | TD Garden, Boston, Massachusetts |

| 5 avril 2019 | Rapport | Celtics de Boston 117, Pacers de l'Indiana 97 | Celtics de Boston 117, Pacers de l'Indiana 97 | Celtics de Boston 117, Pacers de l'Indiana 97 |  | Bankers Life Fieldhouse, Indianapolis, Indiana |

Dernière rencontre en playoffsPremier tour de conférence Est 2005 (Indiana gagne 4-3).

#### Demi-finales de conférence

##### (1)Bucks de Milwaukeevs.Celtics de Boston(4)
| 28 avril 2019 13h00 EDT 19h00 PAR | Rapport | Celtics de Boston 112, Bucks de Milwaukee 90       | Celtics de Boston 112, Bucks de Milwaukee 90 | Celtics de Boston 112, Bucks de Milwaukee 90                     |  | Fiserv Forum, Milwaukee, Wisconsin Affluence : 17 341 Arbitres : James Capers, Ed Malloy, Tyler Ford | ABC |
| 28 avril 2019 13h00 EDT 19h00 PAR | Rapport | Score par quart-temps : 26-17, 26-33, 36-21, 24-19 |                                              |                                                                  |  | Fiserv Forum, Milwaukee, Wisconsin Affluence : 17 341 Arbitres : James Capers, Ed Malloy, Tyler Ford | ABC |
| 28 avril 2019 13h00 EDT 19h00 PAR | Rapport | Score par mi-temps : 52-50, 60-40                  |                                              |                                                                  |  | Fiserv Forum, Milwaukee, Wisconsin Affluence : 17 341 Arbitres : James Capers, Ed Malloy, Tyler Ford | ABC |
| 28 avril 2019 13h00 EDT 19h00 PAR | Rapport | Kyrie Irving, 26 Al Horford, 11 Kyrie Irving, 11   | Points Rebonds Passes d.                     | Giánnis Antetokoúnmpo, 22 Khris Middleton, 10 Khris Middleton, 6 |  | Fiserv Forum, Milwaukee, Wisconsin Affluence : 17 341 Arbitres : James Capers, Ed Malloy, Tyler Ford | ABC |

| 30 avril 2019 20h00 EDT 02h00 PAR | Rapport | Celtics de Boston 102, Bucks de Milwaukee 123       | Celtics de Boston 102, Bucks de Milwaukee 123 | Celtics de Boston 102, Bucks de Milwaukee 123                 |  | Fiserv Forum, Milwaukee, Wisconsin Affluence : 17 356 Arbitres : Marc Davis, Tony Brothers, Tom Washington | TNT |
| 30 avril 2019 20h00 EDT 02h00 PAR | Rapport | Score par quart-temps : 30-25, 25-34, 18-39, 29-25  |                                               |                                                               |  | Fiserv Forum, Milwaukee, Wisconsin Affluence : 17 356 Arbitres : Marc Davis, Tony Brothers, Tom Washington | TNT |
| 30 avril 2019 20h00 EDT 02h00 PAR | Rapport | Score par mi-temps : 55-59, 47-64                   |                                               |                                                               |  | Fiserv Forum, Milwaukee, Wisconsin Affluence : 17 356 Arbitres : Marc Davis, Tony Brothers, Tom Washington | TNT |
| 30 avril 2019 20h00 EDT 02h00 PAR | Rapport | Marcus Smart, 17 Horford, Rozier, 8 Kyrie Irving, 4 | Points Rebonds Passes d.                      | Giánnis Antetokoúnmpo, 29 Pat Connaughton, 11 Eric Bledsoe, 5 |  | Fiserv Forum, Milwaukee, Wisconsin Affluence : 17 356 Arbitres : Marc Davis, Tony Brothers, Tom Washington | TNT |

| 3 mai 2019 20h00 EDT 02h00 PAR | Rapport | Bucks de Milwaukee 123, Celtics de Boston 116                                | Bucks de Milwaukee 123, Celtics de Boston 116 | Bucks de Milwaukee 123, Celtics de Boston 116     |  | TD Garden, Boston, Massachusetts Affluence : 18 624 Arbitres : Ken Mauer, Kane Fitzgerald, Tony Brown | ESPN |
| 3 mai 2019 20h00 EDT 02h00 PAR | Rapport | Score par quart-temps : 25-30, 30-26, 40-31, 28-29                           |                                               |                                                   |  | TD Garden, Boston, Massachusetts Affluence : 18 624 Arbitres : Ken Mauer, Kane Fitzgerald, Tony Brown | ESPN |
| 3 mai 2019 20h00 EDT 02h00 PAR | Rapport | Score par mi-temps : 55-56, 68-60                                            |                                               |                                                   |  | TD Garden, Boston, Massachusetts Affluence : 18 624 Arbitres : Ken Mauer, Kane Fitzgerald, Tony Brown | ESPN |
| 3 mai 2019 20h00 EDT 02h00 PAR | Rapport | Giánnis Antetokoúnmpo, 32 Giánnis Antetokoúnmpo, 13 Giánnis Antetokoúnmpo, 8 | Points Rebonds Passes d.                      | Kyrie Irving, 29 Jayson Tatum, 11 Kyrie Irving, 6 |  | TD Garden, Boston, Massachusetts Affluence : 18 624 Arbitres : Ken Mauer, Kane Fitzgerald, Tony Brown | ESPN |

| 6 mai 2019 19h00 EDT 01h00 PAR | Rapport | Bucks de Milwaukee 113, Celtics de Boston 101                          | Bucks de Milwaukee 113, Celtics de Boston 101 | Bucks de Milwaukee 113, Celtics de Boston 101       |  | TD Garden, Boston, Massachusetts Affluence : 18 624 Arbitres : Zach Zarba, John Goble, Pat Fraher | TNT |
| 6 mai 2019 19h00 EDT 01h00 PAR | Rapport | Score par quart-temps : 22-30, 25-19, 33-23, 33-29                     |                                               |                                                     |  | TD Garden, Boston, Massachusetts Affluence : 18 624 Arbitres : Zach Zarba, John Goble, Pat Fraher | TNT |
| 6 mai 2019 19h00 EDT 01h00 PAR | Rapport | Score par mi-temps : 47-49, 66-52                                      |                                               |                                                     |  | TD Garden, Boston, Massachusetts Affluence : 18 624 Arbitres : Zach Zarba, John Goble, Pat Fraher | TNT |
| 6 mai 2019 19h00 EDT 01h00 PAR | Rapport | Giánnis Antetokoúnmpo, 39 Giánnis Antetokoúnmpo, 16 Khris Middleton, 7 | Points Rebonds Passes d.                      | Kyrie Irving, 23 Marcus Morris, 14 Kyrie Irving, 10 |  | TD Garden, Boston, Massachusetts Affluence : 18 624 Arbitres : Zach Zarba, John Goble, Pat Fraher | TNT |

| 8 mai 2019 20h00 EDT 02h00 PAR | Rapport | Celtics de Boston 91, Bucks de Milwaukee 116       | Celtics de Boston 91, Bucks de Milwaukee 116 | Celtics de Boston 91, Bucks de Milwaukee 116                                |  | Fiserv Forum, Milwaukee, Wisconsin Arbitres : Mike Callahan, David Guthrie, Rodney Mott | TNT |
| 8 mai 2019 20h00 EDT 02h00 PAR | Rapport | Score par quart-temps : 19-22, 20-30, 23-28, 27-33 |                                              |                                                                             |  | Fiserv Forum, Milwaukee, Wisconsin Arbitres : Mike Callahan, David Guthrie, Rodney Mott | TNT |
| 8 mai 2019 20h00 EDT 02h00 PAR | Rapport | Score par mi-temps : 39-52, 50-61                  |                                              |                                                                             |  | Fiserv Forum, Milwaukee, Wisconsin Arbitres : Mike Callahan, David Guthrie, Rodney Mott | TNT |
| 8 mai 2019 20h00 EDT 02h00 PAR | Rapport | Kyrie Irving, 15 Marcus Morris, 11 Al Horford, 6   | Points Rebonds Passes d.                     | Giánnis Antetokoúnmpo, 20 Mirotić, Connaughton, 11 Giánnis Antetokoúnmpo, 8 |  | Fiserv Forum, Milwaukee, Wisconsin Arbitres : Mike Callahan, David Guthrie, Rodney Mott | TNT |
| 8 mai 2019 20h00 EDT 02h00 PAR | Rapport | Milwaukee remporte la série 4 à 1.                 |                                              |                                                                             |  | Fiserv Forum, Milwaukee, Wisconsin Arbitres : Mike Callahan, David Guthrie, Rodney Mott | TNT |

Matchs de saison régulière
Milwaukee remporte la série 2 à 1.
| 1er novembre 2018 | Rapport | Bucks de Milwaukee 113, Celtics de Boston 117 | Bucks de Milwaukee 113, Celtics de Boston 117 | Bucks de Milwaukee 113, Celtics de Boston 117 |  | TD Garden, Boston, Massachusetts |

| 21 décembre 2018 | Rapport | Bucks de Milwaukee 120, Celtics de Boston 107 | Bucks de Milwaukee 120, Celtics de Boston 107 | Bucks de Milwaukee 120, Celtics de Boston 107 |  | TD Garden, Boston, Massachusetts |

| 21 février 2019 | Rapport | Celtics de Boston 97, Bucks de Milwaukee 98 | Celtics de Boston 97, Bucks de Milwaukee 98 | Celtics de Boston 97, Bucks de Milwaukee 98 |  | Fiserv Forum, Milwaukee, Wisconsin |

Dernière rencontre en playoffsPremier tour de conférence Est 2018 (Boston gagne 4-3).

##### (2)Raptors de Torontovs.76ers de Philadelphie(3)
| 27 avril 2019 19h30 EDT 01h30 PAR | Rapport | 76ers de Philadelphie 95, Raptors de Toronto 108   | 76ers de Philadelphie 95, Raptors de Toronto 108 | 76ers de Philadelphie 95, Raptors de Toronto 108  |  | Scotiabank Arena, Toronto, Ontario Affluence : 19 800 Arbitres : Ken Mauer, Kane Fitzgerald, Nick Buchert | TNT, SN1 |
| 27 avril 2019 19h30 EDT 01h30 PAR | Rapport | Score par quart-temps : 31-39, 21-22, 29-31, 14-16 |                                                  |                                                   |  | Scotiabank Arena, Toronto, Ontario Affluence : 19 800 Arbitres : Ken Mauer, Kane Fitzgerald, Nick Buchert | TNT, SN1 |
| 27 avril 2019 19h30 EDT 01h30 PAR | Rapport | Score par mi-temps : 52-61, 43-47                  |                                                  |                                                   |  | Scotiabank Arena, Toronto, Ontario Affluence : 19 800 Arbitres : Ken Mauer, Kane Fitzgerald, Nick Buchert | TNT, SN1 |
| 27 avril 2019 19h30 EDT 01h30 PAR | Rapport | J.J. Redick, 17 Tobias Harris, 15 Tobias Harris, 6 | Points Rebonds Passes d.                         | Kawhi Leonard, 45 Kawhi Leonard, 11 Kyle Lowry, 8 |  | Scotiabank Arena, Toronto, Ontario Affluence : 19 800 Arbitres : Ken Mauer, Kane Fitzgerald, Nick Buchert | TNT, SN1 |

| 29 avril 2019 20h00 EDT 02h00 PAR | Rapport | 76ers de Philadelphie 94, Raptors de Toronto 89     | 76ers de Philadelphie 94, Raptors de Toronto 89 | 76ers de Philadelphie 94, Raptors de Toronto 89     |  | Scotiabank Arena, Toronto, Ontario Affluence : 19 800 Arbitres : Mike Callahan, David Guthrie, Scott Wall | TNT |
| 29 avril 2019 20h00 EDT 02h00 PAR | Rapport | Score par quart-temps : 26-17, 25-21, 18-25, 25-26  |                                                 |                                                     |  | Scotiabank Arena, Toronto, Ontario Affluence : 19 800 Arbitres : Mike Callahan, David Guthrie, Scott Wall | TNT |
| 29 avril 2019 20h00 EDT 02h00 PAR | Rapport | Score par mi-temps : 51-38, 43-51                   |                                                 |                                                     |  | Scotiabank Arena, Toronto, Ontario Affluence : 19 800 Arbitres : Mike Callahan, David Guthrie, Scott Wall | TNT |
| 29 avril 2019 20h00 EDT 02h00 PAR | Rapport | Jimmy Butler, 30 Tobias Harris, 11 Trois joueurs, 5 | Points Rebonds Passes d.                        | Kawhi Leonard, 35 Trois joueurs, 7 Kawhi Leonard, 6 |  | Scotiabank Arena, Toronto, Ontario Affluence : 19 800 Arbitres : Mike Callahan, David Guthrie, Scott Wall | TNT |

| 2 mai 2019 20h00 EDT 02h00 PAR | Rapport | Raptors de Toronto 95, 76ers de Philadelphie 116   | Raptors de Toronto 95, 76ers de Philadelphie 116 | Raptors de Toronto 95, 76ers de Philadelphie 116 |  | Wells Fargo Center, Philadelphie, Pennsylvanie Affluence : 20 658 Arbitres : Scott Foster, Jason Phillips, Tre Maddox | ESPN |
| 2 mai 2019 20h00 EDT 02h00 PAR | Rapport | Score par quart-temps : 29-32, 24-32, 28-25, 14-27 |                                                  |                                                  |  | Wells Fargo Center, Philadelphie, Pennsylvanie Affluence : 20 658 Arbitres : Scott Foster, Jason Phillips, Tre Maddox | ESPN |
| 2 mai 2019 20h00 EDT 02h00 PAR | Rapport | Score par mi-temps : 53-64, 42-52                  |                                                  |                                                  |  | Wells Fargo Center, Philadelphie, Pennsylvanie Affluence : 20 658 Arbitres : Scott Foster, Jason Phillips, Tre Maddox | ESPN |
| 2 mai 2019 20h00 EDT 02h00 PAR | Rapport | Kawhi Leonard, 33 Gasol, Green, 6 Kyle Lowry, 5    | Points Rebonds Passes d.                         | Joel Embiid, 33 Joel Embiid, 10 Jimmy Butler, 9  |  | Wells Fargo Center, Philadelphie, Pennsylvanie Affluence : 20 658 Arbitres : Scott Foster, Jason Phillips, Tre Maddox | ESPN |

| 5 mai 2019 15h30 EDT 21h30 PAR | Rapport | Raptors de Toronto 101, 76ers de Philadelphie 96   | Raptors de Toronto 101, 76ers de Philadelphie 96 | Raptors de Toronto 101, 76ers de Philadelphie 96 |  | Wells Fargo Center, Philadelphie, Pennsylvanie Affluence : 20 639 Arbitres : Marc Davis, Tony Brothers, Josh Tiven | ABC |
| 5 mai 2019 15h30 EDT 21h30 PAR | Rapport | Score par quart-temps : 24-21, 23-24, 28-30, 26-21 |                                                  |                                                  |  | Wells Fargo Center, Philadelphie, Pennsylvanie Affluence : 20 639 Arbitres : Marc Davis, Tony Brothers, Josh Tiven | ABC |
| 5 mai 2019 15h30 EDT 21h30 PAR | Rapport | Score par mi-temps : 47-45, 54-51                  |                                                  |                                                  |  | Wells Fargo Center, Philadelphie, Pennsylvanie Affluence : 20 639 Arbitres : Marc Davis, Tony Brothers, Josh Tiven | ABC |
| 5 mai 2019 15h30 EDT 21h30 PAR | Rapport | Kawhi Leonard, 39 Kawhi Leonard, 14 Kyle Lowry, 7  | Points Rebonds Passes d.                         | Jimmy Butler, 29 Jimmy Butler, 11 Joel Embiid, 7 |  | Wells Fargo Center, Philadelphie, Pennsylvanie Affluence : 20 639 Arbitres : Marc Davis, Tony Brothers, Josh Tiven | ABC |

| 7 mai 2019 20h00 EDT 02h00 PAR | Rapport | 76ers de Philadelphie 89, Raptors de Toronto 125   | 76ers de Philadelphie 89, Raptors de Toronto 125 | 76ers de Philadelphie 89, Raptors de Toronto 125  |  | Scotiabank Arena, Toronto, Ontario Affluence : 20 287 Arbitres : James Capers, Eric Lewis, Sean Wright | TNT |
| 7 mai 2019 20h00 EDT 02h00 PAR | Rapport | Score par quart-temps : 26-27, 17-37, 27-28, 19-33 |                                                  |                                                   |  | Scotiabank Arena, Toronto, Ontario Affluence : 20 287 Arbitres : James Capers, Eric Lewis, Sean Wright | TNT |
| 7 mai 2019 20h00 EDT 02h00 PAR | Rapport | Score par mi-temps : 42-64, 46-61                  |                                                  |                                                   |  | Scotiabank Arena, Toronto, Ontario Affluence : 20 287 Arbitres : James Capers, Eric Lewis, Sean Wright | TNT |
| 7 mai 2019 20h00 EDT 02h00 PAR | Rapport | Jimmy Butler, 22 Ben Simmons, 7 Jimmy Butler, 7    | Points Rebonds Passes d.                         | Pascal Siakam, 25 Kawhi Leonard, 13 Kyle Lowry, 5 |  | Scotiabank Arena, Toronto, Ontario Affluence : 20 287 Arbitres : James Capers, Eric Lewis, Sean Wright | TNT |

| 9 mai 2019 20h00 EDT 02h00 PAR | Rapport | Raptors de Toronto 101, 76ers de Philadelphie 112  | Raptors de Toronto 101, 76ers de Philadelphie 112 | Raptors de Toronto 101, 76ers de Philadelphie 112 |  | Wells Fargo Center, Philadelphie, Pennsylvanie Affluence : 20 525 Arbitres : Zach Zarba, John Goble, Tom Washington | ESPN |
| 9 mai 2019 20h00 EDT 02h00 PAR | Rapport | Score par quart-temps : 21-29, 22-29, 24-29, 34-25 |                                                   |                                                   |  | Wells Fargo Center, Philadelphie, Pennsylvanie Affluence : 20 525 Arbitres : Zach Zarba, John Goble, Tom Washington | ESPN |
| 9 mai 2019 20h00 EDT 02h00 PAR | Rapport | Score par mi-temps : 43-58, 58-54                  |                                                   |                                                   |  | Wells Fargo Center, Philadelphie, Pennsylvanie Affluence : 20 525 Arbitres : Zach Zarba, John Goble, Tom Washington | ESPN |
| 9 mai 2019 20h00 EDT 02h00 PAR | Rapport | Kawhi Leonard, 29 Kawhi Leonard, 12 Kyle Lowry, 6  | Points Rebonds Passes d.                          | Jimmy Butler, 25 Joel Embiid, 12 Jimmy Butler, 8  |  | Wells Fargo Center, Philadelphie, Pennsylvanie Affluence : 20 525 Arbitres : Zach Zarba, John Goble, Tom Washington | ESPN |

| 12 mai 2019 19h00 EDT 01h00 PAR | Rapport | 76ers de Philadelphie 90, Raptors de Toronto 92    | 76ers de Philadelphie 90, Raptors de Toronto 92 | 76ers de Philadelphie 90, Raptors de Toronto 92   |  | Scotiabank Arena, Toronto, Ontario Arbitres : Scott Foster, Tony Brothers, Jason Phillips | TNT |
| 12 mai 2019 19h00 EDT 01h00 PAR | Rapport | Score par quart-temps : 13-18, 27-26, 24-23, 26-25 |                                                 |                                                   |  | Scotiabank Arena, Toronto, Ontario Arbitres : Scott Foster, Tony Brothers, Jason Phillips | TNT |
| 12 mai 2019 19h00 EDT 01h00 PAR | Rapport | Score par mi-temps : 40-44, 50-48                  |                                                 |                                                   |  | Scotiabank Arena, Toronto, Ontario Arbitres : Scott Foster, Tony Brothers, Jason Phillips | TNT |
| 12 mai 2019 19h00 EDT 01h00 PAR | Rapport | Joel Embiid, 21 Joel Embiid, 11 Ben Simmons, 5     | Points Rebonds Passes d.                        | Kawhi Leonard, 41 Gasol, Siakam, 11 Kyle Lowry, 6 |  | Scotiabank Arena, Toronto, Ontario Arbitres : Scott Foster, Tony Brothers, Jason Phillips | TNT |
| 12 mai 2019 19h00 EDT 01h00 PAR | Rapport | Toronto remporte la série 4 à 3.                   |                                                 |                                                   |  | Scotiabank Arena, Toronto, Ontario Arbitres : Scott Foster, Tony Brothers, Jason Phillips | TNT |

Matchs de saison régulière
Toronto remporte la série 3 à 1.
| 30 octobre 2018 | Rapport | 76ers de Philadelphie 112, Raptors de Toronto 129 | 76ers de Philadelphie 112, Raptors de Toronto 129 | 76ers de Philadelphie 112, Raptors de Toronto 129 |  | Scotiabank Arena, Toronto, Ontario |

| 5 décembre 2018 | Rapport | 76ers de Philadelphie 102, Raptors de Toronto 113 | 76ers de Philadelphie 102, Raptors de Toronto 113 | 76ers de Philadelphie 102, Raptors de Toronto 113 |  | Scotiabank Arena, Toronto, Ontario |

| 22 décembre 2018 | Rapport | Raptors de Toronto 101, 76ers de Philadelphie 126 | Raptors de Toronto 101, 76ers de Philadelphie 126 | Raptors de Toronto 101, 76ers de Philadelphie 126 |  | Wells Fargo Center, Philadelphie, Pennsylvanie |

| 5 février 2019 | Rapport | Raptors de Toronto 119, 76ers de Philadelphie 107 | Raptors de Toronto 119, 76ers de Philadelphie 107 | Raptors de Toronto 119, 76ers de Philadelphie 107 |  | Wells Fargo Center, Philadelphie, Pennsylvanie |

Dernière rencontre en playoffsDemi-finale de conférence Est 2001 (Philadelphie gagne 4-3).

#### Finale de conférence

##### (1)Bucks de Milwaukeevs.Raptors de Toronto(2)
| 15 mai 2019 20h30 EDT 02h30 PAR | Rapport | Raptors de Toronto 100, Bucks de Milwaukee 108     | Raptors de Toronto 100, Bucks de Milwaukee 108 | Raptors de Toronto 100, Bucks de Milwaukee 108                     |  | Fiserv Forum, Milwaukee, Wisconsin Affluence : 17 345 Arbitres : Zach Zarba, John Goble, Sean Wright | TNT |
| 15 mai 2019 20h30 EDT 02h30 PAR | Rapport | Score par quart-temps : 34-23, 25-28, 24-25, 17-32 |                                                |                                                                    |  | Fiserv Forum, Milwaukee, Wisconsin Affluence : 17 345 Arbitres : Zach Zarba, John Goble, Sean Wright | TNT |
| 15 mai 2019 20h30 EDT 02h30 PAR | Rapport | Score par mi-temps : 59-51, 41-57                  |                                                |                                                                    |  | Fiserv Forum, Milwaukee, Wisconsin Affluence : 17 345 Arbitres : Zach Zarba, John Goble, Sean Wright | TNT |
| 15 mai 2019 20h30 EDT 02h30 PAR | Rapport | Kawhi Leonard, 31 Marc Gasol, 12 Marc Gasol, 5     | Points Rebonds Passes d.                       | Brook Lopez, 29 Giánnis Antetokoúnmpo, 14 Giánnis Antetokoúnmpo, 6 |  | Fiserv Forum, Milwaukee, Wisconsin Affluence : 17 345 Arbitres : Zach Zarba, John Goble, Sean Wright | TNT |

| 17 mai 2019 20h30 EDT 02h30 PAR | Rapport | Raptors de Toronto 103, Bucks de Milwaukee 125     | Raptors de Toronto 103, Bucks de Milwaukee 125 | Raptors de Toronto 103, Bucks de Milwaukee 125                      |  | Fiserv Forum, Milwaukee, Wisconsin Affluence : 17 570 Arbitres : Mike Callahan, Eric Lewis, Rodney Mott | TNT |
| 17 mai 2019 20h30 EDT 02h30 PAR | Rapport | Score par quart-temps : 21-35, 18-29, 39-31, 25-30 |                                                |                                                                     |  | Fiserv Forum, Milwaukee, Wisconsin Affluence : 17 570 Arbitres : Mike Callahan, Eric Lewis, Rodney Mott | TNT |
| 17 mai 2019 20h30 EDT 02h30 PAR | Rapport | Score par mi-temps : 39-64, 64-61                  |                                                |                                                                     |  | Fiserv Forum, Milwaukee, Wisconsin Affluence : 17 570 Arbitres : Mike Callahan, Eric Lewis, Rodney Mott | TNT |
| 17 mai 2019 20h30 EDT 02h30 PAR | Rapport | Kawhi Leonard, 31 Serge Ibaka, 10 Kyle Lowry, 4    | Points Rebonds Passes d.                       | Giánnis Antetokoúnmpo, 30 Giánnis Antetokoúnmpo, 17 Eric Bledsoe, 7 |  | Fiserv Forum, Milwaukee, Wisconsin Affluence : 17 570 Arbitres : Mike Callahan, Eric Lewis, Rodney Mott | TNT |

| 19 mai 2019 19h00 EDT 01h00 PAR | Rapport | Bucks de Milwaukee 112, Raptors de Toronto 118                           | Bucks de Milwaukee 112, Raptors de Toronto 118 | Bucks de Milwaukee 112, Raptors de Toronto 118 | 2OT | Scotiabank Arena, Toronto, Ontario Affluence : 19 923 Arbitres : Scott Foster, Ed Malloy, Tom Washington | TNT |
| 19 mai 2019 19h00 EDT 01h00 PAR | Rapport | Score par quart-temps : 21-30, 30-28, 24-19, 21-19, OT : 7-7, 9-15       |                                                |                                                | 2OT | Scotiabank Arena, Toronto, Ontario Affluence : 19 923 Arbitres : Scott Foster, Ed Malloy, Tom Washington | TNT |
| 19 mai 2019 19h00 EDT 01h00 PAR | Rapport | Score par mi-temps : 51-58, 45-38                                        |                                                |                                                | 2OT | Scotiabank Arena, Toronto, Ontario Affluence : 19 923 Arbitres : Scott Foster, Ed Malloy, Tom Washington | TNT |
| 19 mai 2019 19h00 EDT 01h00 PAR | Rapport | George Jesse Hill, 24 Giánnis Antetokoúnmpo, 23 Giánnis Antetokoúnmpo, 7 | Points Rebonds Passes d.                       | Kawhi Leonard, 36 Marc Gasol, 12 Marc Gasol, 7 | 2OT | Scotiabank Arena, Toronto, Ontario Affluence : 19 923 Arbitres : Scott Foster, Ed Malloy, Tom Washington | TNT |

| 21 mai 2019 20h30 EDT 02h30 PAR | Rapport | Bucks de Milwaukee 102, Raptors de Toronto 120                   | Bucks de Milwaukee 102, Raptors de Toronto 120 | Bucks de Milwaukee 102, Raptors de Toronto 120 |  | Scotiabank Arena, Toronto, Ontario Affluence : 20 237 Arbitres : James Capers, Ken Mauer, Kane Fitzgerald | TNT |
| 21 mai 2019 20h30 EDT 02h30 PAR | Rapport | Score par quart-temps : 31-32, 24-33, 26-29, 21-26               |                                                |                                                |  | Scotiabank Arena, Toronto, Ontario Affluence : 20 237 Arbitres : James Capers, Ken Mauer, Kane Fitzgerald | TNT |
| 21 mai 2019 20h30 EDT 02h30 PAR | Rapport | Score par mi-temps : 55-65, 47-55                                |                                                |                                                |  | Scotiabank Arena, Toronto, Ontario Affluence : 20 237 Arbitres : James Capers, Ken Mauer, Kane Fitzgerald | TNT |
| 21 mai 2019 20h30 EDT 02h30 PAR | Rapport | Khris Middleton, 30 Giánnis Antetokoúnmpo, 10 Khris Middleton, 7 | Points Rebonds Passes d.                       | Kyle Lowry, 25 Serge Ibaka, 13 Marc Gasol, 7   |  | Scotiabank Arena, Toronto, Ontario Affluence : 20 237 Arbitres : James Capers, Ken Mauer, Kane Fitzgerald | TNT |

| 23 mai 2019 20h30 EDT 02h30 PAR | Rapport | Raptors de Toronto 105, Bucks de Milwaukee 99        | Raptors de Toronto 105, Bucks de Milwaukee 99 | Raptors de Toronto 105, Bucks de Milwaukee 99                     |  | Fiserv Forum, Milwaukee, Wisconsin Affluence : 17 384 Arbitres : Marc Davis, Tony Brothers, Pat Fraher | TNT |
| 23 mai 2019 20h30 EDT 02h30 PAR | Rapport | Score par quart-temps : 22-32, 24-17, 26-26, 33-24   |                                               |                                                                   |  | Fiserv Forum, Milwaukee, Wisconsin Affluence : 17 384 Arbitres : Marc Davis, Tony Brothers, Pat Fraher | TNT |
| 23 mai 2019 20h30 EDT 02h30 PAR | Rapport | Score par mi-temps : 46-49, 59-50                    |                                               |                                                                   |  | Fiserv Forum, Milwaukee, Wisconsin Affluence : 17 384 Arbitres : Marc Davis, Tony Brothers, Pat Fraher | TNT |
| 23 mai 2019 20h30 EDT 02h30 PAR | Rapport | Kawhi Leonard, 35 Pascal Siakam, 13 Kawhi Leonard, 9 | Points Rebonds Passes d.                      | Giánnis Antetokoúnmpo, 24 Malcolm Brogdon, 11 Khris Middleton, 10 |  | Fiserv Forum, Milwaukee, Wisconsin Affluence : 17 384 Arbitres : Marc Davis, Tony Brothers, Pat Fraher | TNT |
| 23 mai 2019 20h30 EDT 02h30 PAR | Rapport | Toronto mène la série 3 à 2.                         |                                               |                                                                   |  | Fiserv Forum, Milwaukee, Wisconsin Affluence : 17 384 Arbitres : Marc Davis, Tony Brothers, Pat Fraher | TNT |

| 25 mai 2019 20h30 EDT 02h30 PAR | Rapport | Bucks de Milwaukee 94, Raptors de Toronto 100                       | Bucks de Milwaukee 94, Raptors de Toronto 100 | Bucks de Milwaukee 94, Raptors de Toronto 100     |  | Scotiabank Arena, Toronto, Ontario Arbitres : Mike Callahan, David Guthrie, Eric Lewis | TNT |
| 25 mai 2019 20h30 EDT 02h30 PAR | Rapport | Score par quart-temps : 31-18, 19-25, 26-28, 18-29                  |                                               |                                                   |  | Scotiabank Arena, Toronto, Ontario Arbitres : Mike Callahan, David Guthrie, Eric Lewis | TNT |
| 25 mai 2019 20h30 EDT 02h30 PAR | Rapport | Score par mi-temps : 50-43, 44-57                                   |                                               |                                                   |  | Scotiabank Arena, Toronto, Ontario Arbitres : Mike Callahan, David Guthrie, Eric Lewis | TNT |
| 25 mai 2019 20h30 EDT 02h30 PAR | Rapport | Giánnis Antetokoúnmpo, 21 Giánnis Antetokoúnmpo, 11 Eric Bledsoe, 7 | Points Rebonds Passes d.                      | Kawhi Leonard, 27 Kawhi Leonard, 17 Kyle Lowry, 7 |  | Scotiabank Arena, Toronto, Ontario Arbitres : Mike Callahan, David Guthrie, Eric Lewis | TNT |
| 25 mai 2019 20h30 EDT 02h30 PAR | Rapport | Toronto remporte la série 4-2.                                      |                                               |                                                   |  | Scotiabank Arena, Toronto, Ontario Arbitres : Mike Callahan, David Guthrie, Eric Lewis | TNT |

Matchs de saison régulière
Milwaukee remporte la série 3 à 1.
| 29 octobre 2018 | Rapport | Raptors de Toronto 109, Bucks de Milwaukee 124 | Raptors de Toronto 109, Bucks de Milwaukee 124 | Raptors de Toronto 109, Bucks de Milwaukee 124 |  | Fiserv Forum, Milwaukee, Wisconsin |

| 9 décembre 2018 | Rapport | Bucks de Milwaukee 104, Raptors de Toronto 99 | Bucks de Milwaukee 104, Raptors de Toronto 99 | Bucks de Milwaukee 104, Raptors de Toronto 99 |  | Scotiabank Arena, Toronto, Ontario |

| 5 janvier 2019 | Rapport | Raptors de Toronto 123, Bucks de Milwaukee 116 | Raptors de Toronto 123, Bucks de Milwaukee 116 | Raptors de Toronto 123, Bucks de Milwaukee 116 |  | Fiserv Forum, Milwaukee, Wisconsin |

| 31 janvier 2019 | Rapport | Bucks de Milwaukee 105, Raptors de Toronto 92 | Bucks de Milwaukee 105, Raptors de Toronto 92 | Bucks de Milwaukee 105, Raptors de Toronto 92 |  | Scotiabank Arena, Toronto, Ontario |

Dernière rencontre en playoffsPremier tour de conférence Est 2017 (Toronto gagne 4-2).

### Conférence Ouest
Salles
Salles des huit participants.

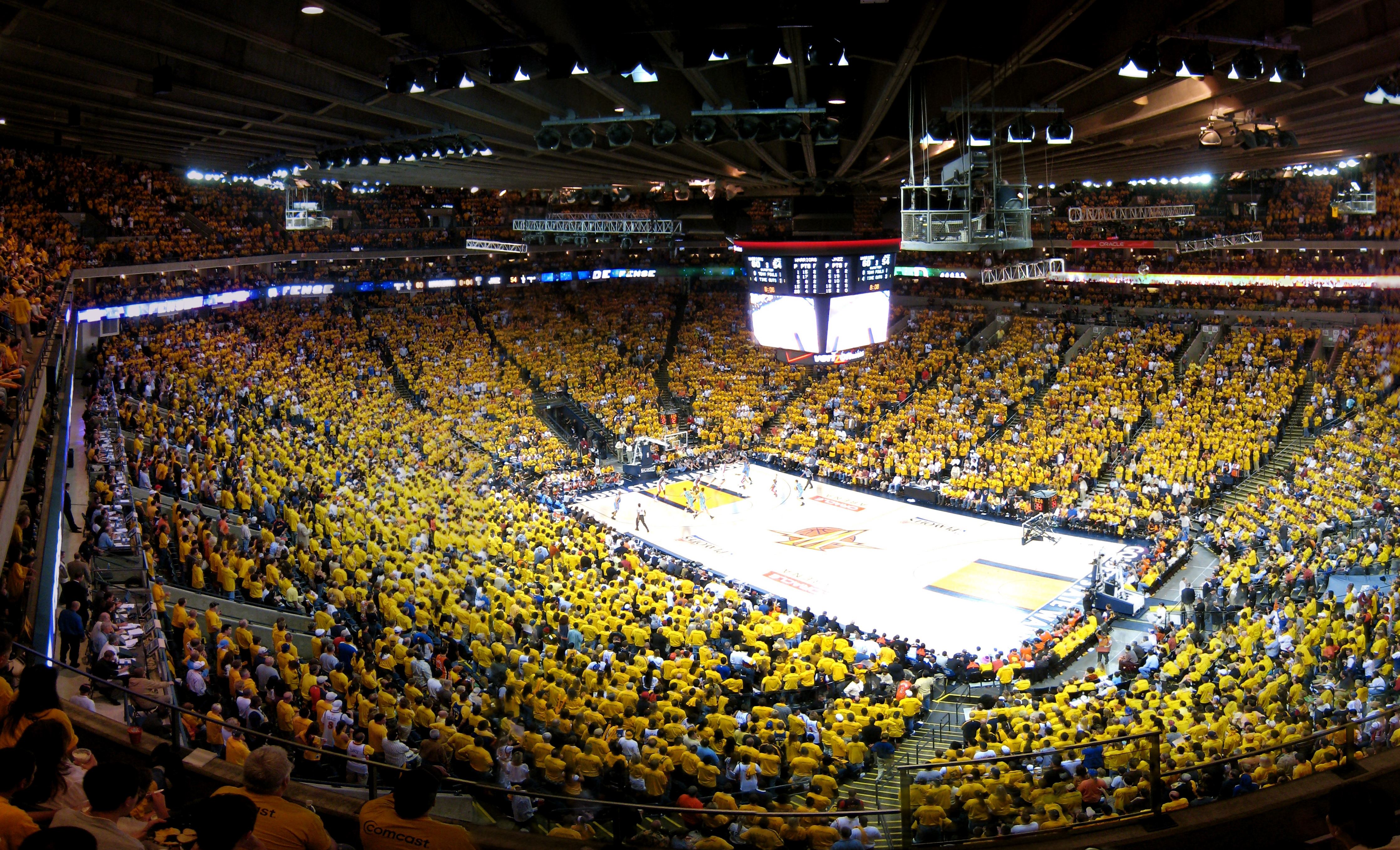
Oracle Arena, Oakland
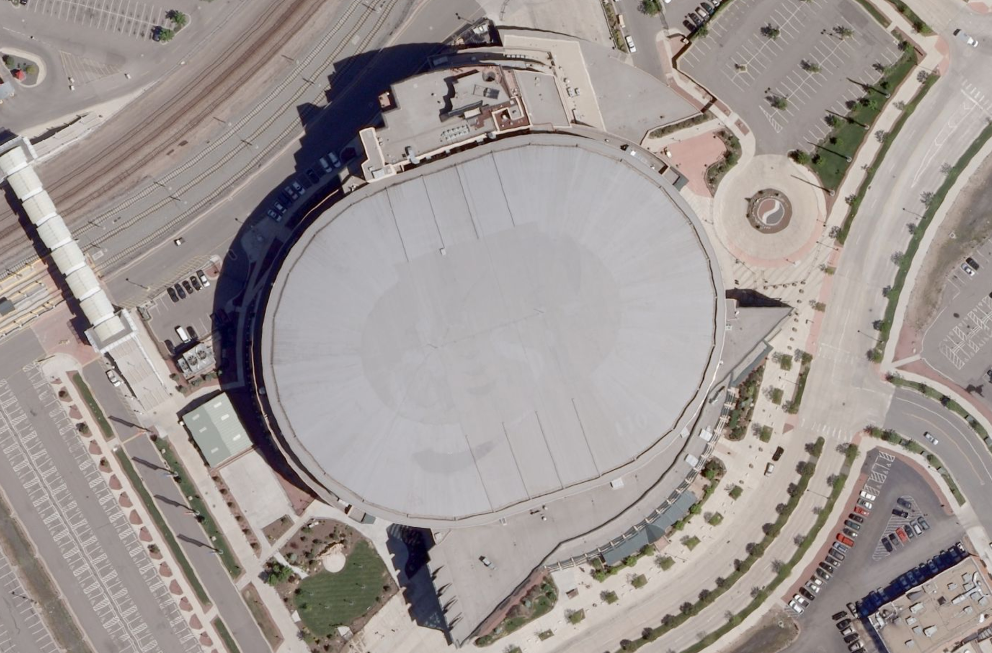
Pepsi Center, Denver
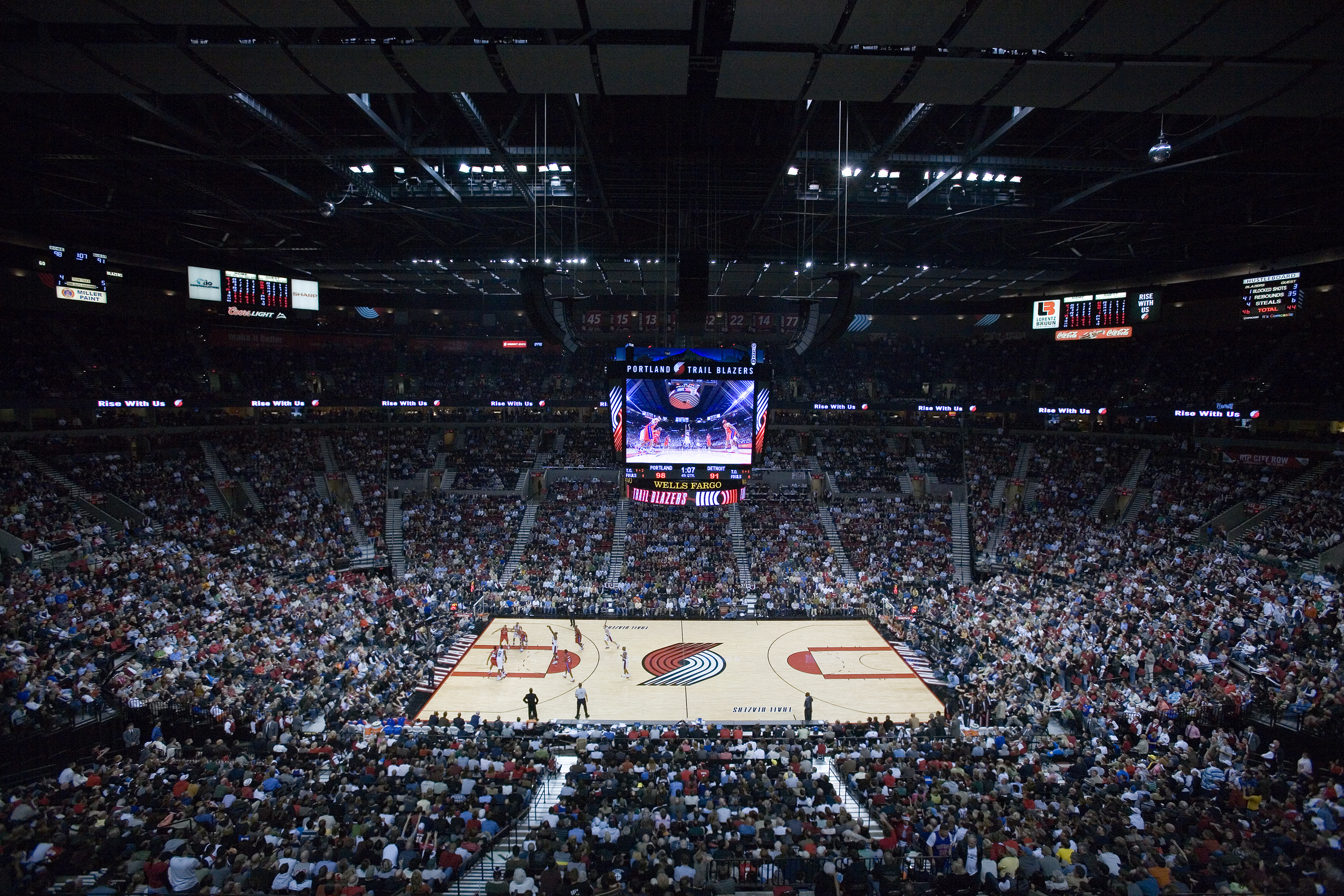
Moda Center, Portland
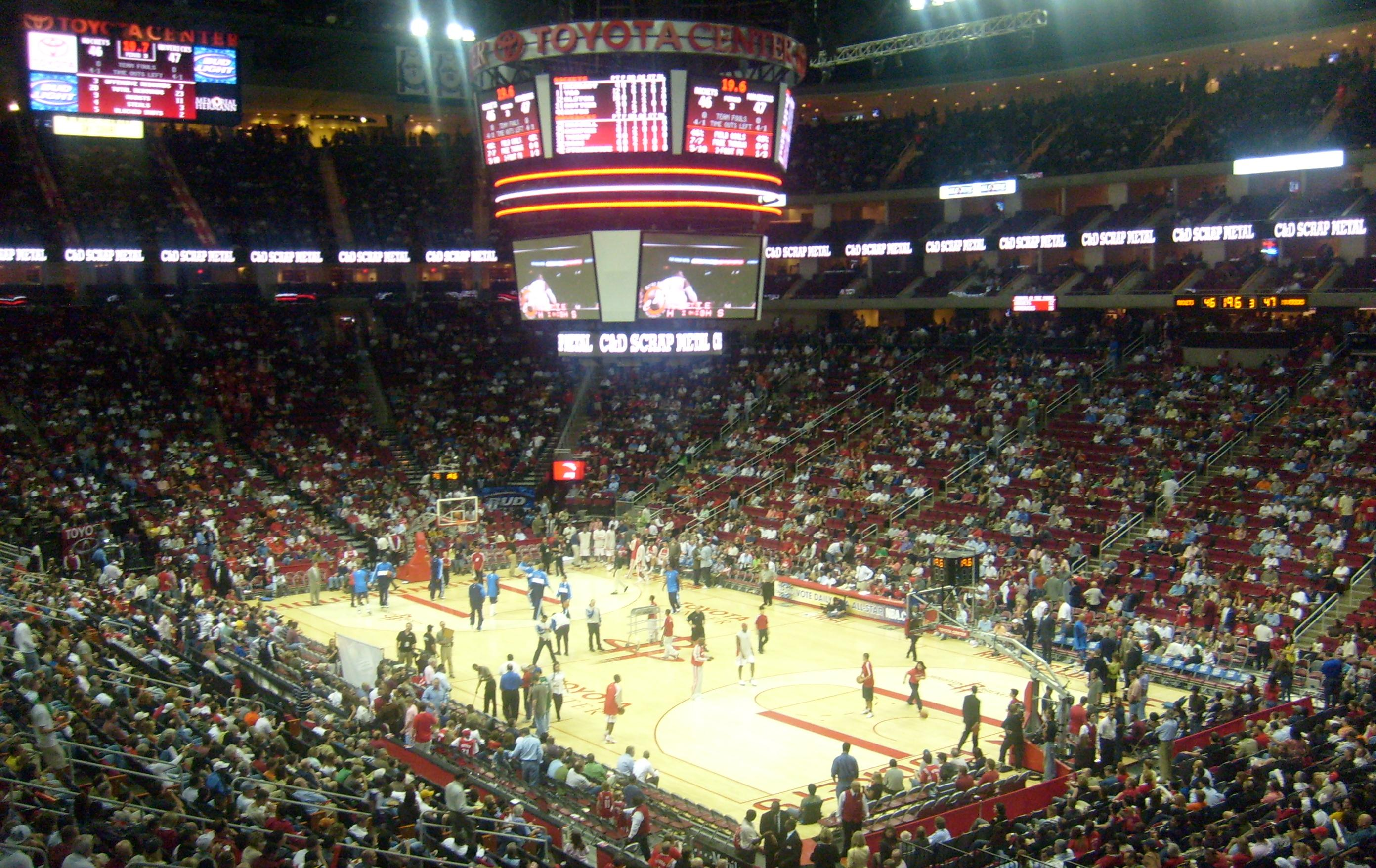
Toyota Center, Houston
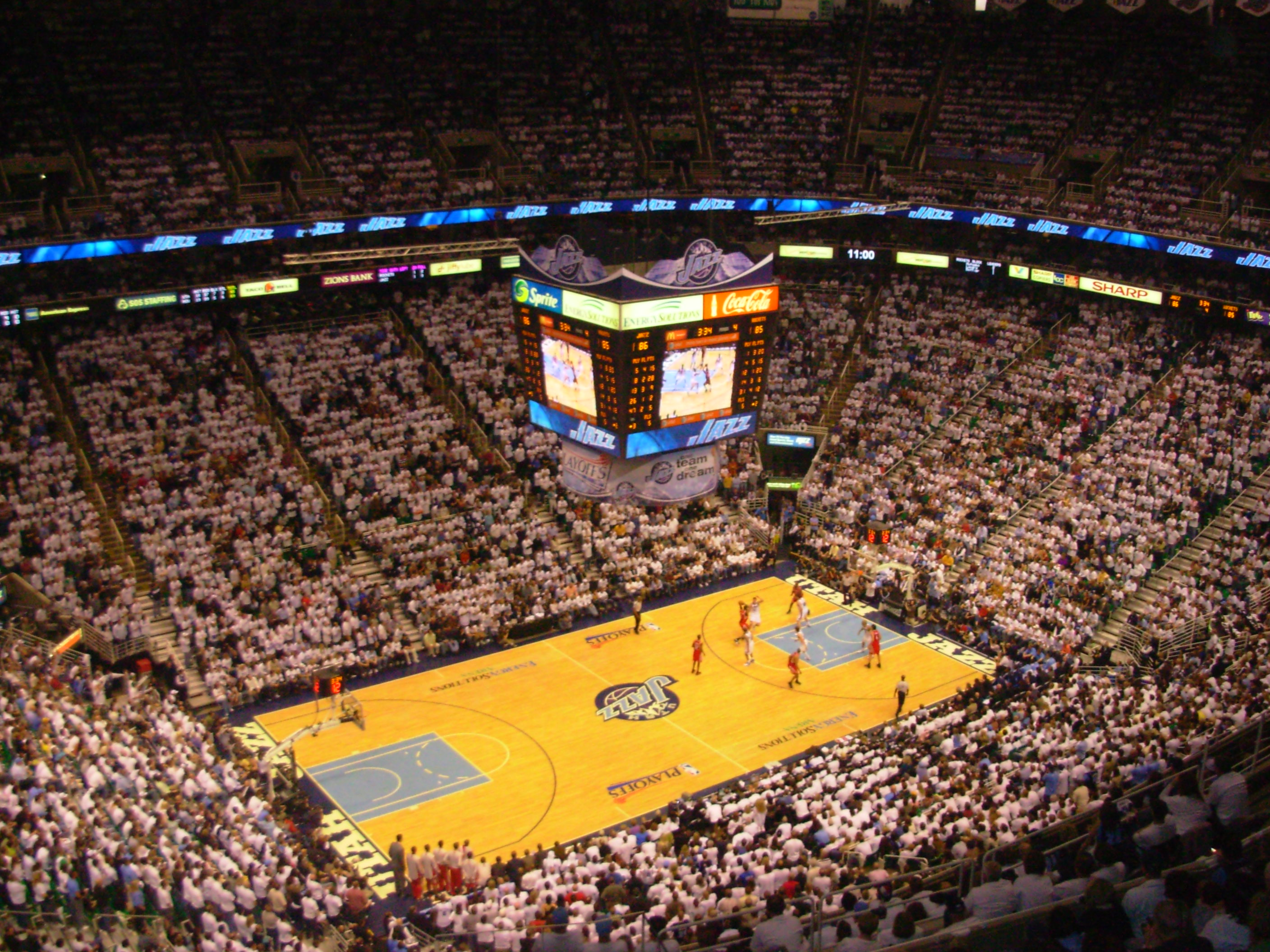
Vivint Smart Home Arena, Salt Lake City
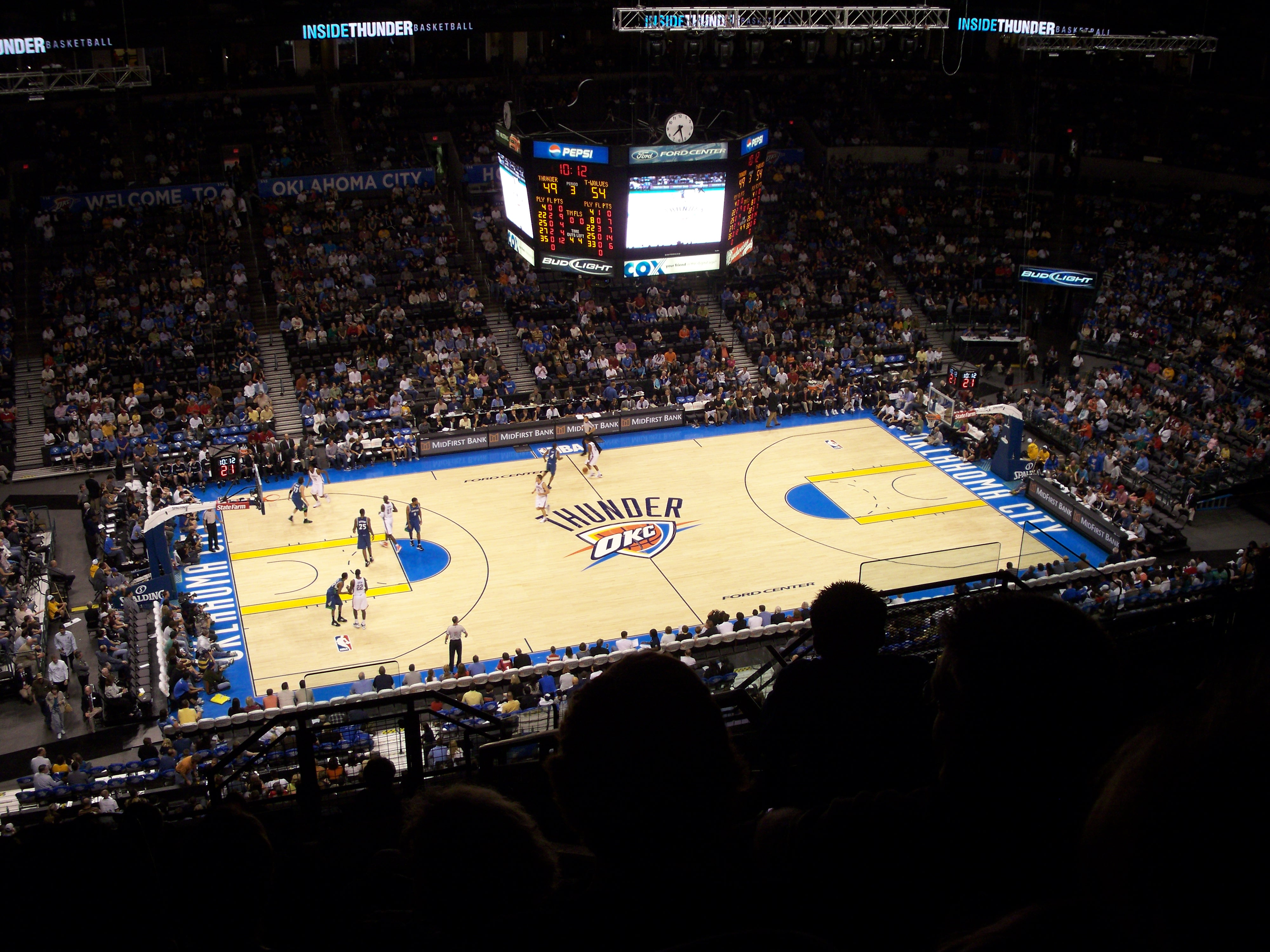
Chesapeake Energy Arena, Oklahoma City
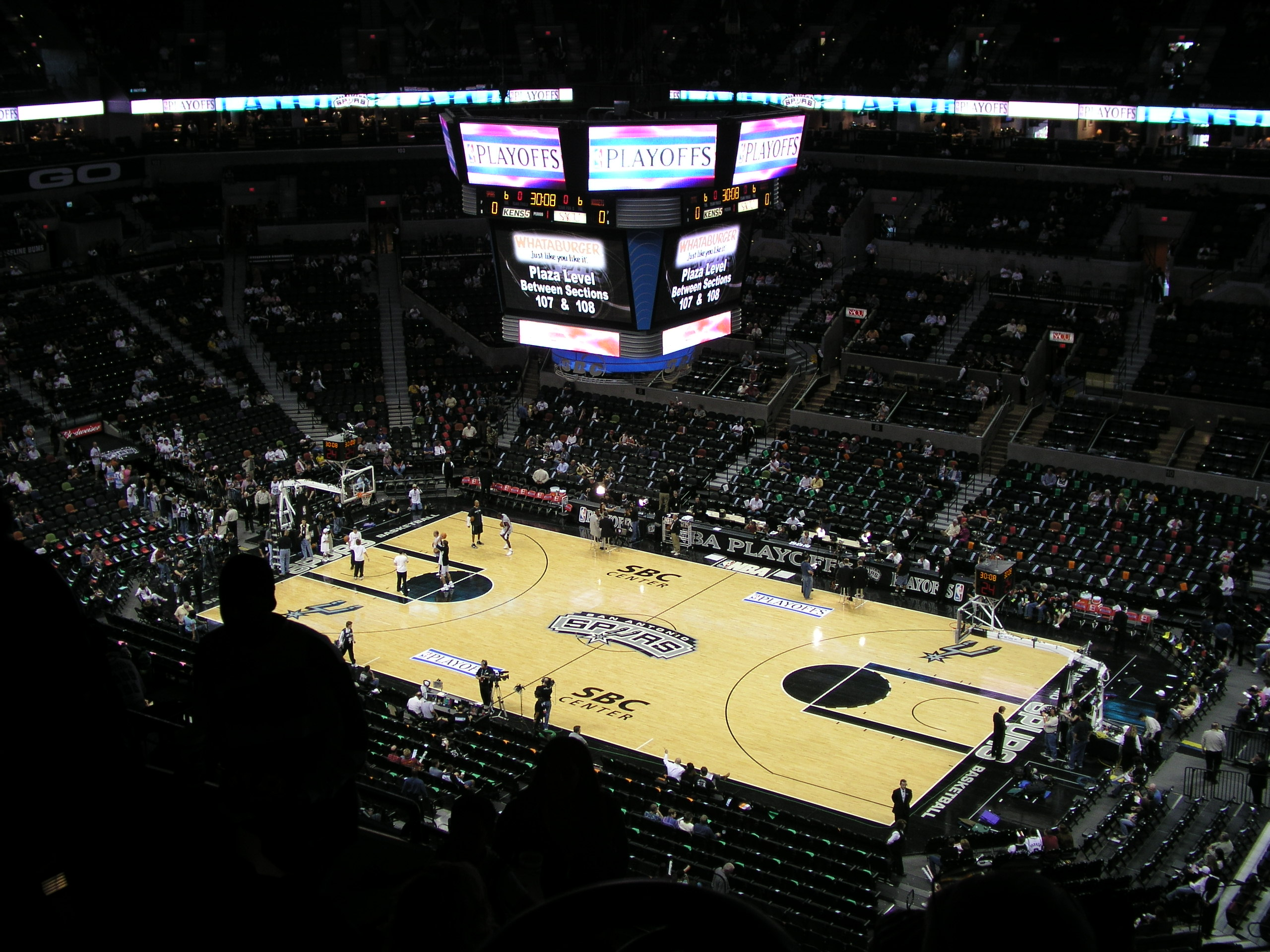
AT&T Center, San Antonio
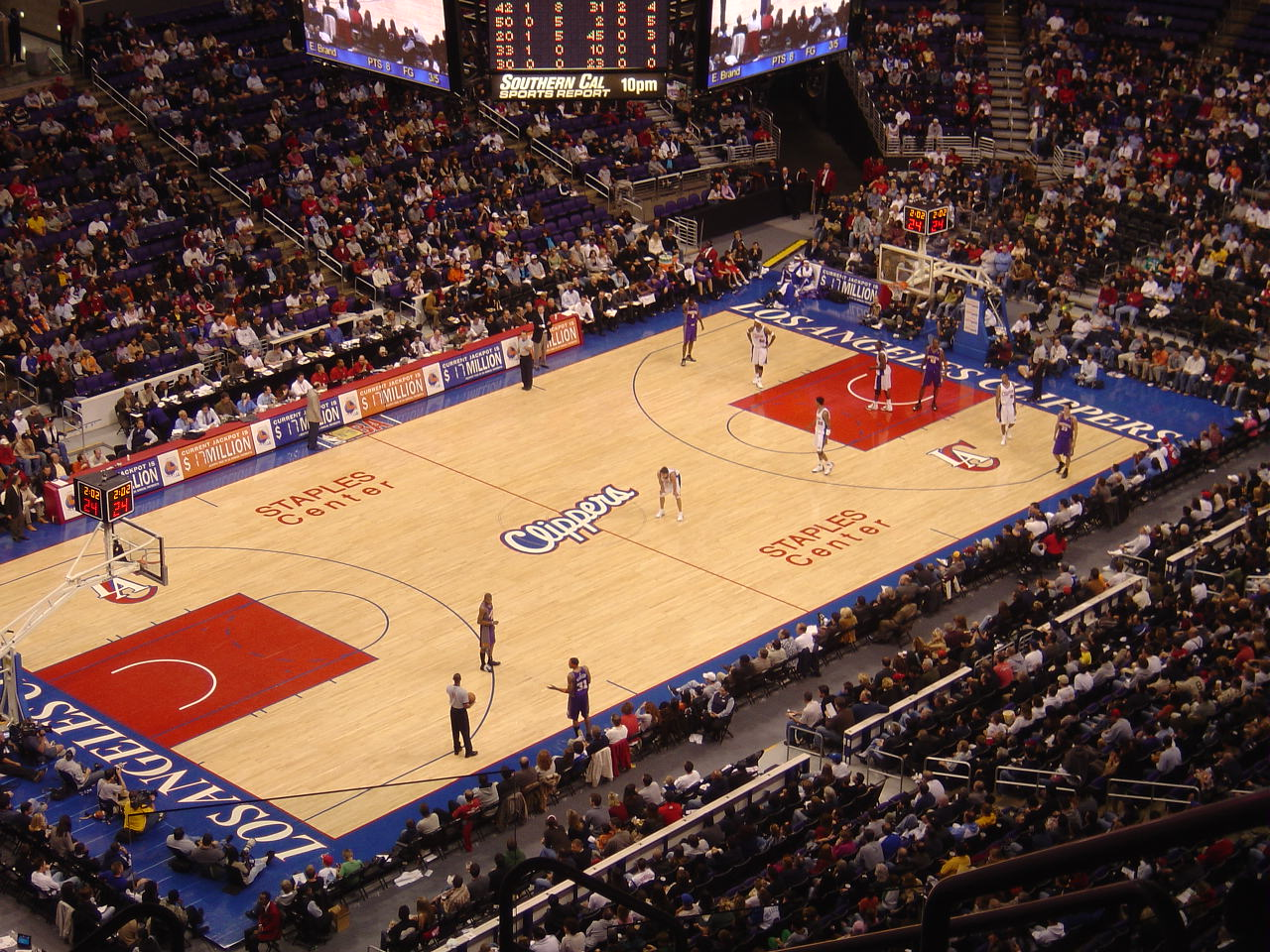
Staples Center, Los Angeles

#### Premier tour

##### (1)Warriors de Golden Statevs.Clippers de Los Angeles(8)
| 13 avril 2019 20h00 EDT 02h00 PAR | Rapport | Clippers de Los Angeles 104, Warriors de Golden State 121  | Clippers de Los Angeles 104, Warriors de Golden State 121 | Clippers de Los Angeles 104, Warriors de Golden State 121 |  | Oracle Arena, Oakland, Californie Affluence : 19 596 Arbitres : Ed Malloy, Courtney Kirkland, Mark Lindsay | ABC |
| 13 avril 2019 20h00 EDT 02h00 PAR | Rapport | Score par quart-temps : 27-36, 29-33, 23-29, 25-23         |                                                           |                                                           |  | Oracle Arena, Oakland, Californie Affluence : 19 596 Arbitres : Ed Malloy, Courtney Kirkland, Mark Lindsay | ABC |
| 13 avril 2019 20h00 EDT 02h00 PAR | Rapport | Score par mi-temps : 56-69, 48-52                          |                                                           |                                                           |  | Oracle Arena, Oakland, Californie Affluence : 19 596 Arbitres : Ed Malloy, Courtney Kirkland, Mark Lindsay | ABC |
| 13 avril 2019 20h00 EDT 02h00 PAR | Rapport | Montrezl Harrell, 26 Danilo Gallinari, 8 Louis Williams, 9 | Points Rebonds Passes d.                                  | Stephen Curry, 38 Stephen Curry, 15 Curry, Green, 7       |  | Oracle Arena, Oakland, Californie Affluence : 19 596 Arbitres : Ed Malloy, Courtney Kirkland, Mark Lindsay | ABC |

| 15 avril 2019 22h30 EDT 04h30 PAR | Rapport | Clippers de Los Angeles 135, Warriors de Golden State 131 | Clippers de Los Angeles 135, Warriors de Golden State 131 | Clippers de Los Angeles 135, Warriors de Golden State 131 |  | Oracle Arena, Oakland, Californie Affluence : 19 596 Arbitres : Ken Mauer, Josh Tiven, Nick Buchert | TNT |
| 15 avril 2019 22h30 EDT 04h30 PAR | Rapport | Score par quart-temps : 25-33, 25-40, 44-35, 41-23        |                                                           |                                                           |  | Oracle Arena, Oakland, Californie Affluence : 19 596 Arbitres : Ken Mauer, Josh Tiven, Nick Buchert | TNT |
| 15 avril 2019 22h30 EDT 04h30 PAR | Rapport | Score par mi-temps : 50-73, 85-58                         |                                                           |                                                           |  | Oracle Arena, Oakland, Californie Affluence : 19 596 Arbitres : Ken Mauer, Josh Tiven, Nick Buchert | TNT |
| 15 avril 2019 22h30 EDT 04h30 PAR | Rapport | Lou Williams, 36 Montrezl Harrell, 10 Lou Williams, 11    | Points Rebonds Passes d.                                  | Stephen Curry, 29 Andrew Bogut, 9 Draymond Green, 9       |  | Oracle Arena, Oakland, Californie Affluence : 19 596 Arbitres : Ken Mauer, Josh Tiven, Nick Buchert | TNT |

| 18 avril 2019 22h30 EDT 04h30 PAR | Rapport | Warriors de Golden State 132, Clippers de Los Angeles 105 | Warriors de Golden State 132, Clippers de Los Angeles 105 | Warriors de Golden State 132, Clippers de Los Angeles 105 |  | Staples Center, Los Angeles, Californie Affluence : 19 068 Arbitres : Scott Foster, Jason Phillips, Scott Twardoski | TNT |
| 18 avril 2019 22h30 EDT 04h30 PAR | Rapport | Score par quart-temps : 41-24, 32-28, 36-24, 23-29        |                                                           |                                                           |  | Staples Center, Los Angeles, Californie Affluence : 19 068 Arbitres : Scott Foster, Jason Phillips, Scott Twardoski | TNT |
| 18 avril 2019 22h30 EDT 04h30 PAR | Rapport | Score par mi-temps : 73-52, 59-53                         |                                                           |                                                           |  | Staples Center, Los Angeles, Californie Affluence : 19 068 Arbitres : Scott Foster, Jason Phillips, Scott Twardoski | TNT |
| 18 avril 2019 22h30 EDT 04h30 PAR | Rapport | Kevin Durant, 38 Andrew Bogut, 14 Draymond Green, 10      | Points Rebonds Passes d.                                  | Ivica Zubac, 18 Ivica Zubac, 15 Lou Williams, 6           |  | Staples Center, Los Angeles, Californie Affluence : 19 068 Arbitres : Scott Foster, Jason Phillips, Scott Twardoski | TNT |

| 21 avril 2019 15h30 EDT 21h30 PAR | Rapport | Warriors de Golden State 113, Clippers de Los Angeles 105 | Warriors de Golden State 113, Clippers de Los Angeles 105 | Warriors de Golden State 113, Clippers de Los Angeles 105            |  | Staples Center, Los Angeles, Californie Affluence : 19 068 Arbitres : Brent Barnaky, Sean Wright, Tony Brothers | ABC |
| 21 avril 2019 15h30 EDT 21h30 PAR | Rapport | Score par quart-temps : 32-22, 30-32, 25-30, 26-21        |                                                           |                                                                      |  | Staples Center, Los Angeles, Californie Affluence : 19 068 Arbitres : Brent Barnaky, Sean Wright, Tony Brothers | ABC |
| 21 avril 2019 15h30 EDT 21h30 PAR | Rapport | Score par mi-temps : 62-54, 51-51                         |                                                           |                                                                      |  | Staples Center, Los Angeles, Californie Affluence : 19 068 Arbitres : Brent Barnaky, Sean Wright, Tony Brothers | ABC |
| 21 avril 2019 15h30 EDT 21h30 PAR | Rapport | Kevin Durant, 33 Curry, Bogut, 10 Stephen Curry, 7        | Points Rebonds Passes d.                                  | Shai Gilgeous-Alexander, 25 Patrick Beverley, 10 Patrick Beverley, 5 |  | Staples Center, Los Angeles, Californie Affluence : 19 068 Arbitres : Brent Barnaky, Sean Wright, Tony Brothers | ABC |

| 24 avril 2019 22h30 EDT 04h30 PAR | Rapport | Clippers de Los Angeles 129, Warriors de Golden State 121 | Clippers de Los Angeles 129, Warriors de Golden State 121 | Clippers de Los Angeles 129, Warriors de Golden State 121 |  | Oracle Arena, Oakland, Californie Affluence : 19 596 Arbitres : Marc Davis, John Goble, Pat Fraher | TNT |
| 24 avril 2019 22h30 EDT 04h30 PAR | Rapport | Score par quart-temps : 37-41, 34-22, 33-31, 25-27        |                                                           |                                                           |  | Oracle Arena, Oakland, Californie Affluence : 19 596 Arbitres : Marc Davis, John Goble, Pat Fraher | TNT |
| 24 avril 2019 22h30 EDT 04h30 PAR | Rapport | Score par mi-temps : 71-63, 58-58                         |                                                           |                                                           |  | Oracle Arena, Oakland, Californie Affluence : 19 596 Arbitres : Marc Davis, John Goble, Pat Fraher | TNT |
| 24 avril 2019 22h30 EDT 04h30 PAR | Rapport | Lou Williams, 33 Patrick Beverley, 14 Lou Williams, 10    | Points Rebonds Passes d.                                  | Kevin Durant, 45 Green, Looney, 7 Andre Iguodala, 8       |  | Oracle Arena, Oakland, Californie Affluence : 19 596 Arbitres : Marc Davis, John Goble, Pat Fraher | TNT |

| 26 avril 2019 19h00 EDT 04h00 PAR | Rapport | Warriors de Golden State 129, Clippers de Los Angeles 110 | Warriors de Golden State 129, Clippers de Los Angeles 110 | Warriors de Golden State 129, Clippers de Los Angeles 110       |  | Staples Center, Los Angeles, Californie Affluence : 19 068 Arbitres : Mike Callahan, David Guthrie, Kevin Scott | ESPN |
| 26 avril 2019 19h00 EDT 04h00 PAR | Rapport | Score par quart-temps : 35-31, 37-22, 30-25, 27-32        |                                                           |                                                                 |  | Staples Center, Los Angeles, Californie Affluence : 19 068 Arbitres : Mike Callahan, David Guthrie, Kevin Scott | ESPN |
| 26 avril 2019 19h00 EDT 04h00 PAR | Rapport | Score par mi-temps : 72-53, 57-57                         |                                                           |                                                                 |  | Staples Center, Los Angeles, Californie Affluence : 19 068 Arbitres : Mike Callahan, David Guthrie, Kevin Scott | ESPN |
| 26 avril 2019 19h00 EDT 04h00 PAR | Rapport | Kevin Durant, 50 Draymond Green, 14 Draymond Green, 10    | Points Rebonds Passes d.                                  | Danilo Gallinari, 29 Patrick Beverley, 14 Beverley, Williams, 7 |  | Staples Center, Los Angeles, Californie Affluence : 19 068 Arbitres : Mike Callahan, David Guthrie, Kevin Scott | ESPN |
| 26 avril 2019 19h00 EDT 04h00 PAR | Rapport | Golden State remporte la série 4-2                        |                                                           |                                                                 |  | Staples Center, Los Angeles, Californie Affluence : 19 068 Arbitres : Mike Callahan, David Guthrie, Kevin Scott | ESPN |

Matchs de saison régulière
Golden State remporte la série 3 à 1.
| 12 novembre 2018 | Rapport | Warriors de Golden State 116, Clippers de Los Angeles 121 (OT) | Warriors de Golden State 116, Clippers de Los Angeles 121 (OT) | Warriors de Golden State 116, Clippers de Los Angeles 121 (OT) |  | Staples Center, Los Angeles, Californie |

| 23 décembre 2018 | Rapport | Clippers de Los Angeles 127, Warriors de Golden State 129 | Clippers de Los Angeles 127, Warriors de Golden State 129 | Clippers de Los Angeles 127, Warriors de Golden State 129 |  | Oracle Arena, Oakland, Californie |

| 18 janvier 2019 | Rapport | Warriors de Golden State 112, Clippers de Los Angeles 94 | Warriors de Golden State 112, Clippers de Los Angeles 94 | Warriors de Golden State 112, Clippers de Los Angeles 94 |  | Staples Center, Los Angeles, Californie |

| 7 avril 2019 | Rapport | Clippers de Los Angeles 104, Warriors de Golden State 131 | Clippers de Los Angeles 104, Warriors de Golden State 131 | Clippers de Los Angeles 104, Warriors de Golden State 131 |  | Oracle Arena, Oakland, Californie |

Dernière rencontre en playoffsPremier tour de conférence Ouest 2014 (Los Angeles gagne 4-3).

##### (2)Nuggets de Denvervs.Spurs de San Antonio(7)
| 13 avril 2019 22h30 EDT 04h30 PAR | Rapport | Spurs de San Antonio 101, Nuggets de Denver 96       | Spurs de San Antonio 101, Nuggets de Denver 96 | Spurs de San Antonio 101, Nuggets de Denver 96    |  | Pepsi Center, Denver, Colorado Affluence : 19 520 Arbitres : Ken Mauer, Josh Tiven, Tom Washington | ESPN |
| 13 avril 2019 22h30 EDT 04h30 PAR | Rapport | Score par quart-temps : 25-20, 34-31, 13-17, 29-28   |                                                |                                                   |  | Pepsi Center, Denver, Colorado Affluence : 19 520 Arbitres : Ken Mauer, Josh Tiven, Tom Washington | ESPN |
| 13 avril 2019 22h30 EDT 04h30 PAR | Rapport | Score par mi-temps : 59-51, 42-45                    |                                                |                                                   |  | Pepsi Center, Denver, Colorado Affluence : 19 520 Arbitres : Ken Mauer, Josh Tiven, Tom Washington | ESPN |
| 13 avril 2019 22h30 EDT 04h30 PAR | Rapport | DeMar DeRozan, 18 DeMar DeRozan, 12 DeMar DeRozan, 6 | Points Rebonds Passes d.                       | Gary Harris, 20 Nikola Jokić, 14 Nikola Jokić, 14 |  | Pepsi Center, Denver, Colorado Affluence : 19 520 Arbitres : Ken Mauer, Josh Tiven, Tom Washington | ESPN |

| 16 avril 2019 21h00 EDT 03h00 PAR | Rapport | Spurs de San Antonio 105, Nuggets de Denver 114    | Spurs de San Antonio 105, Nuggets de Denver 114 | Spurs de San Antonio 105, Nuggets de Denver 114   |  | Pepsi Center, Denver, Colorado Affluence : 19 520 Arbitres : James Capers, Kane Fitzgerald, Derrick Collins | NBA TV |
| 16 avril 2019 21h00 EDT 03h00 PAR | Rapport | Score par quart-temps : 26-21, 33-28, 23-26, 23-39 |                                                 |                                                   |  | Pepsi Center, Denver, Colorado Affluence : 19 520 Arbitres : James Capers, Kane Fitzgerald, Derrick Collins | NBA TV |
| 16 avril 2019 21h00 EDT 03h00 PAR | Rapport | Score par mi-temps : 59-49, 46-65                  |                                                 |                                                   |  | Pepsi Center, Denver, Colorado Affluence : 19 520 Arbitres : James Capers, Kane Fitzgerald, Derrick Collins | NBA TV |
| 16 avril 2019 21h00 EDT 03h00 PAR | Rapport | DeMar DeRozan, 31 Rudy Gay, 9 Patty Mills, 5       | Points Rebonds Passes d.                        | Jamal Murray, 24 Nikola Jokić, 13 Nikola Jokić, 8 |  | Pepsi Center, Denver, Colorado Affluence : 19 520 Arbitres : James Capers, Kane Fitzgerald, Derrick Collins | NBA TV |

| 18 avril 2019 21h00 EDT 03h00 PAR | Rapport | Nuggets de Denver 108, Spurs de San Antonio 118    | Nuggets de Denver 108, Spurs de San Antonio 118 | Nuggets de Denver 108, Spurs de San Antonio 118          |  | AT&T Center, San Antonio, Texas Affluence : 18 354 Arbitres : Ed Malloy, David Guthrie, Mark Lindsay | NBA TV |
| 18 avril 2019 21h00 EDT 03h00 PAR | Rapport | Score par quart-temps : 22-31, 36-30, 26-27, 24-30 |                                                 |                                                          |  | AT&T Center, San Antonio, Texas Affluence : 18 354 Arbitres : Ed Malloy, David Guthrie, Mark Lindsay | NBA TV |
| 18 avril 2019 21h00 EDT 03h00 PAR | Rapport | Score par mi-temps : 58-61, 50-57                  |                                                 |                                                          |  | AT&T Center, San Antonio, Texas Affluence : 18 354 Arbitres : Ed Malloy, David Guthrie, Mark Lindsay | NBA TV |
| 18 avril 2019 21h00 EDT 03h00 PAR | Rapport | Jokić, 22 Malik Beasley, 9 Trois joueurs, 7        | Points Rebonds Passes d.                        | Derrick White, 36 LaMarcus Aldridge, 11 Trois joueurs, 5 |  | AT&T Center, San Antonio, Texas Affluence : 18 354 Arbitres : Ed Malloy, David Guthrie, Mark Lindsay | NBA TV |

| 20 avril 2019 17h30 EDT 23h30 PAR | Rapport | Nuggets de Denver 117, Spurs de San Antonio 103    | Nuggets de Denver 117, Spurs de San Antonio 103 | Nuggets de Denver 117, Spurs de San Antonio 103            |  | AT&T Center, San Antonio, Texas Affluence : 18 354 Arbitres : Scott Foster, Rodney Mott, Brian Forte | TNT |
| 20 avril 2019 17h30 EDT 23h30 PAR | Rapport | Score par quart-temps : 22-34, 32-20, 37-25, 26-24 |                                                 |                                                            |  | AT&T Center, San Antonio, Texas Affluence : 18 354 Arbitres : Scott Foster, Rodney Mott, Brian Forte | TNT |
| 20 avril 2019 17h30 EDT 23h30 PAR | Rapport | Score par mi-temps : 54-54, 63-49                  |                                                 |                                                            |  | AT&T Center, San Antonio, Texas Affluence : 18 354 Arbitres : Scott Foster, Rodney Mott, Brian Forte | TNT |
| 20 avril 2019 17h30 EDT 23h30 PAR | Rapport | Nikola Jokić, 29 Nikola Jokić, 12 Nikola Jokić, 8  | Points Rebonds Passes d.                        | LaMarcus Aldridge, 24 Aldridge, Pöltl, 5 DeRozan, White, 5 |  | AT&T Center, San Antonio, Texas Affluence : 18 354 Arbitres : Scott Foster, Rodney Mott, Brian Forte | TNT |

| 23 avril 2019 21h30 EDT 03h30 PAR | Rapport | Spurs de San Antonio 90, Nuggets de Denver 108             | Spurs de San Antonio 90, Nuggets de Denver 108 | Spurs de San Antonio 90, Nuggets de Denver 108    |  | Pepsi Center, Denver, Colorado Affluence : 19 520 Arbitres : Mike Callahan, Eric Lewis, Kevin Scott | NBA TV |
| 23 avril 2019 21h30 EDT 03h30 PAR | Rapport | Score par quart-temps : 19-26, 23-27, 21-32, 27-23         |                                                |                                                   |  | Pepsi Center, Denver, Colorado Affluence : 19 520 Arbitres : Mike Callahan, Eric Lewis, Kevin Scott | NBA TV |
| 23 avril 2019 21h30 EDT 03h30 PAR | Rapport | Score par mi-temps : 42-53, 48-55                          |                                                |                                                   |  | Pepsi Center, Denver, Colorado Affluence : 19 520 Arbitres : Mike Callahan, Eric Lewis, Kevin Scott | NBA TV |
| 23 avril 2019 21h30 EDT 03h30 PAR | Rapport | Aldridge, DeRozan, 17 LaMarcus Aldridge, 10 Jakob Pöltl, 4 | Points Rebonds Passes d.                       | Jamal Murray, 23 Nikola Jokić, 11 Nikola Jokić, 8 |  | Pepsi Center, Denver, Colorado Affluence : 19 520 Arbitres : Mike Callahan, Eric Lewis, Kevin Scott | NBA TV |

| 25 avril 2019 20h00 EDT 02h00 PAR | Rapport | Nuggets de Denver 103, Spurs de San Antonio 120    | Nuggets de Denver 103, Spurs de San Antonio 120 | Nuggets de Denver 103, Spurs de San Antonio 120              |  | AT&T Center, San Antonio, Texas Affluence : 18 354 Arbitres : Zach Zarba, Josh Tiven, Tony Brown | TNT |
| 25 avril 2019 20h00 EDT 02h00 PAR | Rapport | Score par quart-temps : 24-34, 36-30, 25-26, 18-30 |                                                 |                                                              |  | AT&T Center, San Antonio, Texas Affluence : 18 354 Arbitres : Zach Zarba, Josh Tiven, Tony Brown | TNT |
| 25 avril 2019 20h00 EDT 02h00 PAR | Rapport | Score par mi-temps : 60-64, 43-56                  |                                                 |                                                              |  | AT&T Center, San Antonio, Texas Affluence : 18 354 Arbitres : Zach Zarba, Josh Tiven, Tony Brown | TNT |
| 25 avril 2019 20h00 EDT 02h00 PAR | Rapport | Nikola Jokić, 43 Nikola Jokić, 12 Nikola Jokić, 9  | Points Rebonds Passes d.                        | LaMarcus Aldridge, 26 LaMarcus Aldridge, 10 DeMar DeRozan, 7 |  | AT&T Center, San Antonio, Texas Affluence : 18 354 Arbitres : Zach Zarba, Josh Tiven, Tony Brown | TNT |

| 27 avril 2019 20h00 EDT 04h00 PAR | Rapport | Spurs de San Antonio 86, Nuggets de Denver 90       | Spurs de San Antonio 86, Nuggets de Denver 90 | Spurs de San Antonio 86, Nuggets de Denver 90      |  | Pepsi Center, Denver, Colorado Affluence : 19 725 Arbitres : Marc Davis, Tony Brothers, John Goble | TNT |
| 27 avril 2019 20h00 EDT 04h00 PAR | Rapport | Score par quart-temps : 13-23, 21-24, 27-25, 25-18  |                                               |                                                    |  | Pepsi Center, Denver, Colorado Affluence : 19 725 Arbitres : Marc Davis, Tony Brothers, John Goble | TNT |
| 27 avril 2019 20h00 EDT 04h00 PAR | Rapport | Score par mi-temps : 34-47, 52-43                   |                                               |                                                    |  | Pepsi Center, Denver, Colorado Affluence : 19 725 Arbitres : Marc Davis, Tony Brothers, John Goble | TNT |
| 27 avril 2019 20h00 EDT 04h00 PAR | Rapport | Rudy Gay, 21 LaMarcus Aldridge, 11 DeMar DeRozan, 6 | Points Rebonds Passes d.                      | Jamal Murray, 23 Nikola Jokić, 15 Nikola Jokić, 10 |  | Pepsi Center, Denver, Colorado Affluence : 19 725 Arbitres : Marc Davis, Tony Brothers, John Goble | TNT |
| 27 avril 2019 20h00 EDT 04h00 PAR | Rapport | Denver remporte la série 4-3                        |                                               |                                                    |  | Pepsi Center, Denver, Colorado Affluence : 19 725 Arbitres : Marc Davis, Tony Brothers, John Goble | TNT |

Matchs de saison régulière
Egalité dans la série 2 à 2.
| 26 décembre 2018 | Rapport | Nuggets de Denver 103, Spurs de San Antonio 111 | Nuggets de Denver 103, Spurs de San Antonio 111 | Nuggets de Denver 103, Spurs de San Antonio 111 |  | AT&T Center, San Antonio, Texas |

| 28 décembre 2018 | Rapport | Spurs de San Antonio 99, Nuggets de Denver 102 | Spurs de San Antonio 99, Nuggets de Denver 102 | Spurs de San Antonio 99, Nuggets de Denver 102 |  | Pepsi Center, Denver, Colorado |

| 4 mars 2019 | Rapport | Nuggets de Denver 103, Spurs de San Antonio 104 | Nuggets de Denver 103, Spurs de San Antonio 104 | Nuggets de Denver 103, Spurs de San Antonio 104 |  | AT&T Center, San Antonio, Texas |

| 3 avril 2019 | Rapport | Spurs de San Antonio 85, Nuggets de Denver 113 | Spurs de San Antonio 85, Nuggets de Denver 113 | Spurs de San Antonio 85, Nuggets de Denver 113 |  | Pepsi Center, Denver, Colorado |

Dernière rencontre en playoffsPremier tour de conférence Ouest 2007 (San Antonio gagne 4-1).

##### (3)Trail Blazers de Portlandvs.Thunder d'Oklahoma City(6)
| 14 avril 2019 15h30 EDT 21h30 PAR | Rapport | Thunder d'Oklahoma City 99, Trail Blazers de Portland 104   | Thunder d'Oklahoma City 99, Trail Blazers de Portland 104 | Thunder d'Oklahoma City 99, Trail Blazers de Portland 104 |  | Moda Center, Portland, Oregon Affluence : 19 886 Arbitres : Zach Zarba, Rodney Mott, Tre Maddox | ABC, BeIn Sports |
| 14 avril 2019 15h30 EDT 21h30 PAR | Rapport | Score par quart-temps : 25-39, 23-15, 21-22, 30-28          |                                                           |                                                           |  | Moda Center, Portland, Oregon Affluence : 19 886 Arbitres : Zach Zarba, Rodney Mott, Tre Maddox | ABC, BeIn Sports |
| 14 avril 2019 15h30 EDT 21h30 PAR | Rapport | Score par mi-temps : 48-54, 51-50                           |                                                           |                                                           |  | Moda Center, Portland, Oregon Affluence : 19 886 Arbitres : Zach Zarba, Rodney Mott, Tre Maddox | ABC, BeIn Sports |
| 14 avril 2019 15h30 EDT 21h30 PAR | Rapport | Paul George, 26 George, Westbrook, 10 Russell Westbrook, 10 | Points Rebonds Passes d.                                  | Damian Lillard, 30 Enes Kanter, 18 Damian Lillard, 4      |  | Moda Center, Portland, Oregon Affluence : 19 886 Arbitres : Zach Zarba, Rodney Mott, Tre Maddox | ABC, BeIn Sports |

| 16 avril 2019 22h30 EDT 04h30 PAR | Rapport | Thunder d'Oklahoma City 94, Trail Blazers de Portland 114 | Thunder d'Oklahoma City 94, Trail Blazers de Portland 114 | Thunder d'Oklahoma City 94, Trail Blazers de Portland 114 |  | Moda Center, Portland, Oregon Affluence : 20 041 Arbitres : Scott Foster, Jason Phillips, Karl Lane | TNT |
| 16 avril 2019 22h30 EDT 04h30 PAR | Rapport | Score par quart-temps : 31-26, 23-28, 21-37, 19-23        |                                                           |                                                           |  | Moda Center, Portland, Oregon Affluence : 20 041 Arbitres : Scott Foster, Jason Phillips, Karl Lane | TNT |
| 16 avril 2019 22h30 EDT 04h30 PAR | Rapport | Score par mi-temps : 54-54, 40-60                         |                                                           |                                                           |  | Moda Center, Portland, Oregon Affluence : 20 041 Arbitres : Scott Foster, Jason Phillips, Karl Lane | TNT |
| 16 avril 2019 22h30 EDT 04h30 PAR | Rapport | Paul George, 27 Westbrook, Adams, 9 Russell Westbrook, 11 | Points Rebonds Passes d.                                  | C.J. McCollum, 33 Maurice Harkless, 9 Damian Lillard, 6   |  | Moda Center, Portland, Oregon Affluence : 20 041 Arbitres : Scott Foster, Jason Phillips, Karl Lane | TNT |

| 19 avril 2019 21h30 EDT 03h30 PAR | Rapport | Trail Blazers de Portland 108, Thunder d'Oklahoma City 120 | Trail Blazers de Portland 108, Thunder d'Oklahoma City 120 | Trail Blazers de Portland 108, Thunder d'Oklahoma City 120  |  | Chesapeake Energy Arena, Oklahoma City, Oklahoma Affluence : 18 203 Arbitres : Marc Davis, Tony Brown, Nick Buchert | ESPN |
| 19 avril 2019 21h30 EDT 03h30 PAR | Rapport | Score par quart-temps : 22-21, 17-28, 43-37, 26-34         |                                                            |                                                             |  | Chesapeake Energy Arena, Oklahoma City, Oklahoma Affluence : 18 203 Arbitres : Marc Davis, Tony Brown, Nick Buchert | ESPN |
| 19 avril 2019 21h30 EDT 03h30 PAR | Rapport | Score par mi-temps : 39-49, 69-71                          |                                                            |                                                             |  | Chesapeake Energy Arena, Oklahoma City, Oklahoma Affluence : 18 203 Arbitres : Marc Davis, Tony Brown, Nick Buchert | ESPN |
| 19 avril 2019 21h30 EDT 03h30 PAR | Rapport | Damian Lillard, 32 Al-Farouq Aminu, 9 C.J. McCollum, 7     | Points Rebonds Passes d.                                   | Russell Westbrook, 33 Steven Adams, 7 Russell Westbrook, 11 |  | Chesapeake Energy Arena, Oklahoma City, Oklahoma Affluence : 18 203 Arbitres : Marc Davis, Tony Brown, Nick Buchert | ESPN |

| 21 avril 2019 21h30 EDT 03h30 PAR | Rapport | Trail Blazers de Portland 111, Thunder d'Oklahoma City 98 | Trail Blazers de Portland 111, Thunder d'Oklahoma City 98 | Trail Blazers de Portland 111, Thunder d'Oklahoma City 98 |  | Chesapeake Energy Arena, Oklahoma City, Oklahoma Affluence : 18 203 Arbitres : Mike Callahan, Eric Lewis, Mark Lindsay | TNT |
| 21 avril 2019 21h30 EDT 03h30 PAR | Rapport | Score par quart-temps : 26-24, 24-22, 29-22, 32-30        |                                                           |                                                           |  | Chesapeake Energy Arena, Oklahoma City, Oklahoma Affluence : 18 203 Arbitres : Mike Callahan, Eric Lewis, Mark Lindsay | TNT |
| 21 avril 2019 21h30 EDT 03h30 PAR | Rapport | Score par mi-temps : 50-46, 61-52                         |                                                           |                                                           |  | Chesapeake Energy Arena, Oklahoma City, Oklahoma Affluence : 18 203 Arbitres : Mike Callahan, Eric Lewis, Mark Lindsay | TNT |
| 21 avril 2019 21h30 EDT 03h30 PAR | Rapport | C.J. McCollum, 27 Harkless, Kanter, 10 Damian Lillard, 8  | Points Rebonds Passes d.                                  | Paul George, 32 Paul George, 10 Russell Westbrook, 7      |  | Chesapeake Energy Arena, Oklahoma City, Oklahoma Affluence : 18 203 Arbitres : Mike Callahan, Eric Lewis, Mark Lindsay | TNT |

| 23 avril 2019 22h30 EDT 04h30 PAR | Rapport | Thunder d'Oklahoma City 115, Trail Blazers de Portland 118  | Thunder d'Oklahoma City 115, Trail Blazers de Portland 118 | Thunder d'Oklahoma City 115, Trail Blazers de Portland 118 |  | Moda Center, Portland, Oregon Affluence : 20 241 Arbitres : James Capers, Courtney Kirkland, Kane Fitzgerald | TNT |
| 23 avril 2019 22h30 EDT 04h30 PAR | Rapport | Score par quart-temps : 37-29, 23-32, 30-27, 25-30          |                                                            |                                                            |  | Moda Center, Portland, Oregon Affluence : 20 241 Arbitres : James Capers, Courtney Kirkland, Kane Fitzgerald | TNT |
| 23 avril 2019 22h30 EDT 04h30 PAR | Rapport | Score par mi-temps : 60-61, 55-57                           |                                                            |                                                            |  | Moda Center, Portland, Oregon Affluence : 20 241 Arbitres : James Capers, Courtney Kirkland, Kane Fitzgerald | TNT |
| 23 avril 2019 22h30 EDT 04h30 PAR | Rapport | Paul George, 36 Russell Westbrook, 11 Russell Westbrook, 14 | Points Rebonds Passes d.                                   | Damian Lillard, 50 Enes Kanter, 13 Damian Lillard, 6       |  | Moda Center, Portland, Oregon Affluence : 20 241 Arbitres : James Capers, Courtney Kirkland, Kane Fitzgerald | TNT |
| 23 avril 2019 22h30 EDT 04h30 PAR | Rapport | Portland remporte la série 4 à 1.                           |                                                            |                                                            |  | Moda Center, Portland, Oregon Affluence : 20 241 Arbitres : James Capers, Courtney Kirkland, Kane Fitzgerald | TNT |

Matchs de saison régulière
Oklahoma City remporte la série 4 à 0.
| 4 janvier 2019 | Rapport | Thunder d'Oklahoma City 111, Trail Blazers de Portland 109 | Thunder d'Oklahoma City 111, Trail Blazers de Portland 109 | Thunder d'Oklahoma City 111, Trail Blazers de Portland 109 |  | Moda Center, Portland, Oregon |

| 22 janvier 2019 | Rapport | Trail Blazers de Portland 114, Thunder d'Oklahoma City 123 | Trail Blazers de Portland 114, Thunder d'Oklahoma City 123 | Trail Blazers de Portland 114, Thunder d'Oklahoma City 123 |  | Chesapeake Energy Arena, Oklahoma City, Oklahoma |

| 4 mars 2019 | Rapport | Trail Blazers de Portland 111, Thunder d'Oklahoma City 120 | Trail Blazers de Portland 111, Thunder d'Oklahoma City 120 | Trail Blazers de Portland 111, Thunder d'Oklahoma City 120 |  | Moda Center, Portland, Oregon |

| 7 mars 2019 | Rapport | Thunder d'Oklahoma City 129, Trail Blazers de Portland 121 (OT) | Thunder d'Oklahoma City 129, Trail Blazers de Portland 121 (OT) | Thunder d'Oklahoma City 129, Trail Blazers de Portland 121 (OT) |  | Moda Center, Portland, Oregon |

Dernière rencontre en playoffsPremier tour de conférence Ouest 1991 (Portland gagne 3-2).

##### (4)Rockets de Houstonvs.Jazz de l'Utah(5)
| 14 avril 2019 21h30 EDT 03h30 PAR | Rapport | Jazz de l'Utah 90, Rockets de Houston 122          | Jazz de l'Utah 90, Rockets de Houston 122 | Jazz de l'Utah 90, Rockets de Houston 122          |  | Toyota Center, Houston, Texas Affluence : 18 055 Arbitres : Marc Davis, John Goble, Michael Smith | TNT |
| 14 avril 2019 21h30 EDT 03h30 PAR | Rapport | Score par quart-temps : 24-31, 20-28, 27-24, 19-39 |                                           |                                                    |  | Toyota Center, Houston, Texas Affluence : 18 055 Arbitres : Marc Davis, John Goble, Michael Smith | TNT |
| 14 avril 2019 21h30 EDT 03h30 PAR | Rapport | Score par mi-temps : 44-59, 46-63                  |                                           |                                                    |  | Toyota Center, Houston, Texas Affluence : 18 055 Arbitres : Marc Davis, John Goble, Michael Smith | TNT |
| 14 avril 2019 21h30 EDT 03h30 PAR | Rapport | Rudy Gobert, 22 Rudy Gobert, 12 Ricky Rubio, 6     | Points Rebonds Passes d.                  | James Harden, 29 Clint Capela, 12 James Harden, 10 |  | Toyota Center, Houston, Texas Affluence : 18 055 Arbitres : Marc Davis, John Goble, Michael Smith | TNT |

| 17 avril 2019 21h30 EDT 03h30 PAR | Rapport | Jazz de l'Utah 98, Rockets de Houston 118            | Jazz de l'Utah 98, Rockets de Houston 118 | Jazz de l'Utah 98, Rockets de Houston 118          |  | Toyota Center, Houston, Texas Affluence : 18 055 Arbitres : Tony Brown, Zach Zarba, Tom Washington | TNT |
| 17 avril 2019 21h30 EDT 03h30 PAR | Rapport | Score par quart-temps : 19-39, 25-31, 23-25, 31-23   |                                           |                                                    |  | Toyota Center, Houston, Texas Affluence : 18 055 Arbitres : Tony Brown, Zach Zarba, Tom Washington | TNT |
| 17 avril 2019 21h30 EDT 03h30 PAR | Rapport | Score par mi-temps : 44-70, 54-48                    |                                           |                                                    |  | Toyota Center, Houston, Texas Affluence : 18 055 Arbitres : Tony Brown, Zach Zarba, Tom Washington | TNT |
| 17 avril 2019 21h30 EDT 03h30 PAR | Rapport | Rubio, O'Neale, 17 Gobert, Favors, 12 Ricky Rubio, 9 | Points Rebonds Passes d.                  | James Harden, 32 James Harden, 13 James Harden, 10 |  | Toyota Center, Houston, Texas Affluence : 18 055 Arbitres : Tony Brown, Zach Zarba, Tom Washington | TNT |

| 20 avril 2019 22h30 EDT 04h30 PAR | Rapport | Rockets de Houston 104, Jazz de l'Utah 101         | Rockets de Houston 104, Jazz de l'Utah 101 | Rockets de Houston 104, Jazz de l'Utah 101            |  | Vivint Smart Home Arena, Salt Lake City, Utah Affluence : 18 306 Arbitres : Ken Mauer, Josh Tiven, Kevin Scott | ESPN |
| 20 avril 2019 22h30 EDT 04h30 PAR | Rapport | Score par quart-temps : 28-30, 22-25, 24-21, 30-25 |                                            |                                                       |  | Vivint Smart Home Arena, Salt Lake City, Utah Affluence : 18 306 Arbitres : Ken Mauer, Josh Tiven, Kevin Scott | ESPN |
| 20 avril 2019 22h30 EDT 04h30 PAR | Rapport | Score par mi-temps : 50-55, 54-46                  |                                            |                                                       |  | Vivint Smart Home Arena, Salt Lake City, Utah Affluence : 18 306 Arbitres : Ken Mauer, Josh Tiven, Kevin Scott | ESPN |
| 20 avril 2019 22h30 EDT 04h30 PAR | Rapport | James Harden, 22 Clint Capela, 14 James Harden, 10 | Points Rebonds Passes d.                   | Donovan Mitchell, 34 Gobert, Ingles, 8 Ricky Rubio, 6 |  | Vivint Smart Home Arena, Salt Lake City, Utah Affluence : 18 306 Arbitres : Ken Mauer, Josh Tiven, Kevin Scott | ESPN |

| 22 avril 2019 22h30 EDT 04h30 PAR | Rapport | Rockets de Houston 91, Jazz de l'Utah 107          | Rockets de Houston 91, Jazz de l'Utah 107 | Rockets de Houston 91, Jazz de l'Utah 107                |  | Vivint Smart Home Arena, Salt Lake City, Utah Affluence : 18 306 Arbitres : Tony Brothers, David Guthrie, Pat Fraher | TNT |
| 22 avril 2019 22h30 EDT 04h30 PAR | Rapport | Score par quart-temps : 24-32, 23-21, 32-23, 12-31 |                                           |                                                          |  | Vivint Smart Home Arena, Salt Lake City, Utah Affluence : 18 306 Arbitres : Tony Brothers, David Guthrie, Pat Fraher | TNT |
| 22 avril 2019 22h30 EDT 04h30 PAR | Rapport | Score par mi-temps : 47-53, 44-54                  |                                           |                                                          |  | Vivint Smart Home Arena, Salt Lake City, Utah Affluence : 18 306 Arbitres : Tony Brothers, David Guthrie, Pat Fraher | TNT |
| 22 avril 2019 22h30 EDT 04h30 PAR | Rapport | James Harden, 30 Chris Paul, 8 Chris Paul, 7       | Points Rebonds Passes d.                  | Donovan Mitchell, 31 Favors, O'Neale, 11 Ricky Rubio, 11 |  | Vivint Smart Home Arena, Salt Lake City, Utah Affluence : 18 306 Arbitres : Tony Brothers, David Guthrie, Pat Fraher | TNT |

| 24 avril 2019 20h00 EDT 02h00 PAR | Rapport | Jazz de l'Utah 93, Rockets de Houston 100             | Jazz de l'Utah 93, Rockets de Houston 100 | Jazz de l'Utah 93, Rockets de Houston 100         |  | Toyota Center, Houston, Texas Affluence : 18 055 Arbitres : Ed Malloy, Sean Wright, Rodney Mott | TNT |
| 24 avril 2019 20h00 EDT 02h00 PAR | Rapport | Score par quart-temps : 20-20, 22-26, 27-29, 24-25    |                                           |                                                   |  | Toyota Center, Houston, Texas Affluence : 18 055 Arbitres : Ed Malloy, Sean Wright, Rodney Mott | TNT |
| 24 avril 2019 20h00 EDT 02h00 PAR | Rapport | Score par mi-temps : 42-46, 51-54                     |                                           |                                                   |  | Toyota Center, Houston, Texas Affluence : 18 055 Arbitres : Ed Malloy, Sean Wright, Rodney Mott | TNT |
| 24 avril 2019 20h00 EDT 02h00 PAR | Rapport | Royce O'Neale, 18 Gobert, Crowder, 10 Ricky Rubio, 11 | Points Rebonds Passes d.                  | James Harden, 26 Clint Capela, 10 James Harden, 6 |  | Toyota Center, Houston, Texas Affluence : 18 055 Arbitres : Ed Malloy, Sean Wright, Rodney Mott | TNT |
| 24 avril 2019 20h00 EDT 02h00 PAR | Rapport | Houston remporte la série 4 à 1.                      |                                           |                                                   |  | Toyota Center, Houston, Texas Affluence : 18 055 Arbitres : Ed Malloy, Sean Wright, Rodney Mott | TNT |

Matchs de saison régulière
Egalité dans la série 2 à 2.
| 24 octobre 2018 | Rapport | Jazz de l'Utah 100, Rockets de Houston 89 | Jazz de l'Utah 100, Rockets de Houston 89 | Jazz de l'Utah 100, Rockets de Houston 89 |  | Toyota Center, Houston, Texas |

| 6 décembre 2018 | Rapport | Rockets de Houston 91, Jazz de l'Utah 118 | Rockets de Houston 91, Jazz de l'Utah 118 | Rockets de Houston 91, Jazz de l'Utah 118 |  | Vivint Smart Home Arena, Salt Lake City, Utah |

| 17 décembre 2018 | Rapport | Jazz de l'Utah 97, Rockets de Houston 102 | Jazz de l'Utah 97, Rockets de Houston 102 | Jazz de l'Utah 97, Rockets de Houston 102 |  | Toyota Center, Houston, Texas |

| 2 février 2019 | Rapport | Rockets de Houston 125, Jazz de l'Utah 98 | Rockets de Houston 125, Jazz de l'Utah 98 | Rockets de Houston 125, Jazz de l'Utah 98 |  | Vivint Smart Home Arena, Salt Lake City, Utah |

Dernière rencontre en playoffsDemi-finale de conférence Ouest 2018 (Houston gagne 4-1).

#### Demi-finales de conférence

##### (1)Warriors de Golden Statevs.Rockets de Houston(4)
| 28 avril 2019 15h30 EDT 21h30 PAR | Rapport | Rockets de Houston 100, Warriors de Golden State 104 | Rockets de Houston 100, Warriors de Golden State 104 | Rockets de Houston 100, Warriors de Golden State 104 |  | Oracle Arena, Oakland, Californie Affluence : 19 596 Arbitres : Zach Zarba, Josh Tiven, Courtney Kirkland | ABC |
| 28 avril 2019 15h30 EDT 21h30 PAR | Rapport | Score par quart-temps : 19-28, 34-25, 23-30, 24-21   |                                                      |                                                      |  | Oracle Arena, Oakland, Californie Affluence : 19 596 Arbitres : Zach Zarba, Josh Tiven, Courtney Kirkland | ABC |
| 28 avril 2019 15h30 EDT 21h30 PAR | Rapport | Score par mi-temps : 53-53, 47-51                    |                                                      |                                                      |  | Oracle Arena, Oakland, Californie Affluence : 19 596 Arbitres : Zach Zarba, Josh Tiven, Courtney Kirkland | ABC |
| 28 avril 2019 15h30 EDT 21h30 PAR | Rapport | James Harden, 35 Clint Capela, 6 James Harden, 6     | Points Rebonds Passes d.                             | Kevin Durant, 35 Draymond Green, 9 Draymond Green, 9 |  | Oracle Arena, Oakland, Californie Affluence : 19 596 Arbitres : Zach Zarba, Josh Tiven, Courtney Kirkland | ABC |

| 30 avril 2019 22h30 EDT 04h30 PAR | Rapport | Rockets de Houston 109, Warriors de Golden State 115 | Rockets de Houston 109, Warriors de Golden State 115 | Rockets de Houston 109, Warriors de Golden State 115  |  | Oracle Arena, Oakland, Californie Affluence : 19 596 Arbitres : Scott Foster, Ed Malloy, Eric Lewis | TNT |
| 30 avril 2019 22h30 EDT 04h30 PAR | Rapport | Score par quart-temps : 20-29, 29-29, 26-24, 34-33   |                                                      |                                                       |  | Oracle Arena, Oakland, Californie Affluence : 19 596 Arbitres : Scott Foster, Ed Malloy, Eric Lewis | TNT |
| 30 avril 2019 22h30 EDT 04h30 PAR | Rapport | Score par mi-temps : 49-58, 60-57                    |                                                      |                                                       |  | Oracle Arena, Oakland, Californie Affluence : 19 596 Arbitres : Scott Foster, Ed Malloy, Eric Lewis | TNT |
| 30 avril 2019 22h30 EDT 04h30 PAR | Rapport | James Harden, 29 Capela, Tucker, 10 Chris Paul, 6    | Points Rebonds Passes d.                             | Kevin Durant, 29 Draymond Green, 12 Draymond Green, 7 |  | Oracle Arena, Oakland, Californie Affluence : 19 596 Arbitres : Scott Foster, Ed Malloy, Eric Lewis | TNT |

| 4 mai 2019 20h30 EDT 02h30 PAR | Rapport | Warriors de Golden State 121, Rockets de Houston 126          | Warriors de Golden State 121, Rockets de Houston 126 | Warriors de Golden State 121, Rockets de Houston 126 | OT | Toyota Center, Houston, Texas Affluence : 18 169 Arbitres : James Capers, John Goble, Sean Wright | ABC |
| 4 mai 2019 20h30 EDT 02h30 PAR | Rapport | Score par quart-temps : 26-25, 23-33, 35-33, 28-21, OT : 9-14 |                                                      |                                                      | OT | Toyota Center, Houston, Texas Affluence : 18 169 Arbitres : James Capers, John Goble, Sean Wright | ABC |
| 4 mai 2019 20h30 EDT 02h30 PAR | Rapport | Score par mi-temps : 49-58, 72-68                             |                                                      |                                                      | OT | Toyota Center, Houston, Texas Affluence : 18 169 Arbitres : James Capers, John Goble, Sean Wright | ABC |
| 4 mai 2019 20h30 EDT 02h30 PAR | Rapport | Kevin Durant, 46 Draymond Green, 11 Draymond Green, 10        | Points Rebonds Passes d.                             | James Harden, 41 P. J. Tucker, 12 Chris Paul, 7      | OT | Toyota Center, Houston, Texas Affluence : 18 169 Arbitres : James Capers, John Goble, Sean Wright | ABC |

| 6 mai 2019 21h30 EDT 03h30 PAR | Rapport | Warriors de Golden State 108, Rockets de Houston 112 | Warriors de Golden State 108, Rockets de Houston 112 | Warriors de Golden State 108, Rockets de Houston 112 |  | Toyota Center, Houston, Texas Affluence : 18 055 Arbitres : Mike Callahan, David Guthrie, Kevin Scott | TNT |
| 6 mai 2019 21h30 EDT 03h30 PAR | Rapport | Score par quart-temps : 28-25, 26-36, 30-32, 24-19   |                                                      |                                                      |  | Toyota Center, Houston, Texas Affluence : 18 055 Arbitres : Mike Callahan, David Guthrie, Kevin Scott | TNT |
| 6 mai 2019 21h30 EDT 03h30 PAR | Rapport | Score par mi-temps : 54-61, 54-51                    |                                                      |                                                      |  | Toyota Center, Houston, Texas Affluence : 18 055 Arbitres : Mike Callahan, David Guthrie, Kevin Scott | TNT |
| 6 mai 2019 21h30 EDT 03h30 PAR | Rapport | Kevin Durant, 34 Draymond Green, 10 Stephen Curry, 8 | Points Rebonds Passes d.                             | James Harden, 38 Harden, Tucker, 10 Chris Paul, 5    |  | Toyota Center, Houston, Texas Affluence : 18 055 Arbitres : Mike Callahan, David Guthrie, Kevin Scott | TNT |

| 8 mai 2019 22h30 EDT 04h30 PAR | Rapport | Rockets de Houston 99, Warriors de Golden State 104 | Rockets de Houston 99, Warriors de Golden State 104 | Rockets de Houston 99, Warriors de Golden State 104     |  | Oracle Arena, Oakland, Californie Affluence : 19 596 Arbitres : Ken Mauer, Jason Phillips, Kane Fitzgerald | TNT |
| 8 mai 2019 22h30 EDT 04h30 PAR | Rapport | Score par quart-temps : 17-31, 26-26, 29-15, 27-32  |                                                     |                                                         |  | Oracle Arena, Oakland, Californie Affluence : 19 596 Arbitres : Ken Mauer, Jason Phillips, Kane Fitzgerald | TNT |
| 8 mai 2019 22h30 EDT 04h30 PAR | Rapport | Score par mi-temps : 43-57, 56-47                   |                                                     |                                                         |  | Oracle Arena, Oakland, Californie Affluence : 19 596 Arbitres : Ken Mauer, Jason Phillips, Kane Fitzgerald | TNT |
| 8 mai 2019 22h30 EDT 04h30 PAR | Rapport | James Harden, 31 Clint Capela, 14 James Harden, 8   | Points Rebonds Passes d.                            | Klay Thompson, 27 Draymond Green, 12 Draymond Green, 11 |  | Oracle Arena, Oakland, Californie Affluence : 19 596 Arbitres : Ken Mauer, Jason Phillips, Kane Fitzgerald | TNT |

| 10 mai 2019 21h00 EDT 03h00 PAR | Rapport | Warriors de Golden State 118, Rockets de Houston 113   | Warriors de Golden State 118, Rockets de Houston 113 | Warriors de Golden State 118, Rockets de Houston 113 |  | Toyota Center, Houston, Texas Affluence : 18 055 Arbitres : Marc Davis, Eric Lewis, Pat Fraher | ESPN |
| 10 mai 2019 21h00 EDT 03h00 PAR | Rapport | Score par quart-temps : 27-28, 30-29, 25-30, 36-26     |                                                      |                                                      |  | Toyota Center, Houston, Texas Affluence : 18 055 Arbitres : Marc Davis, Eric Lewis, Pat Fraher | ESPN |
| 10 mai 2019 21h00 EDT 03h00 PAR | Rapport | Score par mi-temps : 57-57, 61-56                      |                                                      |                                                      |  | Toyota Center, Houston, Texas Affluence : 18 055 Arbitres : Marc Davis, Eric Lewis, Pat Fraher | ESPN |
| 10 mai 2019 21h00 EDT 03h00 PAR | Rapport | Stephen Curry, 33 Draymond Green, 10 Draymond Green, 7 | Points Rebonds Passes d.                             | James Harden, 35 Chris Paul, 11 Chris Paul, 6        |  | Toyota Center, Houston, Texas Affluence : 18 055 Arbitres : Marc Davis, Eric Lewis, Pat Fraher | ESPN |
| 10 mai 2019 21h00 EDT 03h00 PAR | Rapport | Golden State remporte la série 4 à 2.                  |                                                      |                                                      |  | Toyota Center, Houston, Texas Affluence : 18 055 Arbitres : Marc Davis, Eric Lewis, Pat Fraher | ESPN |

Matchs de saison régulière
Houston remporte la série 3-1.
| 15 novembre 2018 | Rapport | Warriors de Golden State 86, Rockets de Houston 107 | Warriors de Golden State 86, Rockets de Houston 107 | Warriors de Golden State 86, Rockets de Houston 107 |  | Toyota Center, Houston, Texas |

| 3 janvier 2019 | Rapport | Rockets de Houston 135, Warriors de Golden State 134 | Rockets de Houston 135, Warriors de Golden State 134 | Rockets de Houston 135, Warriors de Golden State 134 |  | Oracle Arena, Oakland, Californie |

| 23 février 2019 | Rapport | Rockets de Houston 118, Warriors de Golden State 112 | Rockets de Houston 118, Warriors de Golden State 112 | Rockets de Houston 118, Warriors de Golden State 112 |  | Oracle Arena, Oakland, Californie |

| 13 mars 2019 | Rapport | Warriors de Golden State 106, Rockets de Houston 104 | Warriors de Golden State 106, Rockets de Houston 104 | Warriors de Golden State 106, Rockets de Houston 104 |  | Toyota Center, Houston, Texas |

Dernière rencontre en playoffsFinale de conférence Ouest 2018 (Golden State gagne 4-3).

##### (2)Nuggets de Denvervs.Trail Blazers de Portland(3)
| 29 avril 2019 22h30 EDT 04h30 PAR | Rapport | Trail Blazers de Portland 113, Nuggets de Denver 121  | Trail Blazers de Portland 113, Nuggets de Denver 121 | Trail Blazers de Portland 113, Nuggets de Denver 121 |  | Pepsi Center, Denver, Colorado Affluence : 19 520 Arbitres : Ken Mauer, Sean Wright, Ben Taylor | TNT |
| 29 avril 2019 22h30 EDT 04h30 PAR | Rapport | Score par quart-temps : 32-32, 23-26, 29-35, 29-28    |                                                      |                                                      |  | Pepsi Center, Denver, Colorado Affluence : 19 520 Arbitres : Ken Mauer, Sean Wright, Ben Taylor | TNT |
| 29 avril 2019 22h30 EDT 04h30 PAR | Rapport | Score par mi-temps : 55-58, 58-63                     |                                                      |                                                      |  | Pepsi Center, Denver, Colorado Affluence : 19 520 Arbitres : Ken Mauer, Sean Wright, Ben Taylor | TNT |
| 29 avril 2019 22h30 EDT 04h30 PAR | Rapport | Damian Lillard, 39 Aminu, Turner, 8 Damian Lillard, 6 | Points Rebonds Passes d.                             | Nikola Jokić, 37 Jamal Murray, 8 Nikola Jokić, 9     |  | Pepsi Center, Denver, Colorado Affluence : 19 520 Arbitres : Ken Mauer, Sean Wright, Ben Taylor | TNT |

| 1er mai 2019 21h00 EDT 03h00 PAR | Rapport | Trail Blazers de Portland 97, Nuggets de Denver 90     | Trail Blazers de Portland 97, Nuggets de Denver 90 | Trail Blazers de Portland 97, Nuggets de Denver 90 |  | Pepsi Center, Denver, Colorado Affluence : 19 520 Arbitres : James Capers, Pat Fraher, Michael Smith | TNT |
| 1er mai 2019 21h00 EDT 03h00 PAR | Rapport | Score par quart-temps : 28-23, 22-12, 28-29, 19-26     |                                                    |                                                    |  | Pepsi Center, Denver, Colorado Affluence : 19 520 Arbitres : James Capers, Pat Fraher, Michael Smith | TNT |
| 1er mai 2019 21h00 EDT 03h00 PAR | Rapport | Score par mi-temps : 50-35, 47-55                      |                                                    |                                                    |  | Pepsi Center, Denver, Colorado Affluence : 19 520 Arbitres : James Capers, Pat Fraher, Michael Smith | TNT |
| 1er mai 2019 21h00 EDT 03h00 PAR | Rapport | C.J. McCollum, 20 Al-Farouq Aminu, 10 C.J. McCollum, 6 | Points Rebonds Passes d.                           | Nikola Jokić, 16 Nikola Jokić, 7 Nikola Jokić, 14  |  | Pepsi Center, Denver, Colorado Affluence : 19 520 Arbitres : James Capers, Pat Fraher, Michael Smith | TNT |

| 3 mai 2019 22h30 EDT 04h30 PAR | Rapport | Nuggets de Denver 137, Trail Blazers de Portland 140                           | Nuggets de Denver 137, Trail Blazers de Portland 140 | Nuggets de Denver 137, Trail Blazers de Portland 140 | 4OT | Moda Center, Portland, Oregon Affluence : 20 193 Arbitres : Mike Callahan, Eric Lewis, Rodney Mott | ESPN |
| 3 mai 2019 22h30 EDT 04h30 PAR | Rapport | Score par quart-temps : 17-23, 30-25, 29-33, 26-21, OT : 7-7, 9-9, 11-11, 8-11 |                                                      |                                                      | 4OT | Moda Center, Portland, Oregon Affluence : 20 193 Arbitres : Mike Callahan, Eric Lewis, Rodney Mott | ESPN |
| 3 mai 2019 22h30 EDT 04h30 PAR | Rapport | Score par mi-temps : 47-48, 90-92                                              |                                                      |                                                      | 4OT | Moda Center, Portland, Oregon Affluence : 20 193 Arbitres : Mike Callahan, Eric Lewis, Rodney Mott | ESPN |
| 3 mai 2019 22h30 EDT 04h30 PAR | Rapport | Nikola Jokić, 33 Nikola Jokić, 18 Nikola Jokić, 14                             | Points Rebonds Passes d.                             | C.J. McCollum, 41 Enes Kanter, 15 Damian Lillard, 8  | 4OT | Moda Center, Portland, Oregon Affluence : 20 193 Arbitres : Mike Callahan, Eric Lewis, Rodney Mott | ESPN |

| 5 mai 2019 19h00 EDT 01h00 PAR | Rapport | Nuggets de Denver 116, Trail Blazers de Portland 112 | Nuggets de Denver 116, Trail Blazers de Portland 112 | Nuggets de Denver 116, Trail Blazers de Portland 112 |  | Moda Center, Portland, Oregon Affluence : 20 146 Arbitres : Scott Foster, Jason Phillips, Derrick Collins | TNT |
| 5 mai 2019 19h00 EDT 01h00 PAR | Rapport | Score par quart-temps : 29-33, 28-30, 27-14, 32-35   |                                                      |                                                      |  | Moda Center, Portland, Oregon Affluence : 20 146 Arbitres : Scott Foster, Jason Phillips, Derrick Collins | TNT |
| 5 mai 2019 19h00 EDT 01h00 PAR | Rapport | Score par mi-temps : 57-63, 59-49                    |                                                      |                                                      |  | Moda Center, Portland, Oregon Affluence : 20 146 Arbitres : Scott Foster, Jason Phillips, Derrick Collins | TNT |
| 5 mai 2019 19h00 EDT 01h00 PAR | Rapport | Jamal Murray, 34 Nikola Jokić, 12 Nikola Jokić, 11   | Points Rebonds Passes d.                             | C.J. McCollum, 29 Enes Kanter, 10 Damian Lillard, 7  |  | Moda Center, Portland, Oregon Affluence : 20 146 Arbitres : Scott Foster, Jason Phillips, Derrick Collins | TNT |

| 7 mai 2019 22h30 EDT 04h30 PAR | Rapport | Trail Blazers de Portland 98, Nuggets de Denver 124 | Trail Blazers de Portland 98, Nuggets de Denver 124 | Trail Blazers de Portland 98, Nuggets de Denver 124 |  | Pepsi Center, Denver, Colorado Affluence : 19 520 Arbitres : Marc Davis, Tony Brothers, Josh Tiven | TNT |
| 7 mai 2019 22h30 EDT 04h30 PAR | Rapport | Score par quart-temps : 25-31, 22-34, 18-28, 33-31  |                                                     |                                                     |  | Pepsi Center, Denver, Colorado Affluence : 19 520 Arbitres : Marc Davis, Tony Brothers, Josh Tiven | TNT |
| 7 mai 2019 22h30 EDT 04h30 PAR | Rapport | Score par mi-temps : 47-65, 51-59                   |                                                     |                                                     |  | Pepsi Center, Denver, Colorado Affluence : 19 520 Arbitres : Marc Davis, Tony Brothers, Josh Tiven | TNT |
| 7 mai 2019 22h30 EDT 04h30 PAR | Rapport | Damian Lillard, 22 Enes Kanter, 8 Damian Lillard, 4 | Points Rebonds Passes d.                            | Nikola Jokić, 25 Nikola Jokić, 19 Jamal Murray, 9   |  | Pepsi Center, Denver, Colorado Affluence : 19 520 Arbitres : Marc Davis, Tony Brothers, Josh Tiven | TNT |

| 9 mai 2019 22h30 EDT 04h30 PAR | Rapport | Nuggets de Denver 108, Trail Blazers de Portland 119 | Nuggets de Denver 108, Trail Blazers de Portland 119 | Nuggets de Denver 108, Trail Blazers de Portland 119 |  | Moda Center, Portland, Oregon Affluence : 20 022 Arbitres : James Capers, Ed Malloy, Sean Wright | ESPN |
| 9 mai 2019 22h30 EDT 04h30 PAR | Rapport | Score par quart-temps : 34-26, 20-32, 26-29, 28-32   |                                                      |                                                      |  | Moda Center, Portland, Oregon Affluence : 20 022 Arbitres : James Capers, Ed Malloy, Sean Wright | ESPN |
| 9 mai 2019 22h30 EDT 04h30 PAR | Rapport | Score par mi-temps : 54-58, 54-61                    |                                                      |                                                      |  | Moda Center, Portland, Oregon Affluence : 20 022 Arbitres : James Capers, Ed Malloy, Sean Wright | ESPN |
| 9 mai 2019 22h30 EDT 04h30 PAR | Rapport | Nikola Jokić, 29 Nikola Jokić, 12 Nikola Jokić, 8    | Points Rebonds Passes d.                             | Damian Lillard, 32 Enes Kanter, 14 Evan Turner, 7    |  | Moda Center, Portland, Oregon Affluence : 20 022 Arbitres : James Capers, Ed Malloy, Sean Wright | ESPN |

| 12 mai 2019 21h30 EDT 03h30 PAR | Rapport | Trail Blazers de Portland 100, Nuggets de Denver 96 | Trail Blazers de Portland 100, Nuggets de Denver 96 | Trail Blazers de Portland 100, Nuggets de Denver 96 |  | Pepsi Center, Denver, Colorado Affluence : 19 725 Arbitres : Mike Callahan, John Goble, David Guthrie | TNT |
| 12 mai 2019 21h30 EDT 03h30 PAR | Rapport | Score par quart-temps : 17-29, 22-19, 32-24, 29-24  |                                                     |                                                     |  | Pepsi Center, Denver, Colorado Affluence : 19 725 Arbitres : Mike Callahan, John Goble, David Guthrie | TNT |
| 12 mai 2019 21h30 EDT 03h30 PAR | Rapport | Score par mi-temps : 39-48, 61-48                   |                                                     |                                                     |  | Pepsi Center, Denver, Colorado Affluence : 19 725 Arbitres : Mike Callahan, John Goble, David Guthrie | TNT |
| 12 mai 2019 21h30 EDT 03h30 PAR | Rapport | C.J. McCollum, 37 Enes Kanter, 13 Damian Lillard, 8 | Points Rebonds Passes d.                            | Nikola Jokić, 29 Nikola Jokić, 13 Jamal Murray, 5   |  | Pepsi Center, Denver, Colorado Affluence : 19 725 Arbitres : Mike Callahan, John Goble, David Guthrie | TNT |
| 12 mai 2019 21h30 EDT 03h30 PAR | Rapport | Portland remporte la série 4 à 3.                   |                                                     |                                                     |  | Pepsi Center, Denver, Colorado Affluence : 19 725 Arbitres : Mike Callahan, John Goble, David Guthrie | TNT |

Matchs de saison régulière
Denver remporte la série 3 à 1.
| 30 novembre 2018 | Rapport | Nuggets de Denver 113, Trail Blazers de Portland 112 | Nuggets de Denver 113, Trail Blazers de Portland 112 | Nuggets de Denver 113, Trail Blazers de Portland 112 |  | Moda Center, Portland, Oregon |

| 15 janvier 2019 | Rapport | Trail Blazers de Portland 113, Nuggets de Denver 116 | Trail Blazers de Portland 113, Nuggets de Denver 116 | Trail Blazers de Portland 113, Nuggets de Denver 116 |  | Pepsi Center, Denver, Colorado |

| 5 avril 2019 | Rapport | Trail Blazers de Portland 110, Nuggets de Denver 119 | Trail Blazers de Portland 110, Nuggets de Denver 119 | Trail Blazers de Portland 110, Nuggets de Denver 119 |  | Pepsi Center, Denver, Colorado |

| 7 avril 2019 | Rapport | Nuggets de Denver 108, Trail Blazers de Portland 115 | Nuggets de Denver 108, Trail Blazers de Portland 115 | Nuggets de Denver 108, Trail Blazers de Portland 115 |  | Moda Center, Portland, Oregon |

Dernière rencontre en playoffsPremier tour de conférence Ouest 1986 (Denver gagne 3-1).

#### Finale de conférence

##### (1)Warriors de Golden Statevs.Trail Blazers de Portland(3)
| 14 mai 2019 21h00 EDT 03h00 PAR | Rapport | Trail Blazers de Portland 94, Warriors de Golden State 116 | Trail Blazers de Portland 94, Warriors de Golden State 116 | Trail Blazers de Portland 94, Warriors de Golden State 116 |  | Oracle Arena, Oakland, Californie Affluence : 19 596 Arbitres : Marc Davis, Tony Brothers, Tony Brown | ESPN |
| 14 mai 2019 21h00 EDT 03h00 PAR | Rapport | Score par quart-temps : 23-27, 22-27, 26-23, 23-39         |                                                            |                                                            |  | Oracle Arena, Oakland, Californie Affluence : 19 596 Arbitres : Marc Davis, Tony Brothers, Tony Brown | ESPN |
| 14 mai 2019 21h00 EDT 03h00 PAR | Rapport | Score par mi-temps : 45-54, 49-62                          |                                                            |                                                            |  | Oracle Arena, Oakland, Californie Affluence : 19 596 Arbitres : Marc Davis, Tony Brothers, Tony Brown | ESPN |
| 14 mai 2019 21h00 EDT 03h00 PAR | Rapport | Damian Lillard, 19 Enes Kanter, 16 Damian Lillard, 6       | Points Rebonds Passes d.                                   | Stephen Curry, 36 Draymond Green, 10 Stephen Curry, 7      |  | Oracle Arena, Oakland, Californie Affluence : 19 596 Arbitres : Marc Davis, Tony Brothers, Tony Brown | ESPN |

| 16 mai 2019 21h00 EDT 03h00 PAR | Rapport | Trail Blazers de Portland 111, Warriors de Golden State 114 | Trail Blazers de Portland 111, Warriors de Golden State 114 | Trail Blazers de Portland 111, Warriors de Golden State 114 |  | Oracle Arena, Oakland, Californie Affluence : 19 596 Arbitres : James Capers, Ken Mauer, Josh Tiven | ESPN |
| 16 mai 2019 21h00 EDT 03h00 PAR | Rapport | Score par quart-temps : 31-29, 34-21, 24-39, 22-25          |                                                             |                                                             |  | Oracle Arena, Oakland, Californie Affluence : 19 596 Arbitres : James Capers, Ken Mauer, Josh Tiven | ESPN |
| 16 mai 2019 21h00 EDT 03h00 PAR | Rapport | Score par mi-temps : 65-50, 46-64                           |                                                             |                                                             |  | Oracle Arena, Oakland, Californie Affluence : 19 596 Arbitres : James Capers, Ken Mauer, Josh Tiven | ESPN |
| 16 mai 2019 21h00 EDT 03h00 PAR | Rapport | Damian Lillard, 23 Aminu, Leonard, 6 Damian Lillard, 10     | Points Rebonds Passes d.                                    | Stephen Curry, 37 Draymond Green, 10 Stephen Curry, 8       |  | Oracle Arena, Oakland, Californie Affluence : 19 596 Arbitres : James Capers, Ken Mauer, Josh Tiven | ESPN |

| 18 mai 2019 21h00 EDT 03h00 PAR | Rapport | Warriors de Golden State 110, Trail Blazers de Portland 99 | Warriors de Golden State 110, Trail Blazers de Portland 99 | Warriors de Golden State 110, Trail Blazers de Portland 99 |  | Moda Center, Portland, Oregon Affluence : 20 214 Arbitres : Zach Zarba, David Guthrie, Pat Fraher | ESPN |
| 18 mai 2019 21h00 EDT 03h00 PAR | Rapport | Score par quart-temps : 27-29, 26-37, 29-13, 28-20         |                                                            |                                                            |  | Moda Center, Portland, Oregon Affluence : 20 214 Arbitres : Zach Zarba, David Guthrie, Pat Fraher | ESPN |
| 18 mai 2019 21h00 EDT 03h00 PAR | Rapport | Score par mi-temps : 53-66, 57-33                          |                                                            |                                                            |  | Moda Center, Portland, Oregon Affluence : 20 214 Arbitres : Zach Zarba, David Guthrie, Pat Fraher | ESPN |
| 18 mai 2019 21h00 EDT 03h00 PAR | Rapport | Stephen Curry, 36 Draymond Green, 13 Draymond Green, 12    | Points Rebonds Passes d.                                   | C.J. McCollum, 23 Zach Collins, 8 Damian Lillard, 6        |  | Moda Center, Portland, Oregon Affluence : 20 214 Arbitres : Zach Zarba, David Guthrie, Pat Fraher | ESPN |

| 20 mai 2019 21h00 EDT 03h00 PAR | Rapport | Warriors de Golden State 119, Trail Blazers de Portland 117  | Warriors de Golden State 119, Trail Blazers de Portland 117 | Warriors de Golden State 119, Trail Blazers de Portland 117 | OT | Moda Center, Portland, Oregon Affluence : 20 064 Arbitres : Mike Callahan, Jason Phillips, Kevin Scott | ESPN |
| 20 mai 2019 21h00 EDT 03h00 PAR | Rapport | Score par quart-temps : 36-35, 29-34, 22-26, 24-16, OT : 8-6 |                                                             |                                                             | OT | Moda Center, Portland, Oregon Affluence : 20 064 Arbitres : Mike Callahan, Jason Phillips, Kevin Scott | ESPN |
| 20 mai 2019 21h00 EDT 03h00 PAR | Rapport | Score par mi-temps : 65-69, 46-42                            |                                                             |                                                             | OT | Moda Center, Portland, Oregon Affluence : 20 064 Arbitres : Mike Callahan, Jason Phillips, Kevin Scott | ESPN |
| 20 mai 2019 21h00 EDT 03h00 PAR | Rapport | Stephen Curry, 37 Green, Looney, 14 Curry, Green, 11         | Points Rebonds Passes d.                                    | Meyers Leonard, 30 Meyers Leonard, 12 Damian Lillard, 12    | OT | Moda Center, Portland, Oregon Affluence : 20 064 Arbitres : Mike Callahan, Jason Phillips, Kevin Scott | ESPN |
| 20 mai 2019 21h00 EDT 03h00 PAR | Rapport | Golden State remporte la série 4 à 0.                        |                                                             |                                                             | OT | Moda Center, Portland, Oregon Affluence : 20 064 Arbitres : Mike Callahan, Jason Phillips, Kevin Scott | ESPN |

Matchs de saison régulière
Égalité dans la série 2 à 2.
| 23 novembre 2018 | Rapport | Trail Blazers de Portland 97, Warriors de Golden State 125 | Trail Blazers de Portland 97, Warriors de Golden State 125 | Trail Blazers de Portland 97, Warriors de Golden State 125 |  | Oracle Arena, Oakland, Californie |

| 27 décembre 2018 | Rapport | Trail Blazers de Portland 110, Warriors de Golden State 109 (OT) | Trail Blazers de Portland 110, Warriors de Golden State 109 (OT) | Trail Blazers de Portland 110, Warriors de Golden State 109 (OT) |  | Oracle Arena, Oakland, Californie |

| 29 décembre 2018 | Rapport | Warriors de Golden State 115, Trail Blazers de Portland 110 | Warriors de Golden State 115, Trail Blazers de Portland 110 | Warriors de Golden State 115, Trail Blazers de Portland 110 |  | Moda Center, Portland, Oregon |

| 13 février 2019 | Rapport | Warriors de Golden State 107, Trail Blazers de Portland 129 | Warriors de Golden State 107, Trail Blazers de Portland 129 | Warriors de Golden State 107, Trail Blazers de Portland 129 |  | Moda Center, Portland, Oregon |

Dernière rencontre en playoffsPremier tour de conférence Ouest 2017 (Golden State gagne 4-0).

## Finales NBA: (E2)Raptors de Torontovs (W1)Warriors de Golden State
| 30 mai 2019 21h00 HAE 03h00 PAR | Rapport | Warriors de Golden State 109, Raptors de Toronto 118    | Warriors de Golden State 109, Raptors de Toronto 118 | Warriors de Golden State 109, Raptors de Toronto 118 |  | Scotiabank Arena, Toronto, Ontario Affluence : 19 983 Arbitres : James Capers, Jason Phillips, John Goble | ABC |
| 30 mai 2019 21h00 HAE 03h00 PAR | Rapport | Score par quart-temps : 21-25, 28-34, 32-29, 28-30      |                                                      |                                                      |  | Scotiabank Arena, Toronto, Ontario Affluence : 19 983 Arbitres : James Capers, Jason Phillips, John Goble | ABC |
| 30 mai 2019 21h00 HAE 03h00 PAR | Rapport | Score par mi-temps : 49-59, 60-59                       |                                                      |                                                      |  | Scotiabank Arena, Toronto, Ontario Affluence : 19 983 Arbitres : James Capers, Jason Phillips, John Goble | ABC |
| 30 mai 2019 21h00 HAE 03h00 PAR | Rapport | Stephen Curry, 34 Draymond Green, 10 Draymond Green, 10 | Points Rebonds Passes d.                             | Pascal Siakam, 32 Leonard, Siakam, 8 Kyle Lowry, 9   |  | Scotiabank Arena, Toronto, Ontario Affluence : 19 983 Arbitres : James Capers, Jason Phillips, John Goble | ABC |

| 2 juin 2019 20h00 HAE 02h00 PAR | Rapport | Warriors de Golden State 109, Raptors de Toronto 104   | Warriors de Golden State 109, Raptors de Toronto 104 | Warriors de Golden State 109, Raptors de Toronto 104 |  | Scotiabank Arena, Toronto, Ontario Affluence : 20 014 Arbitres : Ed Malloy, Scott Foster, Tony Brothers | ABC, beIn Sports |
| 2 juin 2019 20h00 HAE 02h00 PAR | Rapport | Score par quart-temps : 26-27, 28-32, 34-21, 21-24     |                                                      |                                                      |  | Scotiabank Arena, Toronto, Ontario Affluence : 20 014 Arbitres : Ed Malloy, Scott Foster, Tony Brothers | ABC, beIn Sports |
| 2 juin 2019 20h00 HAE 02h00 PAR | Rapport | Score par mi-temps : 54-59, 55-45                      |                                                      |                                                      |  | Scotiabank Arena, Toronto, Ontario Affluence : 20 014 Arbitres : Ed Malloy, Scott Foster, Tony Brothers | ABC, beIn Sports |
| 2 juin 2019 20h00 HAE 02h00 PAR | Rapport | Klay Thompson, 25 Green, Cousins, 10 Draymond Green, 9 | Points Rebonds Passes d.                             | Kawhi Leonard, 34 Kawhi Leonard, 14 Pascal Siakam, 5 |  | Scotiabank Arena, Toronto, Ontario Affluence : 20 014 Arbitres : Ed Malloy, Scott Foster, Tony Brothers | ABC, beIn Sports |

| 5 juin 2019 21h00 HAE 03h00 PAR | Rapport | Raptors de Toronto 123, Warriors de Golden State 109       | Raptors de Toronto 123, Warriors de Golden State 109 | Raptors de Toronto 123, Warriors de Golden State 109 |  | Oracle Arena, Oakland, Californie Affluence : 19 596 Arbitres : Kane Fitzgerald, Marc Davis, David Guthrie | ABC, beIn Sports |
| 5 juin 2019 21h00 HAE 03h00 PAR | Rapport | Score par quart-temps : 36 - 29, 26 - 21, 34 - 33, 27 - 26 |                                                      |                                                      |  | Oracle Arena, Oakland, Californie Affluence : 19 596 Arbitres : Kane Fitzgerald, Marc Davis, David Guthrie | ABC, beIn Sports |
| 5 juin 2019 21h00 HAE 03h00 PAR | Rapport | Score par mi-temps : 62 - 50, 61 - 59                      |                                                      |                                                      |  | Oracle Arena, Oakland, Californie Affluence : 19 596 Arbitres : Kane Fitzgerald, Marc Davis, David Guthrie | ABC, beIn Sports |
| 5 juin 2019 21h00 HAE 03h00 PAR | Rapport | Kawhi Leonard, 30 Pascal Siakam, 9 Kyle Lowry, 9           | Points Rebonds Passes d.                             | Stephen Curry, 47 Stephen Curry, 8 Stephen Curry, 7  |  | Oracle Arena, Oakland, Californie Affluence : 19 596 Arbitres : Kane Fitzgerald, Marc Davis, David Guthrie | ABC, beIn Sports |

| 7 juin 2019 21h00 HAE 03h00 PAR | Rapport | Raptors de Toronto 105, Warriors de Golden State 92        | Raptors de Toronto 105, Warriors de Golden State 92 | Raptors de Toronto 105, Warriors de Golden State 92    |  | Oracle Arena, Oakland, Californie Affluence : 19 596 Arbitres : Zach Zarba, Eric Lewis, Mike Callahan | ABC, beIn Sports |
| 7 juin 2019 21h00 HAE 03h00 PAR | Rapport | Score par quart-temps : 17 - 25, 25 - 21, 37 - 21, 26 - 25 |                                                     |                                                        |  | Oracle Arena, Oakland, Californie Affluence : 19 596 Arbitres : Zach Zarba, Eric Lewis, Mike Callahan | ABC, beIn Sports |
| 7 juin 2019 21h00 HAE 03h00 PAR | Rapport | Score par mi-temps : 42 - 46, 63 - 46                      |                                                     |                                                        |  | Oracle Arena, Oakland, Californie Affluence : 19 596 Arbitres : Zach Zarba, Eric Lewis, Mike Callahan | ABC, beIn Sports |
| 7 juin 2019 21h00 HAE 03h00 PAR | Rapport | Kawhi Leonard, 36 Kawhi Leonard, 12 Kyle Lowry, 7          | Points Rebonds Passes d.                            | Klay Thompson, 28 Draymond Green, 9 Draymond Green, 12 |  | Oracle Arena, Oakland, Californie Affluence : 19 596 Arbitres : Zach Zarba, Eric Lewis, Mike Callahan | ABC, beIn Sports |

| 10 juin 2019 21h00 HAE 03h00 PAR | Rapport | Warriors de Golden State 106, Raptors de Toronto 105       | Warriors de Golden State 106, Raptors de Toronto 105 | Warriors de Golden State 106, Raptors de Toronto 105            |  | Scotiabank Arena, Toronto, Ontario Affluence : 20 144 Arbitres : Jason Phillips, James Capers, Ed Malloy | ABC, beIn Sports |
| 10 juin 2019 21h00 HAE 03h00 PAR | Rapport | Score par quart-temps : 34 - 28, 28 - 28, 22 - 22, 22 - 27 |                                                      |                                                                 |  | Scotiabank Arena, Toronto, Ontario Affluence : 20 144 Arbitres : Jason Phillips, James Capers, Ed Malloy | ABC, beIn Sports |
| 10 juin 2019 21h00 HAE 03h00 PAR | Rapport | Score par mi-temps : 62 - 56, 44 - 49                      |                                                      |                                                                 |  | Scotiabank Arena, Toronto, Ontario Affluence : 20 144 Arbitres : Jason Phillips, James Capers, Ed Malloy | ABC, beIn Sports |
| 10 juin 2019 21h00 HAE 03h00 PAR | Rapport | Stephen Curry, 8 Draymond Green, 10 Draymond Green, 8      | Points Rebonds Passes d.                             | Kawhi Leonard, 26 Kawhi Leonard, 8 Kawhi Leonard, Kyle Lowry, 6 |  | Scotiabank Arena, Toronto, Ontario Affluence : 20 144 Arbitres : Jason Phillips, James Capers, Ed Malloy | ABC, beIn Sports |

| 13 juin 2019 21h00 HAE 03h00 PAR | Rapport | Raptors de Toronto 114, Warriors de Golden State 110                                               | Raptors de Toronto 114, Warriors de Golden State 110 | Raptors de Toronto 114, Warriors de Golden State 110    |  | Oracle Arena, Oakland, Californie Affluence : 19 596 Arbitres : John Goble, Marc Davis, David Guthrie | ABC, beIn Sports |
| 13 juin 2019 21h00 HAE 03h00 PAR | Rapport | Score par quart-temps : 33-32, 27-25, 26-31, 28-22                                                 |                                                      |                                                         |  | Oracle Arena, Oakland, Californie Affluence : 19 596 Arbitres : John Goble, Marc Davis, David Guthrie | ABC, beIn Sports |
| 13 juin 2019 21h00 HAE 03h00 PAR | Rapport | Score par mi-temps : 60-57, 54-53                                                                  |                                                      |                                                         |  | Oracle Arena, Oakland, Californie Affluence : 19 596 Arbitres : John Goble, Marc Davis, David Guthrie | ABC, beIn Sports |
| 13 juin 2019 21h00 HAE 03h00 PAR | Rapport | Pascal Siakam, 26 Pascal Siakam, 10 Kyle Lowry, 10                                                 | Points Rebonds Passes d.                             | Klay Thompson, 30 Draymond Green, 19 Draymond Green, 13 |  | Oracle Arena, Oakland, Californie Affluence : 19 596 Arbitres : John Goble, Marc Davis, David Guthrie | ABC, beIn Sports |
| 13 juin 2019 21h00 HAE 03h00 PAR | Rapport | Toronto remporte la série 4 à 2 et remporte le titre NBA. Kawhi Leonard est nommé MVP des Finales. |                                                      |                                                         |  | Oracle Arena, Oakland, Californie Affluence : 19 596 Arbitres : John Goble, Marc Davis, David Guthrie | ABC, beIn Sports |

Matchs de saison régulière
Toronto remporte la série 2-0.
| 29 novembre 2018 | Rapport | Warriors de Golden State 128, Raptors de Toronto 131 (OT) | Warriors de Golden State 128, Raptors de Toronto 131 (OT) | Warriors de Golden State 128, Raptors de Toronto 131 (OT) |  | Scotiabank Arena, Toronto, Ontario |

| 12 décembre 2018 | Rapport | Raptors de Toronto 113, Warriors de Golden State 93 | Raptors de Toronto 113, Warriors de Golden State 93 | Raptors de Toronto 113, Warriors de Golden State 93 |  | Oracle Arena, Oakland, Californie |